# Nationalsozialistischer Untergrund

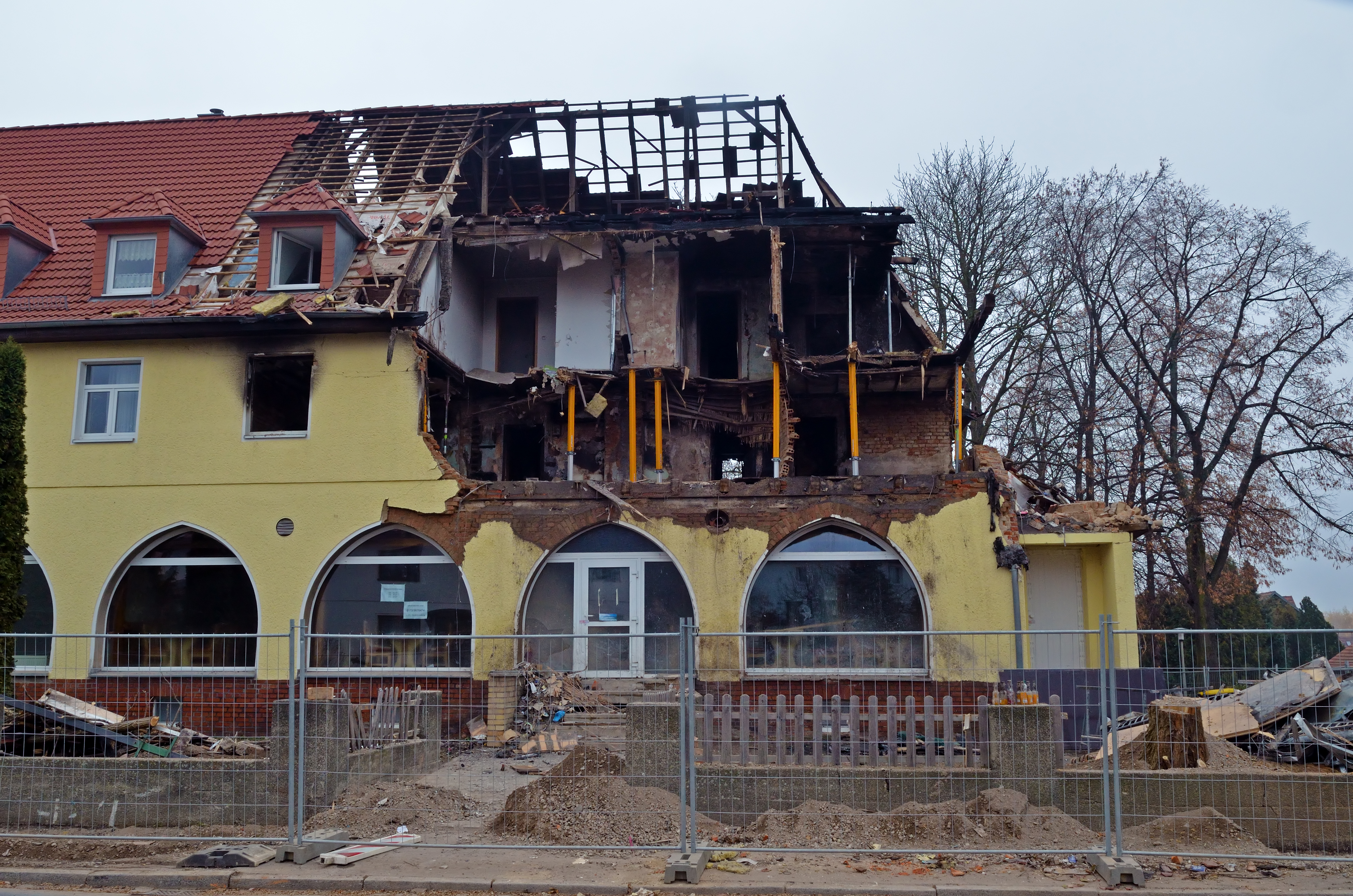
Die letzte Wohnung des NSU-Trios in Zwickau wurde von Beate Zschäpe im November 2011 zur Verdeckung zerstört.

Der Nationalsozialistische Untergrund (NSU) war eine neonazistische terroristische Vereinigung in Deutschland, die um 1999 zur Ermordung von Menschen mit Migrationshintergrund aus rassistischen und fremdenfeindlichen Motiven gebildet wurde. Die aus Jena stammenden drei Haupttäter Uwe Mundlos, Uwe Böhnhardt und Beate Zschäpe lebten ab 1998 untergetaucht in Chemnitz und Zwickau. Sie ermordeten zwischen 2000 und 2007 neun Migranten und eine Polizistin, verübten 43 Mordversuche, drei Sprengstoffanschläge (Nürnberg 1999, Köln 2001 und 2004) und 15 Raubüberfälle. Die Zahl der an den Taten Beteiligten und ihrer lokalen, überregional vernetzten Unterstützer ist umstritten. Ihr Umfeld wird auf 100 bis 200 Personen geschätzt, darunter V-Personen und Funktionäre rechtsextremer Parteien.
Öffentliche Bekanntheit erlangte der NSU ab dem 4. November 2011, als Mundlos und Böhnhardt tot in einem ausgebrannten Wohnmobil gefunden wurden und Zschäpe ihre Zwickauer Wohnung abbrannte sowie Bekennervideos versandte. Bis dahin hatten die Ermittler der Polizei rechtsextreme Hintergründe der Verbrechen weitgehend ausgeschlossen und Täter im Umfeld der Opfer gesucht, was viele Angehörige stigmatisierte. Das vielschichtige Versagen führte zu einer tiefen Krise der deutschen Sicherheitspolitik. Einige Beamte des Verfassungsschutzes vernichteten nach Bekanntwerden des NSU relevante Akten, weshalb 2012 die Leiter des Bundesamts für Verfassungsschutz (BfV) und der Landesbehörden Thüringens, Sachsens und Berlins zurücktraten. NSU-Untersuchungsausschüsse im Bundestag und in acht Landesparlamenten untersuchten den Einsatz von V-Personen, Ermittlungspannen, organisatorische Defizite und mögliche lokale Unterstützer. Im Jahr 2014 wurden alle noch übrigen Akten im Besitz des Bundesamtes für Verfassungsschutz erneut überprüft und in Form des als NSU-Akten bezeichneten Abschlussberichtes ausgewertet. Trotz Forderungen der Öffentlichkeit wurde der Abschlussbericht zur Verschlusssache erklärt und sollte für 120 Jahre geheim gehalten werden. Erst nach massiven Protesten der Öffentlichkeit wurde die Schutzfrist auf 30 Jahre herabgestuft. Am 28. Oktober 2022 veröffentlichte das ZDF Magazin Royale die immer noch geheimen NSU-Akten und stellte diese gemeinsam mit FragDenStaat der Öffentlichkeit zur Verfügung (siehe Weblinks).
Der NSU-Prozess gegen Zschäpe und vier mutmaßliche Gehilfen lief ab Mai 2013 vor dem Oberlandesgericht München. Am 11. Juli 2018 wurde Zschäpe als Mittäterin der Morde und Sprengstoffanschläge, wegen Mitgliedschaft im NSU und wegen besonders schwerer Brandstiftung zu lebenslanger Haft verurteilt und die besondere Schwere ihrer Schuld festgestellt; vier NSU-Helfer erhielten zeitige Freiheitsstrafen. Das Urteil ist bezüglich Zschäpe sowie Ralf Wohlleben und Holger Gerlach nach dem Abschluss der Revisionsverfahren durch schriftlichen Beschluss des Bundesgerichtshofs vom 12. August 2021 rechtskräftig.

## Entstehung

### Herkunft und Radikalisierung der Haupttäter
Mundlos (* 1973), Zschäpe (* 1975) und Böhnhardt (* 1977) stammen aus Jena. Sie lernten sich im Jugendclubhaus „Winzerclub“ in Jena-Winzerla kennen, das Mundlos seit 1991 regelmäßig besuchte. Dort freundete er sich mit Zschäpe, später auch mit Böhnhardt an. Auch Ralf Wohlleben, André Kapke und andere Weggefährten waren Gäste des Winzerclubs. Mundlos hatte sich in den späten 1980er Jahren der Skinhead-Szene der DDR angeschlossen. Die ausländerfeindlichen Übergriffe nach der deutschen Vereinigung Anfang der 1990er Jahre, wie die Ausschreitungen in Hoyerswerda oder in Rostock, prägten die drei Jugendlichen, weshalb Heike Kleffner sie der „Generation Terror“ zurechnet. Während sich viele aus ihrer frühen Peergroup nicht vollständig auf die rechtsextreme Szene einließen, radikalisierte sich 1993 die politische Einstellung von Mundlos und anderen Winzerclub-Besuchern immer mehr, weshalb sie dort schließlich nicht mehr willkommen waren. Gegen ihren Ausschluss protestierten sie mit Hakenkreuz-Graffiti an den Außenwänden des Clubs. Zudem gingen Mundlos und Böhnhardt gelegentlich in nachgeahmten Uniformen der SS durch Winzerla, das sie als „national befreite Zone“ betrachteten. Mundlos leistete 1994/95 seinen Wehrdienst ab und erhielt mehrmals Disziplinararreste. Dabei befragte ihn der Militärische Abschirmdienst (MAD); die Akten dazu wurden nach 15 Jahren vernichtet. Das Bundesamt für Verfassungsschutz (BfV) führte seitdem Akten über Mundlos und Zschäpe. Thomas Richter berichtete als V-Mann „Corelli“ Anfang 1995 über Mundlos und seine Kameradschaft Jena.
Zwischen 1994 und 1998 verdoppelte sich die Zahl der Rechtsextremen in Thüringen auf 1200 Personen, etwa die Hälfte davon in Parteien wie der NPD oder DVU, die anderen (mit vielen Überschneidungen) in der militant-aktionistischen Szene, der sich das Trio anschloss. Aus einer im Herbst 1994 formierten Thüringer Anti-Antifa entstand vermutlich 1996 der Thüringer Heimatschutz (THS). Dieser hatte Kontakte zur Burschenschaft Jenensia, zu der 1999 von ihr abgespaltenen Burschenschaft Normannia Jena und zur Jungen Landsmannschaft Ostpreußen (JLO). Zschäpe, Böhnhardt, Mundlos sowie Kapke, Wohlleben und Holger Gerlach gehörten zur Kameradschaft Jena (später Sektion Jena) des THS. Böhnhardt war neben Mundlos deren stellvertretender Leiter. Der THS umfasste 1998 etwa 120, 2000 etwa 160 Mitglieder. Tino Brandt, der stellvertretende Vorsitzende der Thüringer NPD, baute den THS und die rechtsextremen Strukturen in Thüringen maßgeblich auf. Dazu verwendete er auch Gelder des Thüringer Verfassungsschutzes, dessen V-Mann er von 1994 bis zu seiner Enttarnung 2001 war. In engem Kontakt mit ihm radikalisierte sich das spätere NSU-Trio zwischen 1995 und 1997.
So meldete Zschäpe im Februar 1995 in Jena eine Demonstration der Interessengemeinschaft Thüringer Heimatschutz mit dem Motto „Zur Bewahrung Thüringer Identität, gegen die Internationalisierung durch die EG“ an. Die Stadt untersagte die Veranstaltung. Am 25. März 1995 nahm die Polizei Mundlos während eines Skinheadtreffens in Triptis in Gewahrsam. Am 3. Mai plakatierten Zschäpe, Mundlos, Böhnhardt und Kapke ohne Genehmigung Zettel mit der Aufschrift: „08. Mai 1945–08. Mai 1995 Wir feiern nicht! Schluß mit der Befreiungslüge!“ Am 29. Juni wurde Mundlos wegen des Verwendens von Kennzeichen verfassungswidriger Organisationen verurteilt. Im Sommer 1995 verbrannten etwa 20 Neonazis, unter ihnen Böhnhardt, Zschäpe und Wohlleben, nahe Jena Kreuze. Die Staatsanwaltschaft Gera erhob damals Anklage, nachdem sie bei Zschäpe Fotos gefunden hatte, auf denen ein brennendes Kreuz und Personen beim Hitlergruß zu sehen waren. Am 14. April 1996 hängte Böhnhardt einen menschengroßen Puppentorso mit gelbem Judenstern an einer Autobahnbrücke bei Jena auf und deponierte zusätzlich eine Bombenattrappe. Der Torso wurde von Polizeibeamten zunächst abgehängt und später aus ermittlungstaktischen Gründen wieder angebracht. Im Oktober 1997 sprach die Berufungsinstanz Böhnhardt wegen nicht ausreichender Indizien vom Anbringen der Judensternpuppe frei.
Am 17. August 1996 nahmen Zschäpe, Mundlos, Wohlleben und Gerlach in Worms an einer von den Rechtsextremisten Thomas Wulff, Holger Apfel und Jens Pühse organisierten unangemeldeten Demonstration zum Gedenken an Hitlerstellvertreter Rudolf Heß teil. Am 26. September 1996 besuchten Kapke, Mundlos, Böhnhardt, Wohlleben und andere, bekleidet mit Bomberjacken und Springerstiefeln, eine Verhandlung gegen den Rechtsterroristen Manfred Roeder vor dem Amtsgericht Erfurt. Böhnhardt und Mundlos verfolgten dabei den späteren Thüringer Ministerpräsidenten Bodo Ramelow, der im Prozess als Zeuge der Anklage auftrat. Im Gerichtsgebäude entrollten sie ein Transparent mit der Aufschrift „Unsere Großväter waren keine Verbrecher“. Am 6. Oktober 1996 wurde auf dem Jenaer Ernst-Abbe-Sportfeld eine mit der Aufschrift „Bombe“ und einem Hakenkreuz bemalte Holzkiste gefunden, die man 1998 dem Trio zuordnen konnte.
Am 1. November 1996 erschienen Böhnhardt, Mundlos (beide mit SA-ähnlichen Uniformen bekleidet), Kapke und andere in der Gedenkstätte KZ Buchenwald und erhielten daraufhin dort Hausverbot. Am 21. April 1997 wurde Böhnhardt wegen Volksverhetzung zu zwei Jahren und drei Monaten Jugendstrafe verurteilt, in die mehrere Vorstrafen für andere Delikte einflossen. Am 23. Januar 1998 gingen die Prozessakten beim zuständigen Jugendrichter ein, der den Termin für Böhnhardts Haftantritt bestimmen sollte. Drei Tage später tauchte er unter.
Im Januar 1997 gingen mehrere Briefbombenattrappen bei Jenaer Institutionen ein. Eine Bombe mit einigen Gramm TNT – allerdings ohne Zündvorrichtung – wurde am 2. September 1997 in einem mit Hakenkreuz bemalten Koffer vor dem Theaterhaus Jena abgelegt. Es gab Ermittlungen gegen mehrere THS-Mitglieder, Zschäpe, Böhnhardt und Mundlos wurden verhört, aber nicht festgenommen. Im Juni 1997 kontrollierte die Polizei Zschäpe und Kapke auf dem Weg zu einer Tagung des Rechtsextremisten Jürgen Rieger in Hetendorf in einem Fahrzeug. Am 16. Oktober 1997 wurde Böhnhardt wegen Verstoßes gegen das Waffengesetz (Tatdatum 16. April 1997) zu einer Geldstrafe von 50 Tagessätzen verurteilt. Am 26. Dezember 1997 entdeckten Spaziergänger an der Gedenkstätte für den ermordeten KZ-Häftling Magnus Poser auf dem Jenaer Nordfriedhof einen ebenfalls mit Hakenkreuz bemalten Koffer, der später dem Trio zugeordnet wurde. Am 24. Januar 1998 nahmen die drei mit der Parole Nationalismus – eine Idee sucht Handelnde an einer NPD-Demonstration gegen die Wehrmachtsausstellung in Dresden teil.

### Garagendurchsuchung

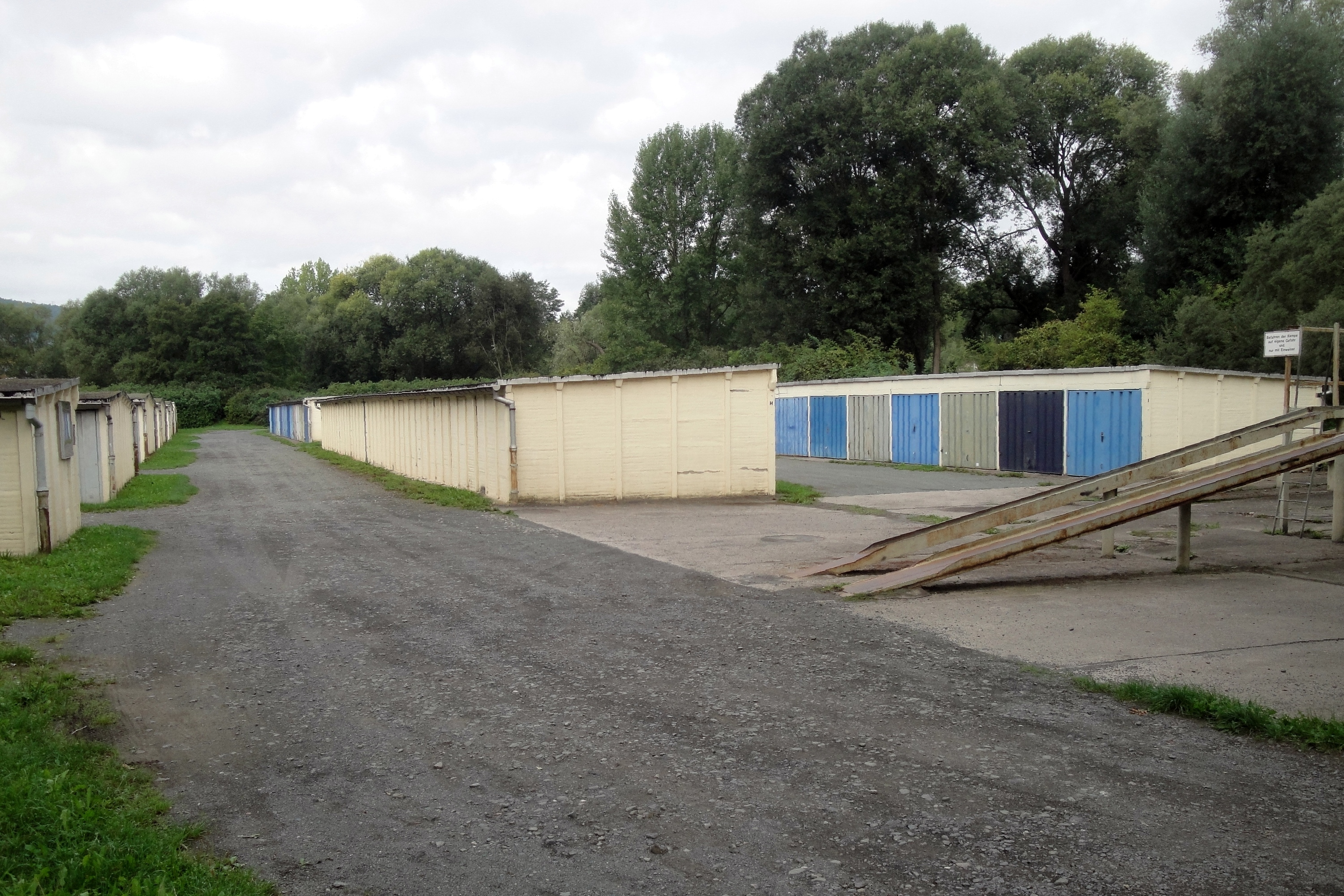
1998 durchsuchte Garagenanlage mit der Bombenwerkstatt

Am Morgen des 26. Januar 1998 durchsuchte die Polizei drei Garagen in Jena, da nach einer Überwachung durch das Landesamt für Verfassungsschutz Böhnhardt verdächtigt wurde, dort die Bombenattrappen hergestellt zu haben. Die Durchsuchung begann in zwei Garagen nahe Böhnhardts Wohnung in seiner Anwesenheit, ohne dass etwas Verdächtiges gefunden wurde, weshalb ihm gestattet wurde, sich mit seinem Auto zu entfernen. Erst bei der anschließenden Durchsuchung der dritten, von Zschäpe angemieteten Garage an der Saale wurden vier funktionsfähige Rohrbomben ohne Zünder und 1,4 kg TNT sowie Mundlos’ Reisepass und rechtsextreme Materialien sichergestellt. Daraufhin ordnete die Staatsanwaltschaft am Vormittag die vorläufige Festnahme des Trios an, ließ am Nachmittag die Wohnungen der drei durchsuchen und an weiteren Orten nach ihnen fahnden, ohne sie zu finden.
Neben Fanzines fand sich eine Diskette mit ausländerfeindlichen Aussagen („Türkenschwein, das heut noch stirbt – so ein Pech“; „Alidrecksau, wir hassen dich“), die einem der 2011 sichergestellten NSU-Bekennervideos ähneln („Ali muss weg“). Ferner fand man eine „Garagenliste“ mit 39 computer- und 13 handgeschriebenen Kontaktdaten der bundesweiten Neonaziszene, darunter vier damaligen V-Personen (Tino Brandt, Thomas Starke, Thomas Richter und Kai Dalek) und einigen späteren Helfern des Trios beim Abtauchen in Chemnitz. Die Liste wurde von einem abgeordneten BKA-Beamten ausgewertet, aber damals nicht an die Zielfahnder weitergegeben.
Der damals ermittelnde Kriminalpolizist Mario Melzer berichtete mehrmals seinen Vorgesetzten, er werde in seiner Arbeit behindert. So waren die verantwortlichen Ermittler nicht an der Durchsuchung beteiligt, da sie an dem Tag krank oder auf einem Lehrgang waren. Melzer musste an einem anderen Fall arbeiten und wurde, nachdem er sich erneut beschwert hatte, versetzt. Er verdächtigt den Thüringer Verfassungsschutz, dieser habe durch den V-Mann Tino Brandt vom Bombenbau gewusst und das Trio damals entkommen lassen, um seine Topquelle zu schützen.

### Abtauchen und Leben im Untergrund
Am 28. Januar 1998 erließ das Amtsgericht Jena Haftbefehle gegen Mundlos, Böhnhardt und Zschäpe, die inzwischen abgetaucht waren. Sie flohen mit einem auf Wohlleben zugelassenen Fahrzeug nach Chemnitz und bezogen eine leerstehende Plattenbauwohnung im Wohngebiet Fritz Heckert, wo auch andere Rechtsextremisten wohnten. Die Wohnung vermittelte ihnen der führende sächsische Rechtsextremist und Freund Zschäpes Thomas Starke. Möglicherweise hatten manche Behörden Hinweise auf den Aufenthaltsort der drei Personen. Eine Woche später, nach Beginn der öffentlichen Fahndung, zogen sie in die Wohnung des Szene-Einsteigers Max-Florian Burkhardt. Später erhielt Mundlos Burkhardts Reisepass und nahm dessen Identität als Tarnung an. Das Trio bewegte sich im Umfeld von Jan Werner, dem europaweit vernetzten Inhaber eines Versandhandels für rechte Musik, und stellte das Spiel Pogromly her, eine judenverhöhnende Variante des Brettspiels Monopoly, das Kapke von Jena aus vertrieb. Verschiedene Behörden überwachten zeitweise die Kommunikation vieler dieser Helfer. Ende August 1998 zog das Trio in eine Einzimmerwohnung in die Nähe einer Szene-Größe im nördlichen Heckert-Viertel. Im Oktober bot ihnen das Landeskriminalamt über Familie Böhnhardt, die bis 2002 Kontakt zum Trio hatte, den Ausstieg aus der Szene an. Das Angebot scheiterte Ende Februar 1999. Nachdem Jan Werners Wohnung durchsucht worden war, zog das Trio im April 1999 in eine andere Wohnung im Heckert-Viertel, die André Eminger anmietete. Er blieb bis November 2011 in engem Kontakt mit ihnen.
Mitte Dezember 1998 überfielen Böhnhardt und Mundlos einen Supermarkt in Chemnitz. Damit begann die Finanzierung des Untergrundlebens durch Raubüberfälle, wie Zschäpe im NSU-Prozess bestätigte. Dabei erbeuteten sie insgesamt rund 600.000 Euro, von denen nach dem Auffliegen noch 114.000 gefunden wurden. Hätte das Trio tatsächlich von 486.000 Euro in 13 Jahren gelebt, dann hätten jeder Person pro Monat nur rund 1.000 Euro zur Verfügung gestanden. Daher werden weitere Einnahmequellen vermutet, etwa bezahlte Aufträge aus der organisierten Kriminalität oder der Vertrieb von Kinderpornografie.
Im Sommer 2000 erwähnten Medienberichte die drei mehrfach als mögliche Rechtsterroristen. Zum 1. Juli 2000 mieteten sie auf den Namen Burkhardt eine Wohnung in Zwickau. Sie blieben in dieser Stadt bis zuletzt und bewegten sich dort im Umfeld von Ralf Marschner, einem Freund Jan Werners und V-Mann für das BfV, der diesem nie über das Trio berichtete. Damals hielten sie Kontakt zu bekannten Neonazis aus Baden-Württemberg. Sie hatten Kontakte zu vielen Personen, oft aber nur kurz und sporadisch. Von ihren Straftaten wussten mutmaßlich weniger als 24 Personen des engeren Umfelds. Da sie den ersten Mord erst zwei Jahre nach dem Abtauchen verübten, wird angenommen, dass sie erst im Untergrund planten, eine terroristische Zelle zu bilden. Sie brachen den Kontakt zu den meisten Helfern ab, wenn diese nicht mehr gebraucht wurden. Daher wird angenommen, dass nie mehr als fünf Personen gleichzeitig zum Netzwerk gehörten.
Im Mai 2001 zogen sie ins Erdgeschoss eines Eckhauses der Innenstadt in eine größere, von mehreren Seiten einsehbare Wohnung. Dort freundete sich Zschäpe mit Nachbarinnen an. Sie hielt allgemein regelmäßigen Kontakt mit Nachbarn; dadurch wahrte das Trio die bürgerliche Fassade und erregte kaum Verdacht. Am 23. Juni 2003 stellte die Staatsanwaltschaft Gera die Ermittlungsverfahren gegen die drei und die Zielfahndung ein.
Im April 2008 zog das Trio in eine Obergeschosswohnung in der Frühlingsstraße 26 in Zwickau-Weißenborn. Wie zuvor meldeten sie die Wohnung auf den Namen des mutmaßlichen Helfers Matthias D. an. Dem Wasserverbrauch zufolge (70 Liter pro Tag nach zuvor 144 Liter; deutscher Durchschnittswert pro Person/Tag: 127 Liter) hielten sich nicht alle drei stets dort auf. Sie bauten die Wohnung zu einem stark befestigten „Safehouse“ um, mit Überwachungskameras und einer eingebauten Zelle, in der mutmaßlich die NSU-Dokumente und Waffen lagerten. Sie teilten die Doppelwohnung mit einer beweglichen Sperrholzwand in einen für Bekannte zugänglichen und einen konspirativen Teil. Den Eingang sicherte eine schwere und schallisolierte Holztür, die Kellertür ein Bewegungsmelder. Wie früher fuhren sie jeden Sommer zum mehrwöchigen Campingurlaub an die Ostsee und gaben einer bezahlten Katzenpflegerin den Wohnungsschlüssel.

### Ideologische Vorbilder und kommunikative Strategie

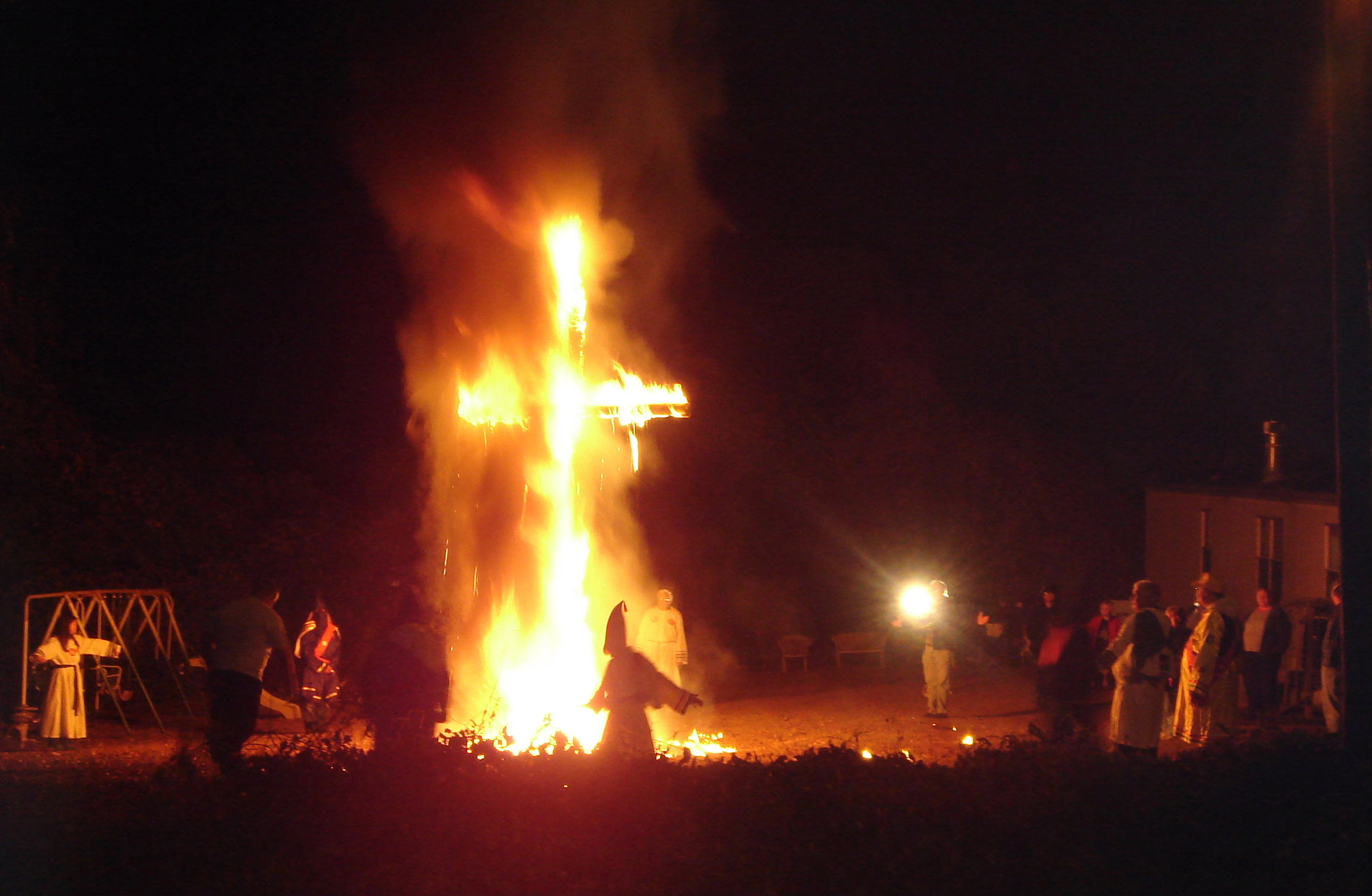
Kreuzverbrennung durch den Ku-Klux-Klan (Symbolbild 2005): Als Anhänger der White-Supremacy-Bewegung nahm das NSU-Trio in den 1990er Jahren daran teil

Der NSU bewegte und radikalisierte sich in einem personellen und ideologischen Netzwerk mit transnationalen Bezügen, vor allem nach Großbritannien und in die USA. William Luther Pierce wurde seit 1945 eine Schlüsselfigur des rassistischen Denkens europäischer Rechtsextremisten. Er sah die „weiße Rasse“ in einem heranbrechenden Rassenkrieg, in dem sich amerikanische und europäische Rechtsextreme zusammenschließen müssten. Sein Roman The Turner Diaries beschreibt einen gewaltsamen Umsturz, ausgelöst durch rechte Terroranschläge. Die Ideen der White-Supremacy-Bewegung, führerloser Widerstand autonomer Zellen und einsamer Wölfe (besonders Louis Beam) wurden in Deutschland aufgegriffen. So rief ein Szenemagazin der deutschen Sektion von Blood and Honour 1996 zum führerlosen „Terrorismus für Jedermann“ auf. Der NSU orientierte sich mutmaßlich direkt an diesen Schriften und an der amerikanischen Terrorgruppe The Order, die sich wiederum auf die Turner Diaries bezogen hatte. Das BfV nennt den schwedischen Neonazi John Ausonius, der 1991/92 auf einige Migranten geschossen hatte und im „Feldhandbuch“ des Blood-and-Honour-Netzwerks als Vorbild geschildert wurde, seit 2011 als möglichen Ideengeber des NSU.
Der NSU benutzte eine ausgefeilte Strategie und bereitete seine Verbrechen intensiv vor, indem er weit auseinanderliegende Tatorte ausspähte und über eine komplexe Infrastruktur an Waffen und Wohnungen verfügte. Seine langfristig geplanten, „kalten“, hinrichtungsartigen Taten unterscheiden sich von den bei vielen Rechtsextremen üblichen „heißen“, aus einer Aggressionsstimmung spontan erwachsenen Taten mit Schlag- und Stichwaffen oder Tritten mit Springerstiefeln, die das Töten eher in Kauf nehmen als anstreben. Der Nagelbombenanschlag des NSU lehnte sich möglicherweise an drei Nagelbombenanschläge gegen Homosexuelle und Migranten an, die der britische Rechtsterrorist David Copeland 1999 in London ausgeführt hatte. Der Soziologe Christoph Busch erklärt diese NSU-Taten aus rassistischer Mordlust. Die wichtige Rolle einer Frau und das Alter (Anfang bis Mitte zwanzig) seien nicht unüblich bei Rechtsterroristen, jedoch der bildungsbürgerliche Hintergrund von Mundlos und Böhnhardt. Mit der Konzentration auf Migranten und der mutmaßlich beliebigen Opferauswahl übertraf der NSU die seit 1945 bekannte rechte Gewalt in Deutschland durch enorme Zerstörungsbereitschaft. Zugleich unterschied er sich dadurch, dass nicht mehr offensichtlich marginalisierte, sondern erfolgreich etablierte Personen im „Herz der Einwanderungsgesellschaft“ angegriffen wurden, was der Migrationsforscher Bernd Kasparek als Reaktion auf die stärkere Akzeptanz von Zuwanderung in der deutschen Gesellschaft ab den späten 1990ern gedeutet hat.
Die Schlagworte „Erhalt Deutschlands“ im ersten Bekennervideo 2001, „Taten statt Worte“ im Video 2007 werden in der rechtsextremen Szene häufig verwendet. Zschäpe veröffentlichte diese Videos erst nach dem Tod ihrer Mittäter: Diese nachträgliche Mitteilung ist für Terroristen ungewöhnlich. Es entsprach aber dem Handbuch des britischen Combat 18, keine Spuren und keinen Hinweis auf die Täterschaft zu hinterlassen. Vielleicht plante der NSU, mit Hilfe der Ermittlungsbehörden unter den Migranten Schrecken zu verbreiten und fremdenfeindliche Ressentiments zu schüren, oder das Schweigen nach außen sollte auch nur vor Entdeckung schützen. Die schließliche Selbstenttarnung sollte Migranten verunsichern, richtete sich als symbolische Gewalt aber auch an die Gesamtbevölkerung und Behörden und demonstrierte ihnen die Unterwanderung des staatlichen Gewaltmonopols und den unbedingten Willen zum Umsturz der Verhältnisse.
Der NSU entsprach soziologisch den Eigenschaften einer rechtsterroristischen Zelle: Er war eine kleine, konspirative Gruppe mit begrenztem Außenweltkontakt, die eine erklärte Feindgruppe angriff, dabei nicht direkt den Staat konfrontierte, aber ihre Terrorbotschaft auch an ihn richtete. Der NSU steht für eine neue Dimension dieser Gewalt; nur die Rechtsterroristen Timothy McVeigh und Anders Behring Breivik ermordeten seit 1990 mehr Menschen als der NSU. Der Rechtsextremismusexperte Patrick Gensing meint, beim NSU sei wie in der ganzen rechtsextremen Szene die Tat selbst die Botschaft; der Vernichtungsgedanke artikuliere sich schon in Liedern, auf Demonstrationen und Kleidungsstücken.

## Verbrechen

### Sprengstoffanschlag in Nürnberg
Am 23. Juni 1999 explodierte eine zur Rohrbombe umgebaute, mit Sprengstoff gefüllte Taschenlampe auf der Herrentoilette der Gastwirtschaft eines Türkischstämmigen in Nürnberg. Der Pächter hatte den Betrieb drei Monate zuvor übernommen, und seitdem verkehrten dort ganz überwiegend Türkischstämmige, was auf Ortskunde der Täter oder ihrer Hinweisgeber schließen lässt. Der Pächter hatte die Taschenlampe gefunden, angeschaltet und so die Explosion ausgelöst. Er wurde schwer verletzt, überlebte aber, weil die Bombe fehlerhaft konstruiert war. Bei den Ermittlungen wurden der Verletzte und sein Umfeld verdächtigt. Ihm wurde vorgeworfen, nicht zu kooperieren; seinem Hinweis, am Vorabend sei zum zweiten Mal ungewöhnlicherweise ein Deutscher unter den Gästen gewesen, wurde nicht nachgegangen. Im NSU-Prozess sagte Carsten Schultze im Juni 2013 aus, Böhnhardt oder Mundlos hätten erwähnt, sie hätten eine Taschenlampe in einem „Laden“ abgestellt, doch das „Vorhaben“ habe nicht geklappt. Diese Tat war weder der Öffentlichkeit noch den Ermittlern bis dahin bekannt; die Ermittlungen waren nach einem halben Jahr und, ohne zu einem politischen Hintergrund zu ermitteln, eingestellt worden. Ein Ermittlungsverfahren gegen Zschäpe wegen dieses Anschlages wurde im Mai 2015 eingestellt. Der Geschädigte erkannte bei Vorlage eines Lichtbilds 2013 eine mutmaßliche Helferin des NSU. Durch Carsten Schultzes Aussage kam die Bundesanwaltschaft zum Ergebnis, dass Böhnhardt und Mundlos diese Tat – „das erste rassistische, extremistisch motivierte Sprengstoffdelikt“ des NSU – gemeinsam ausgeführt hatten.

### Sprengstoffanschlag in Köln
Am 19. Januar 2001 explodierte in einem Lebensmittelgeschäft in Köln eine mit Schwarzpulver gefüllte und Zünder präparierte Metalldose, die ein als Kunde auftretender Mann unter den Waren abgelegt hatte. Dabei wurde die deutsch-iranische Tochter des Betriebsinhabers schwer verletzt. Bei den nach fünf Monaten eingestellten Ermittlungen wurde vor allem das Umfeld der Familie erforscht und ihre Telefone, Geschäfte und Finanzen überwacht; in politische Richtung wurde nur der iranische Geheimdienst erwogen, nicht aber Rechtsextreme. Durch ein Phantombild des Täters geriet 2012 ein V-Mann des Verfassungsschutzes Nordrhein-Westfalen in den Verdacht einer Tatbeteiligung. Er bestritt diese jedoch und wurde nicht dazu vernommen. Die Bundesanwaltschaft hält es wegen Zschäpes Aussage, Bekenntnissen in allen drei Bekennervideos und wegen vom NSU gesammelter Zeitungsberichte zu dem Anschlag für erwiesen, dass Böhnhardt und Mundlos die Bombe bauten und einer der beiden sie am Tatort platzierte.

### NSU-Mordserie

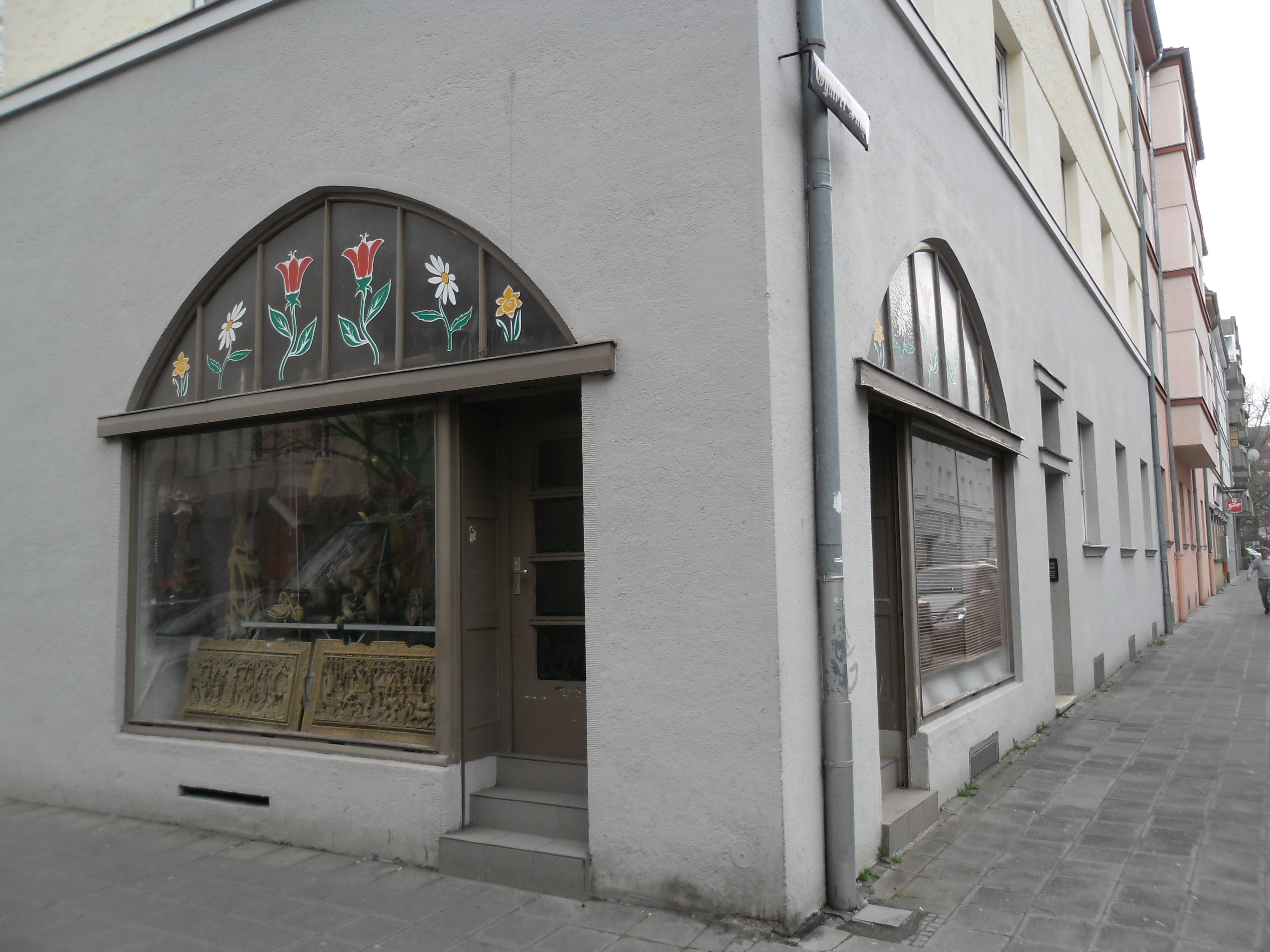
Tatort der Erschießung Abdurrahim Özüdoğrus in Nürnberg

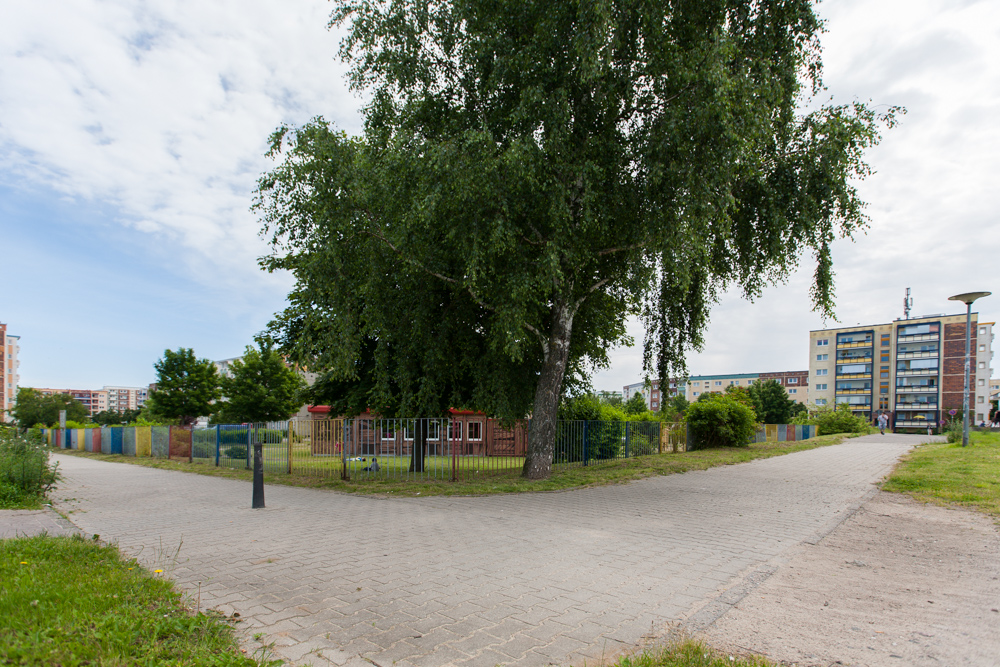
Tatort der Erschießung Mehmet Turguts in Rostock

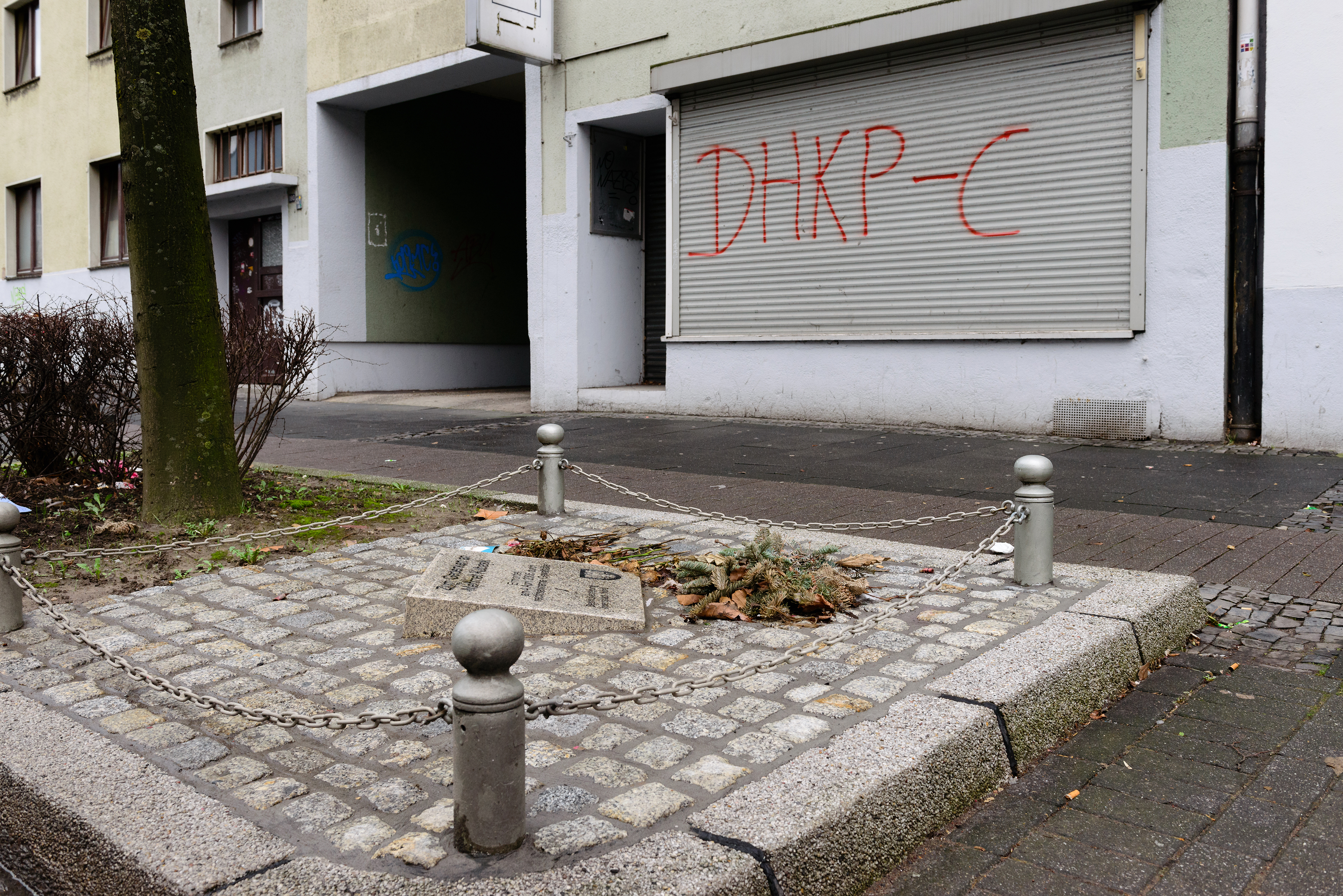
Tatort der Erschießung Mehmet Kubaşıks in Dortmund, mit Gedenkstätte

Vom 9. September 2000 bis zum 6. April 2006 ermordete der NSU in deutschen Großstädten neun männliche Kleinunternehmer mit Migrationshintergrund, die ersten vier innerhalb von elf Monaten, fünf weitere 2004 bis 2006. Acht der Opfer stammten aus der Türkei, einer (Theodoros Boulgarides) aus Griechenland. Auf sie wurde jeweils wie bei einer Hinrichtung aus kurzer Distanz mehrmals geschossen. Dazu wurde ab dem fünften Mord ein Schalldämpfer benutzt. Die Opfer wurden in Alltagssituationen überrascht, um die Schockwirkung zu vergrößern. Bei allen Morden traten die Täter unmaskiert auf. Nach mehreren Taten fotografierten sie ihre Opfer. Die Tatwaffe war immer eine Pistole des Typs Česká ČZ 83, Kaliber 7,65 mm Browning. Sie wurde am 11. November 2011 im Schutt der Zwickauer NSU-Wohnung gefunden.
Bei den Opfern handelt es sich um
- Enver Şimşek, einen Blumenhändler aus Schlüchtern, der am 9. September 2000 in Nürnberg ermordet wurde,
- Abdurrahim Özüdoğru, einen Fabrikarbeiter und Änderungsschneider, der am 13. Juni 2001 in Nürnberg ermordet wurde,
- Süleyman Taşköprü, einen Obst- und Gemüsehändler, der am 27. Juni 2001 in Hamburg ermordet wurde,
- Habil Kılıç, einen Obst- und Gemüsehändler, der am 29. August 2001 in München ermordet wurde,
- Mehmet Turgut, einen Verkäufer in einem Dönerimbiss, der am 25. Februar 2004 in Rostock ermordet wurde,
- İsmail Yaşar, den Inhaber eines Dönerimbisses, der am 9. Juni 2005 in Nürnberg ermordet wurde,
- Theodoros Boulgarides, den Mitinhaber eines Schlüsseldienstes, der am 15. Juni 2005 in München ermordet wurde,
- Mehmet Kubaşık, den Inhaber eines Kiosks, der am 4. April 2006 in Dortmund ermordet wurde, und
- Halit Yozgat, den Inhaber eines Internetcafés, der am 6. April 2006 in Kassel ermordet wurde – in Anwesenheit eines Verfassungsschützers.

Zu allen Morden ermittelte die Polizei bis 2011 vorwiegend im persönlichen Umfeld der Opfer, verdächtigte die Angehörigen selbst oder versuchte, mit Falschbehauptungen (etwa nach der Reid-Methode) ihr Vertrauen in den Verstorbenen zu erschüttern. Dies wird als sekundäre Viktimisierung bezeichnet. Von Juli 2005 bis Januar 2008 befassten sich bis zu 160 Polizeibeamte der BAO Bosporus unter Leitung Wolfgang Geiers mit den Mordfällen: eine der größten polizeilichen Sonderkommissionen der bundesdeutschen Geschichte blieb bei der Suche nach den Tätern erfolglos. In Richtung rechtsextremer Täter wurde kaum ermittelt. Zwar vermutete Alexander Horn in einer operativen Fallanalyse im Mai 2006 zwei „missionsgeleitete“ Täter und nannte „eine gewisse Nähe zur rechten Szene wahrscheinlich“. Die Profiler der Kriminalämter Hamburgs und des Bundes hielten das jedoch für abwegig und forderten aus Baden-Württemberg ein Gegengutachten an. Wegen Horns Annahme, Nürnberg sei Sitz der Täter, wurde auch unter dortigen Rechtsextremisten ermittelt, jedoch ohne Erfolg. Die Gründe für die über Jahre fehlgeleiteten und erfolglosen Ermittlungen sind Gegenstand einer Debatte in der Organisationssoziologie.
Im Mai 2006 in Kassel und im Juni in Dortmund organisierten die Opferfamilien Schweigemärsche unter dem Motto „Kein 10. Opfer!“, forderten dabei eine umfassende Aufklärung der Mordserie, warfen der Polizei einseitige und unzureichende Ermittlungen vor und riefen Zeugen auf, sich zu melden. Die Medien bezeichneten die Fälle ab April 2006 weithin als „Döner-Morde“ oder „Mordserie Bosporus“. Das wurde seit 2011 als klischeehaft und latent rassistisch kritisiert, „Döner-Morde“ wurde Unwort des Jahres 2011 (siehe Hauptartikel).
Ab 11. November 2011 übernahm der Generalbundesanwalt die weiteren Ermittlungen und bezeichnete die Serie nach der Tatwaffe als Ceska-Morde. Die Anklageschrift vom November 2012 betont, dass der NSU die Morde mit politischer Absicht gezielt als serienmäßige Hinrichtungen erscheinen lassen wollte. Das Anklagepladoyer vom Juli 2017 nennt Böhnhardt und Mundlos unter anderem wegen Zeugenaussagen als ausführende Täter, Zschäpe als Mitwisserin und Mitplanerin aller NSU-Morde.

### Nagelbombenanschlag in Köln

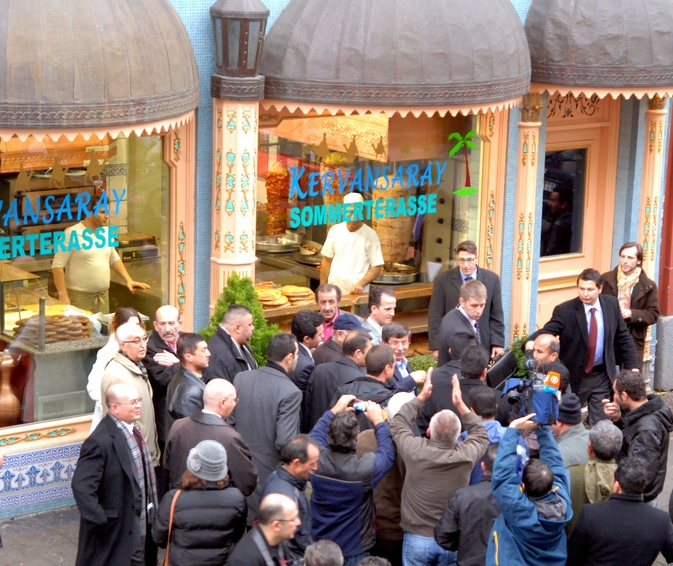
Ahmet Davutoğlu, damals Außenminister der Türkei, 2011 am Anschlagsort in Köln

Am 9. Juni 2004 verübte der NSU einen Anschlag mit einer Nagelbombe in Mülheim (Köln), zu dem er sich in einem der Videos von 2011 bekannte. Am Tatort, der belebten Keupstraße, befinden sich vornehmlich türkische Geschäfte. Die Explosion und umherfliegende Nägel verletzten 22 Personen, einige davon lebensgefährlich. Ein Friseursalon wurde vollständig verwüstet, mehrere Ladenlokale und zahlreiche parkende Pkw wurden erheblich beschädigt. Da keine gezielte Opferwahl erkennbar war, schlossen die Ermittler bis 2011 auch hier einen terroristischen Hintergrund aus. Ein Nebenklagevertreter im NSU-Prozess wies darauf hin, dass André Eminger am Vorabend in Euskirchen war und Ralf Wohlleben einige Monate später Elektroteile eines solchen Bausatzes, wie er beim Anschlag verwendet wurde, bei eBay als „nagelneu“ anbot; beiden konnte eine Beteiligung nicht nachgewiesen werden.

### Polizistenmord von Heilbronn

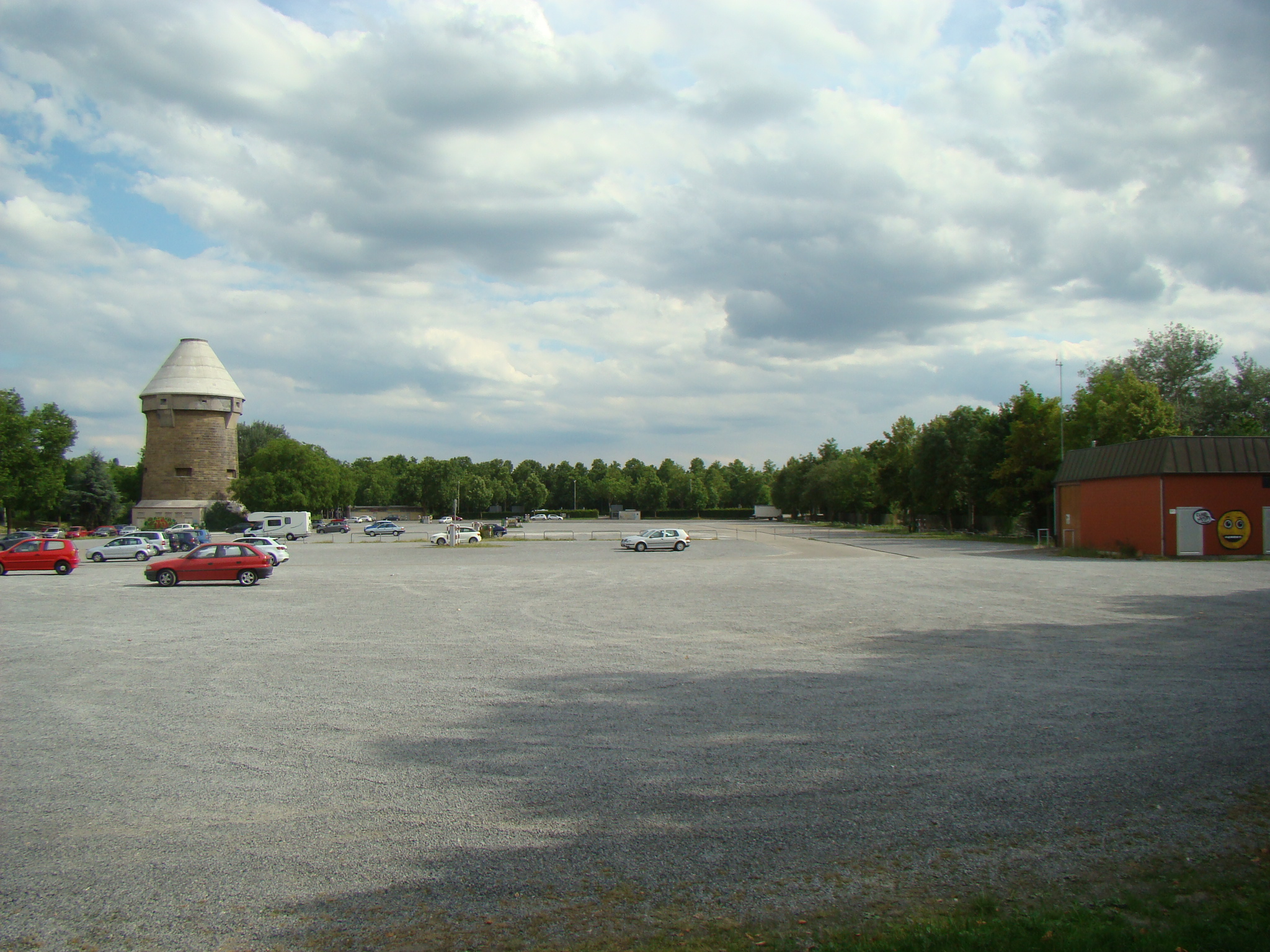
Tatort Theresienwiese in Heilbronn

Am 25. April 2007 wurde die 22-jährige Bereitschaftspolizistin Michèle Kiesewetter in ihrem Dienstfahrzeug bei der Heilbronner Theresienwiese erschossen. Ihr Kollege überlebte schwer verletzt einen Kopfschuss. Zunächst ermittelte die Sonderkommission Parkplatz der Heilbronner Polizei dazu, im Februar 2009 übernahm das Landeskriminalamt Baden-Württemberg den Fall. Die Ermittlungen führten auf falsche Spuren wie das Heilbronner Phantom und blieben ergebnislos. Erst der Fund der Dienstwaffen beider Opfer im Wohnmobil von Mundlos und Böhnhardt, das Abschlussbild im Paulchen-Panther-Bekennervideo und der Fund einer Hose mit Blutspritzern Kiesewetters und Mundlos’ DNA in der Zwickauer NSU-Wohnung erwiesen im November 2011 die Täter.
Die Bundesanwaltschaft rechnet die Tat nur Mundlos und Böhnhardt zu und nimmt an, dass sie die beiden Polizisten zufällig auswählten und als Vertreter des verhassten Staates ermordeten. Weil Zeugen aussagten, sie hätten kurz nach den Schüssen beim Tatort mehrere auffällige, teils blutverschmierte Personen gesehen, werden jedoch Tatgehilfen oder andere Täter vermutet. Weil Kiesewetter jahrelang gegenüber einer von Neonazis betriebenen und besuchten Gaststätte in Thüringen wohnte, wird auch vermutet, dass die Täter sie schon früher kannten. Kiesewetters Stiefvater bestritt jedoch jeden Kontakt seiner Familie mit dem NSU. Im August 2011 behauptete ein Aussteiger aus der rechtsextremen Szene, er kenne Kiesewetters Mörder. 2013 wollte das Landeskriminalamt ihn dazu befragen. Am selben Tag wurde er tot aufgefunden; ein Suizid wird angenommen. Im Juli 2012 wurde bekannt, dass zwei Polizisten aus Kiesewetters Umfeld zuvor Mitglieder bei den European White Knights of the Ku Klux Klan (EWK KKK) gewesen waren. Auch der Thüringer V-Mann „Corelli“ hatte seit 1995 Kontakt zum NSU und war Mitglied im EWK KKK. Jedoch bestreiten die Behörden eine Verbindung Kiesewetters zum NSU. Nahe dem Tatort sollen sich am Tattag mehrere Geheimdienstagenten befunden haben: Das führte zu Spekulationen über Kiesewetters Beteiligung an Anti-Terror-Maßnahmen.
Beide NSU-Untersuchungsausschüsse Baden-Württembergs haben sich mit den Tatumständen befasst. Diese sind weiterhin ungeklärt.

### Raubüberfälle
Böhnhardt und Mundlos überfielen zwischen Dezember 1998 und November 2011 Post- und Sparkassenfilialen in Sachsen, Mecklenburg-Vorpommern und Thüringen. Anders als die Mordserie beschränkten sie diese Straftaten auf ostdeutsche Orte, meist nahe bei ihrem Wohnsitz. Die meisten Überfälle sollen sie gemeinsam, einen mit einer weiteren Person, einen nur Böhnhardt begangen haben. Für zwei dieser Überfälle mietete der als Gehilfe angeklagte André Eminger die Tatfahrzeuge an. Die durchgehend ähnliche Begehungsweise war äußerst brutal. Bei einigen Überfällen verletzten und traumatisierten die Täter Angestellte und Kunden. Beim ersten Überfall schossen sie auf der Flucht gezielt auf Kopf und Brust eines 16-Jährigen, ohne ihn zu treffen. Beim elften Überfall verletzten sie einen Auszubildenden mit einem Bauchschuss lebensgefährlich und dauerhaft. Beide Fälle wertete die Bundesanwaltschaft im NSU-Prozess als versuchten Mord. Die Nebenklage kritisierte dilettantische Ermittlungen ab 2011, die das NSU-Umfeld außer Acht ließen, während die Raubermittlungen bis zur Aufdeckung des NSU den Tätern – anders als bei den anderen NSU-Taten – nahegekommen seien.
Insgesamt werden dem NSU mindestens folgende Raubüberfälle zugeordnet:
| #  | Datum         | Bezeichnung                      | Ort       | Straße                      | Beute     |
| -- | ------------- | -------------------------------- | --------- | --------------------------- | --------- |
| 1  | 18. Dez. 1998 | Edeka-Markt                      | Chemnitz  | Irkutsker Straße 1          | 30.000 DM |
| 2  | 6. Okt. 1999  | Postfiliale Barbarossastraße     | Chemnitz  | Barbarossastraße 71         | 5.000 DM  |
| 3  | 27. Okt. 1999 | Postfiliale Limbacher Straße     | Chemnitz  | Limbacher Straße 148        | 63.000 DM |
| 4  | 30. Nov. 2000 | Postfiliale Johannes-Dick-Straße | Chemnitz  | Johannes-Dick-Straße 4      | 39.000 DM |
| 5  | 5. Juli 2001  | Postfiliale Zwickau              | Zwickau   | Max-Planck-Straße 1a        | 75.000 DM |
| 6  | 25. Sep. 2002 | Sparkasse Zwickau                | Zwickau   | Karl-Marx-Straße 10         | 48.571 €  |
| 7  | 23. Sep. 2003 | Sparkasse Chemnitz               | Chemnitz  | Paul-Bertz-Straße 14        | 435 €     |
| 8  | 14. Mai 2004  | Sparkasse Chemnitz               | Chemnitz  | Albert-Schweitzer-Straße 62 | 37.425 €  |
| 9  | 18. Mai 2004  | Sparkasse Chemnitz               | Chemnitz  | Sandstraße 37               | 73.815 €  |
| 10 | 22. Nov. 2005 | Sparkasse Chemnitz               | Chemnitz  | Sandstraße 37               | –         |
| 11 | 5. Okt. 2006  | Sparkasse Zwickau                | Zwickau   | Kosmonautenstraße 1         | –         |
| 12 | 7. Nov. 2006  | Sparkasse Hansestadt Stralsund   | Stralsund | Kleine Parower Straße 51–53 | 84.995 €  |
| 13 | 18. Jan. 2007 | Sparkasse Stralsund              | Stralsund | Kleine Parower Straße 51–53 | 169.970 € |
| 14 | 7. Sep. 2011  | Sparkasse Arnstadt-Ilmenau       | Arnstadt  | Goethestraße 30             | 15.000 €  |
| 15 | 4. Nov. 2011  | Sparkasse am Nordplatz           | Eisenach  | Nordplatz 3                 | 71.920 €  |

## Aufdeckung

### Erweiterter Suizid der beiden Haupttäter
Am 4. November 2011 gegen 9:30 Uhr überfielen Mundlos und Böhnhardt maskiert eine Filiale der Wartburg-Sparkasse in Eisenach und flüchteten auf Fahrrädern mit der Beute zu ihrem etwas entfernt abgestellten Wohnmobil. Die Polizei leitete umgehend eine Ringfahndung nach den Räubern ein. Anwohnern war am Vortag ein weißes Wohnmobil mit einem Kfz-Kennzeichen aus dem Vogtlandkreis aufgefallen. Ein Passant beobachtete am Morgen auf einem Parkplatz nahe der Sparkasse, wie zwei Männer ihre Fahrräder in diesem Wohnmobil verstauten, und informierte die Polizei. Diese fand das Wohnmobil in der Anliegerstraße Am Schafrain im nahegelegenen Eisenacher Stadtteil Stregda. Als sich Beamte gegen 11:55 Uhr näherten, hörten sie zwei Schussgeräusche aus dem Innern. Kurz darauf geriet das Wohnmobil in Brand, bis die herbeigerufene Feuerwehr die Flammen löschte. Im Fahrzeug fand man die Leichen von Mundlos und Böhnhardt. Zschäpe sagte im NSU-Prozess aus, für den Fall einer Entdeckung durch die Polizei sei eine Selbsttötung abgesprochen gewesen. Wenn auch schwer bewaffnet und kaltblütig, waren sie sich durch ihr Abhören des Polizeifunks wohl gewahr, dass viele Einsatzkräfte auf dem Weg zu ihnen waren und ein Freischießen daher kaum in Frage kam.
André Kapke, ein Beschuldigter im NSU-Verfahren, hatte sich am 4. November 2011 vorübergehend im Raum Eisenach aufgehalten und war mit seinem Handy gegen 14 Uhr für zwölf Minuten in der Funkzelle eingebucht, in der auch das Wohnmobil stand. Kapke erklärte als Zeuge im NSU-Prozess, er sei auf der von der Funkzelle erfassten Bundesautobahn 4 unterwegs gewesen, um ein Auto zu kaufen. Von der Existenz des NSU habe er nichts gewusst. Die Ermittler bewerteten seine Aussage bezüglich des Pkw-Kaufs als glaubhaft.
Zu den Todesursachen gab es zunächst verschiedene Vermutungen. Das Bundeskriminalamt (BKA) und die Bundesanwaltschaft gehen von einem erweiterten Suizid aus: Mundlos habe zuerst Böhnhardt erschossen, dann den Brand gelegt und dann sich selbst erschossen. Der erste Thüringer NSU-Untersuchungsausschuss nannte 2014 Indizien gegen einen Suizid – etwa das Fehlen von Ruß in Mundlos’ Lunge, nachdem BKA-Präsident Jörg Ziercke dessen Vorhandensein zunächst behauptet hatte. Der zweite Thüringer Untersuchungsausschuss bestätigte 2016 nach eingehender Prüfung die Rekonstruktion des BKA und verwarf Spekulationen über eine dritte, für die Tode verantwortliche Person im Wohnmobil oder eine steuernde Hand im Hintergrund. Clemens Binninger, der Vorsitzende des zweiten NSU-Bundestagsausschusses, sah 2017 am erweiterten Suizid „keinen vernünftigen Zweifel“ mehr. Der Blog NSU-Watch resümierte, der Thüringer Ausschuss habe „viele Detailfragen beantwortet“, die „teils auch konträr zu kursierenden (Verschwörungs-)Theorien über die Geschehnisse“ stünden (siehe die Rezeption in Politthrillern). Auch die Hauptbeteiligten im NSU-Prozess gehen von einem erweiterten Suizid aus. Beate Zschäpe bestätigte vor Gericht, dass ihre Freunde seit langem geplant hätten, sich selbst zu töten, sollten sie von der Polizei entdeckt werden.

### Festnahme von Beate Zschäpe

Von den Ermittlungsbehörden rekonstruierte wahrscheinliche Fluchtroute Zschäpes

Am 4. November 2011 kurz nach 15:00 Uhr kam es in der letzten Zwickauer NSU-Wohnung zu einer Explosion, die das Wohnhaus in Brand setzte. Die Polizei fahndete deshalb auch nach Zschäpe, die sich nach einer ziellosen mehrtägigen Bahnreise durch verschiedene ost- und norddeutsche Städte am 8. November der Polizei in Jena stellte. Am 13. November erließ der Bundesgerichtshof Haftbefehl gegen sie wegen des dringenden Verdachts der Gründung und Mitgliedschaft in einer terroristischen Vereinigung sowie der besonders schweren Brandstiftung.
Laut Anklage des Generalbundesanwalts hatte Zschäpe vom Suizid ihrer beiden Freunde erfahren und kurz darauf die gemeinsame Wohnung mit Benzin in Brand gesetzt, um Spuren zu vernichten. Dabei habe sie möglicherweise Menschenleben gefährdet. Die Überreste des Hauses wurden im April und Mai 2012 abgerissen.

### Waffenfunde

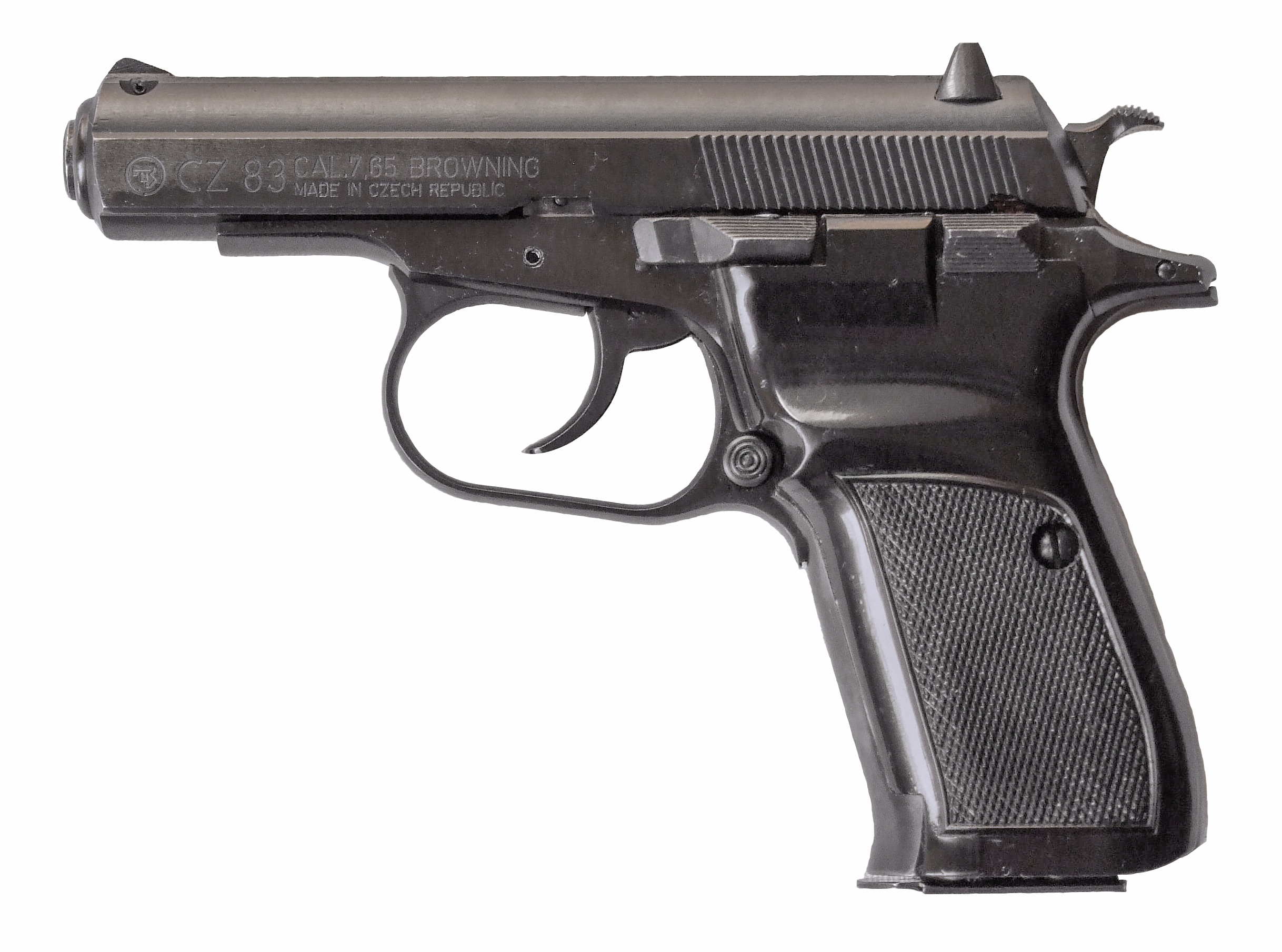
Beispiel der bei der Mordserie verwendeten Tatwaffe, einer CZ 83 im Kaliber .32 ACP, hier ohne Laufgewinde für einen Schalldämpfer

Im Wohnmobil von Mundlos und Böhnhardt fand die Polizei drei Langwaffen und vier Pistolen, darunter die Dienstwaffen Michèle Kiesewetters und ihres Kollegen. Im Schutt der ausgebrannten NSU-Wohnung fand sich die Česká-Pistole, mit der der NSU seit dem Jahr 2000 neun Migranten ermordet hatte. Die Funde der Waffen Michèle Kiesewetters und ihres Kollegen sowie der Česká-Pistole und darüber hinaus der Fund eines Bekennervideos in der Wohnung Zschäpes waren die ersten Hinweise auf einen Zusammenhang mit den verübten Taten, deren Täter bis dahin den Ermittlungsbehörden unbekannt waren. Laut Anklageschrift wurden im Schutt der NSU-Wohnung insgesamt 2,5 Kilogramm Schwarzpulver, 20 Schusswaffen, davon zwei Maschinenpistolen, 1600 Patronen und Munitionsteile gefunden.
2004 (nach dem fünften Mord) hatte das BKA in der Schweiz zunächst Käufer der für einige Morde benutzten seltenen Munition zu ermitteln versucht, nicht aber Käufer des Waffenmodells. Zudem fragte es nur nach türkischen Staatsangehörigen, weil es türkische Hintermänner und illegalen Waffenbesitz annahm. 2006 stellten Ballistiker fest, dass die Tatwaffe zu einer für Schalldämpfer geeigneten Ceska-Sonderedition gehörte, von der 27 Stück in die Schweiz geliefert und dort verkauft worden waren. Ab 2007 suchte das BKA Ceska-Käufer in der Schweiz. Ein Verdächtiger (Anton G.) war als Käufer registriert, bestritt den Kauf aber. Er wurde erst im Oktober 2009 im Rahmen der Amtshilfe direkt vom BKA vernommen und sein Haus durchsucht, jedoch ergebnislos. 2012 gestand er, die Tatwaffe besessen zu haben.
2009 hatte die „Sonderkommission Bosporus“ festgestellt, dass 31 Stück jener Sonderedition an das Ministerium für Staatssicherheit (MfS) der DDR geliefert worden waren. Es wurde jedoch ausgeschlossen, dass die Mordwaffe vom MfS stammte. 16 der Schweizer Exemplare wurden aufgespürt, jedoch (trotz Hausdurchsuchungen und Fernsehaufrufen) nicht die übrigen.

### Bekennervideos und Datenträger
Im Schutt der NSU-Wohnung lagen über 35 DVDs mit einem 15-minütigen Film, auf dem sich die Täter auf zynische Weise zu ihren Anschlägen und Morden bekannten. Der Film repräsentiert eine neue Form terroristischer Bekennervideos. Zu Beginn erscheint eine Tafel mit der Erklärung: „Der Nationalsozialistische Untergrund ist ein Netzwerk von Kameraden mit dem Grundsatz 'Taten statt Worte'. Solange sich keine grundlegenden Änderungen in der Politik, Presse, Polizei und Meinungsfreiheit vollziehen, werden die Aktivitäten weitergeführt.“ Zum Schluss heißt es knapp: „Steh zu deinem Volk, steh zu deinem Land“. Jede konkrete Forderung und ideologische Rechtfertigung fehlen. Nachrichtenauschnitte aus Fernsehen und Printmedien zu den Taten sind zusammengestellt, jeweils gefolgt von Fotografien der Mordopfer und Verletzten. In drei Fällen fotografierten die Täter ihre Opfer selbst. Sie bezeichneten die Morde als „Deutschlandtour“. Die Sequenzen sind mit ausgewählten originalen Tonspuren aus der Zeichentrickfilmserie „Der rosarote Panther“ unterlegt, der wie ein Sprecher die gezeigten Taten vorführt. Die Kommentare feiern diese, verhöhnen die ermordeten Opfer, zeigen Freude an ihrem Leid und an der Ahnungslosigkeit der Fahnder, die sie triumphierend mit dem Täterwissen kontrastieren. Ein Ausschnitt bezieht sich auf den Nagelbombenanschlag in der Kölner Keupstraße 2004 und zeigt auch das von den Tätern benutzte Fahrrad. Eine Bildmontage stellt die Anschlagsopfer mit Nägeln im Kopf dar und kommentiert: „Heute Aktion Dönerspieß“. In einer Sequenz erschießt der Panther einen Polizisten. Einmal erscheint das Logo der Rote Armee Fraktion aus den 1970er Jahren. Ein Digitalfoto mit Zeitstempel 28. Juni 2001 – dem Tag der Ermordung Süleyman Taşköprüs – zeigt eine Patronenhülse. Das Schlussbild zeigt Nachrichtenbilder vom Tatort und der Trauerfeier für Michèle Kiesewetter sowie die Dienstwaffe ihres Kollegen. Am Ende wird eine zweite DVD mit „Paulchen’s neuen Streichen“ angekündigt. Der Abspann aus der Zeichentrickserie („… ich komm wieder, keine Frage“) ist somit eine Morddrohung.
Der Film wurde mit hohem technischen und zeitlichen Aufwand hergestellt, wahrscheinlich von Mai 2006 bis Januar 2008. Dies ergab sich aus Vorläuferversionen, die sich auf einer externen Festplatte in den Resten der Zwickauer NSU-Wohnung fanden. Die Dateien dazu waren präzise geordnet, mit dem pauschalen Opfernamen „Ali“ bezeichnet und nummeriert. Da sich bei André Eminger und Holger Gerlach ebenfalls (jedoch undatierbare) Dateien mit der Comicfigur Paulchen Panther fanden, wurde ihre Beteiligung an der Herstellung vermutet. Ferner fanden sich handschriftliche Notizen mit einem Abfolgeplan der Filmsequenzen und Anmerkungen zu den verwendeten Clips, deren Schriftbild auf Mundlos und Böhnhardt zurückgeführt wurde, sowie Zeitungsartikel über die Verbrechen. Einige davon trugen Zschäpes Fingerabdrücke. Ein Videomitschnitt eines Fernsehbeitrags über den Nagelbombenanschlag in Köln wurde erstellt, bevor Mundlos und Böhnhardt nach Zwickau zurückgekehrt sein konnten.
Der Rechtsextremismusforscher Hajo Funke schloss aus der Machart des Videos auf einen Sadismus gestörter Persönlichkeiten. Die Täter hätten das Video zu Lebzeiten nicht veröffentlicht, um keine Enttarnung zu riskieren: „Das Trio konnte effizienter morden, weil die Propaganda zweitrangig war.“ Sie benutzten die vorhersehbaren Medienreaktionen im Video für ihre „Propaganda der Tat“, ebenso die nachträgliche Veröffentlichung. Laut dem Sozialwissenschaftler Jan Schedler diente die sadistische Darstellungsform dazu, „die Verachtung für die Opfer klarzumachen“. Die Comic-Ästhetik solle die Taten verharmlosen, die jahrelang erfolgreiche Täuschung der Ermittler feiern und vor allem andere Migranten verunsichern: „Ihr könnt genauso Opfer werden.“
Mindestens 50 Exemplare dieser DVD hielt der NSU versandbereit vorrätig. 15 davon wurden nach dem 4. November 2011 an politische, religiöse und kulturelle Einrichtungen sowie an Presseorgane verschickt. An zwei Briefumschlägen wurden Fingerspuren Zschäpes gefunden; sie räumte den Versand ein. In Nürnberg wurde ein Briefumschlag unfrankiert – also persönlich – eingeworfen. Eine DVD erhielt die Selimiye-Moschee in Völklingen, wo zwischen September 2006 und September 2011 zehn Brandanschläge auf Wohngebäude von türkischstämmigen Einwanderern, Arabern und Afrikanern verübt worden waren. Weitere sechs DVD-Exemplare und drei USB-Sticks mit Digitalversionen des Films fanden die Fahnder in einem Tourenrucksack aus dem ausgebrannten Wohnmobil – allerdings erst am 1. Dezember, nachdem die Tatortgruppe darin am 5. November 2011 Geldbündel mit über 23.000 Euro aus dem Bankraub in Arnstadt sowie drei Kartons mit Patronen sichergestellt hatte. Wie die Tatortgruppe die DVDs übersehen konnte, ist ungeklärt.
Ferner fanden die Ermittler auf einem USB-Stick eine Liste mit Namen und Adressen von 88 Personen, darunter zwei Bundestagsabgeordnete und Repräsentanten türkischer und islamischer Organisationen. Zudem wurden Stadtpläne mit handschriftlich eingetragenen, ausgekundschafteten Adressen in 14 Städten gefunden, die insgesamt 191 Objekte und Straßen verzeichneten. Auf einem weiteren Datenträger wurde eine Adressliste gefunden. Unter den 10.000 Adressen sind auch solche von Politikern, Kirchen, lokalen Parteiorganisationen und Vereinen gegen Rechtsextremismus.
In den Resten der Zwickauer Küche wurden auf Festplatten von zum Teil durch den Brand beschädigten Computern weitere Videos rekonstruiert, die bereits 2001 erstellt wurden. Auf einem Video vom März des Jahres wird die Ermordung von Şimşek gefeiert und zwei Musik-Stücke der Gruppe Noie Werte zur Untermalung verwendet, in denen es unter anderem heißt: „Alle, die sich unsere Feinde nennen, die werden wir ewig hassen, und kämpfen werden wir gegen sie, bis sie unser Land verlassen.“ In diesem Video wird erstmals der „NSU“ erwähnt und dessen an die SA erinnerndes Logo verwendet. Ein anderes Video von Oktober 2001 verhöhnt die Ermordeten Özüdoğru, Taşköprü und Kılıç. Eine weitere Videosequenz zeigt 14 umrandete Felder, von denen fünf ausgefüllt sind mit den Daten dieser vier Morde sowie dem 19. Januar 2001, an dem die Bombe in der Kölner Probsteigasse explodierte.

### Überprüfung weiterer Straftaten
Bundesanwaltschaft und BKA prüften nach Bekanntwerden des NSU Verbindungen zu weiteren ungeklärten Straftaten und leiteten am 1. Dezember 2011 eine Öffentlichkeitsfahndung ein, um weitere Taten sowie Hintermänner und Unterstützer zu ermitteln. In der BAO Trio arbeiteten zeitweise bis zu 400 Personen, ab September 2012 verkleinert als EG Trio. Auch nach der Veröffentlichung der Anklageschrift durch die Bundesanwaltschaft im November 2012 gab es weitere Verdachtsfälle und Ermittlungen. Bis November 2016 wurden 1500 Hinweise und 7000 Asservate ausgewertet und über 100 Zeugen vernommen, es ergaben sich aber keine weiteren Ermittlungsansätze, insbesondere zu vermuteten Depots und weiteren Wohnungen; von den etwa 4700 Tagen im Untergrund bleibt zu 4500 fast nichts bekannt. An den 27 bekannten Tatorten (zehn Morde, zwei Sprengstoffanschläge und 15 Banküberfälle) wurden keine DNA-Spuren von Mundlos, Böhnhardt oder Zschäpe festgestellt, aber nicht zuordenbare andere DNA-Spuren. An Gegenständen aus ihrem Besitz wurden 43 DNA-Spuren festgestellt, die keiner den Ermittlungsbehörden bekannten Person zugeordnet werden konnten. Zudem ermittelte die Bundesanwaltschaft gegen neun namentlich bekannte Personen aus dem Unterstützerumfeld des NSU. Clemens Binninger rechnete im Herbst 2016 nicht mit einer Anklage gegen sie, forderte aber eine „Generalrevision“ der DNA-Proben und einen Abgleich mit möglichen NSU-Unterstützern. In einem zusätzlichen Strukturermittlungsverfahren „gegen Unbekannt“ zu verschiedenen Personen des NSU-Unterstützerkreises wurden bis Juli 2015 112 Zeugen vernommen. Die Bundesanwaltschaft verwehrte im NSU-Prozess Akteneinsicht dazu.
Das BKA überprüft etwa 4000 bisher unaufgeklärte Tötungsdelikte und mehr als 100.000 Sprengstoffdelikte auf eine Verbindung zum NSU. Die Dauer dieser Arbeit wurde 2013 auf 20 Jahre geschätzt. Im März 2017 wurden noch ausschließlich die unaufgeklärten Tötungsdelikte untersucht; ob in einer nächsten Phase Banküberfälle, Sprengstoff-, Waffen- und Vereinigungsdelikte auf eine Verbindung zum NSU hin überprüft werden würden, ließ der hessische Innenminister Peter Beuth offen.
Zu den überprüften Fällen gehörte eine Briefbombenattrappe, die im März 1999 an Ignatz Bubis geschickt worden war. Sie ähnelte laut dem BKA den Jenaer Attrappen. Neu ermittelt wurde auch zum Anschlag auf das Grab Heinz Galinskis 1998 in Berlin, zum Anschlag auf die Wehrmachtsausstellung in Saarbrücken 1999, zum Sprengstoffanschlag in Düsseldorf 2000 und zum Anschlag auf den Jüdischen Friedhof Heerstraße 2002. Zudem wurden die Ermordung des Rabbis Abraham Grünbaum 2001 in Zürich, der Mord an Fefzi Ufuk vor einer Moschee in Rheda-Wiedenbrück 2006 und der Wohnhausbrand in Ludwigshafen am Rhein mit neun Türkei-stämmigen Todesopfern von 2008 überprüft. Das BKA fand bei keinem dieser Anschläge einen Zusammenhang mit dem NSU.
Ein ZDF-Dokumentarfilm vom Juni 2018 belegte jedoch, dass die Anschrift des türkischen Kulturvereins in Rheda-Wiedenbrück, vor dem Fefzi Ufuk ohne Zeugen erschossen worden war, auf der NSU-Feindesliste mit 10.000 potenziellen Zielobjekten stand. Ferner konnte die vor der Moschee gefundene Patronenhülse vom Kaliber 9mm Browning kurz mit einer Ceska 82 verschossen worden sein, die zu den NSU-Asservaten gehörte und für 9mm Makarow ausgelegt, aber mit 9mm Browning kurz geladen war. Zudem fanden sich im Fall Ufuk keine Hinweise auf eine Beziehungstat oder religiöse Mordmotive; trotzdem hatten die Ermittler über einen „für türkische Verhältnisse äußerst unsteten Lebenswandel des Opfers“ als Mordmotiv spekuliert. Die Dokumentation führte zu der Forderung, die NSU-Feindesliste genauer zu untersuchen.
2016 wurde ein Stofffetzen mit DNA-Spuren Böhnhardts am Leichenfundort der 2001 neunjährig verschwundenen Peggy Knobloch gefunden. Daraufhin weiteten bayerische und thüringische Behörden ihre bisherigen Ermittlungen auf eine mögliche Verbindung des NSU zur Prostitution Minderjähriger und Kinderpornografie aus. Mehrere Bundesländer ordneten die Überprüfung unaufgeklärter Fälle von vermissten und ermordeten Kindern an. Im März 2017 teilte die Staatsanwaltschaft Bayreuth mit, dass es sich um eine Trugspur handle; der Stofffetzen sei während der Spurensicherung der Polizei am 3. Juli 2016 an den Leichenfundort Peggys gelangt. Der Übertragungsweg bleibt ungeklärt.

## Mutmaßliche Unterstützer

### Weitere Verhaftungen
Holger Gerlach (* 1974), ein mutmaßlicher Unterstützer der Gruppe, wurde am 13. November 2011 in Lauenau bei Hannover ebenfalls festgenommen. Der Generalbundesanwalt warf ihm vor, seit 2007 Ausweisdokumente zur Verfügung gestellt zu haben. Zudem wurden mehrmals Wohnmobile für die Gruppierung auf seinen Namen angemietet. Am 25. Mai 2012 hob der Bundesgerichtshof den Haftbefehl gegen Gerlach auf, da kein dringender Tatverdacht zur Beihilfe für die Überfälle und Morde des Nationalsozialistischen Untergrundes mehr vorlag. Er ist im NSU-Prozess aber wegen verschiedener Hilfsleistungen angeklagt.
Am 24. November 2011 verhaftete die GSG 9 der Bundespolizei André Eminger in Mühlenfließ. Er wurde vom Generalbundesanwalt verdächtigt, den Bekennerfilm hergestellt zu haben. Als Inhaber einer Medienfirma zusammen mit seinem Bruder Maik habe er Fachkenntnis und technische Möglichkeiten dazu. Im Juni 2012 ordnete der Bundesgerichtshof seine Freilassung an, er ist dennoch als mutmaßlicher Unterstützer angeklagt. Im Frühjahr 2013 durchsuchte die Polizei ein zweites Mal die Wohnung von E., da sie davon ausgeht, dass E. ein enger Vertrauter des NSU-Trios war. So soll er Zschäpe bei der Flucht geholfen sowie eine Wohnung, Wohnmobile und Bahncards organisiert haben. E.s Frau wird verdächtigt, Zschäpe nach der Brandstiftung in Zwickau saubere und damit spurenfreie Kleidung zur Verfügung gestellt zu haben. Die Bundesanwaltschaft ermittelt in diesem Zusammenhang gegen sie. Die Bundesanwaltschaft verdächtigt André Eminger zudem der Beihilfe zum Sprengstoffanschlag in Mülheim von 2004.

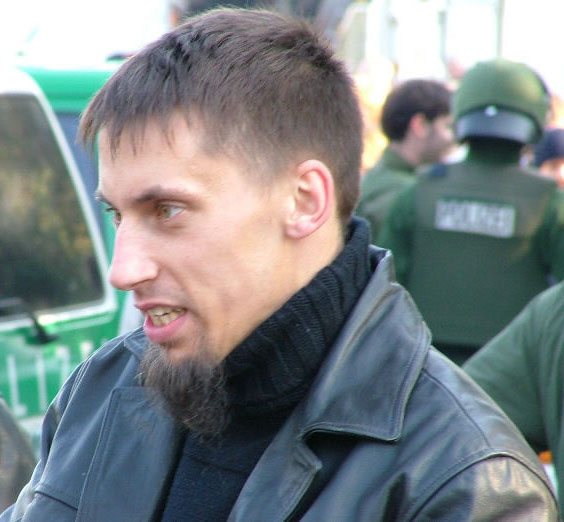
Langjähriger Weggefährte des Trios: Ralf Wohlleben

Am 29. November 2011 wurde Ralf Wohlleben, ehemaliger stellvertretender Landesvorsitzender und Pressesprecher der NPD Thüringen sowie Vorsitzender des NPD-Kreisverbandes Jena, verhaftet. Wohlleben wird vorgeworfen, dem NSU 2001 oder 2002 eine Schusswaffe nebst Munition verschafft zu haben. Dies sei als Beihilfe zu sechs vollendeten Morden und einem versuchten Mord zu werten. Weiterhin soll er das Trio bei der Flucht im Jahr 1998 und in der Folge auch finanziell unterstützt haben. Zudem soll er den Kontakt zu Holger Gerlach vermittelt haben.
Am 11. Dezember 2011 wurde der 36-jährige Matthias D. an seinem Wohnort im Erzgebirgskreis mit Haftbefehl vom 8. Dezember 2011 durch ein Spezialeinsatzkommando der Polizei festgenommen – wegen des Verdachts, im Mai 2001 und März 2008 jeweils eine Wohnung in Zwickau angemietet und der Gruppe überlassen zu haben. Ihm wurde vorgeworfen, die Ziele der Gruppe geteilt und ihre Verbrechen zumindest gebilligt zu haben. Am 29. Mai 2012 wurde er auf Anordnung der Bundesanwaltschaft wieder freigelassen.
Im Düsseldorfer Stadtteil Oberbilk wurde am 1. Februar 2012 der 31-jährige Diplom-Sozialpädagoge Carsten S. festgenommen. Er soll zusammen mit Ralf Wohlleben 2001 oder 2002 an der Beschaffung einer Waffe mit Schalldämpfer beteiligt gewesen sein sowie im Jahr zuvor Gelder übergeben und eine Unterkunft für Böhnhardt, Mundlos und Zschäpe gesucht haben. Zudem soll er von Böhnhardt und Mundlos beauftragt worden sein, in die von der Polizei versiegelte Wohnung in Jena einzubrechen, um Ausweispapiere und einen Aktenordner mitzunehmen. Dabei sei eine zweite Person anwesend gewesen. Im Anschluss soll Carsten S. die Papiere mit Wohlleben im Wald vergraben haben. Er legte ein umfassendes Geständnis ab und wurde ins Zeugenschutzprogramm aufgenommen. Am 29. Mai 2012 wurde er auf Anordnung der Bundesanwaltschaft wieder freigelassen.

### Unterstützernetzwerk
BKA und BfV nannten im März 2013 nach Überprüfung von 415 Personen 129 mögliche Unterstützer des NSU; die Namen wurden nicht veröffentlicht. Die Liste enthält als Kategorien: Täter, Beschuldigte, Personen mit nachgewiesenen Kontakten zu Tätern oder Beschuldigten und Personen, bei denen ein solcher Kontakt nicht ausgeschlossen werden könne. Auf der Liste stehen laut Berliner Zeitung acht V-Leute des Verfassungsschutzes und ein V-Mann des Berliner Landeskriminalamtes. Der Vorsitzende des 2. Bundestages-NSU-Untersuchusausschusses Clemens Binninger schätzte die Zahl der Personen im NSU-Umfeld im Juli 2018 auf etwa 100. Das antifaschistische Pressearchiv und Bildungszentrum Berlin (apabiz) ging im April 2013 von 200 Unterstützern aus. Eine Unterstützerzahl von bis zu 200 Personen nennen auch die Brandenburger Landeszentrale für politische Bildung und die Neue Zürcher Zeitung unter Berufung auf Nebenklagevertreter im NSU-Prozess und Rechtsextremismusexperten.
Einige Experten sehen klare Hinweise, dass der NSU aus mehr als drei Leuten bestehe, etwa der Politikwissenschaftler Hajo Funke für den Polizistenmord von Heilbronn, bei dem Zeugen mögliche Fluchthelfer gesehen haben. Laut einer Zeugenaussage vom Mai 2000 wurden Zschäpe und Mundlos mit zwei weiteren Personen in unmittelbarer Nähe der Berliner Synagoge Rykestraße, die auf einer Liste potenzieller Anschlagsziele steht, beim Studieren eines Stadtplans beobachtet. Der Politikwissenschaftler Steffen Kailitz sieht für eine Verstrickung lokaler Rechtsextremisten einige Indizien und hält es für naheliegend, dass für einige NSU-Morde Ortsansässige den Auftrag oder Informationen gegeben haben. Auch die Beziehungen in die lokale rechtsextreme Szene in Chemnitz und Zwickau während des Untertauchens bleiben unvollständig aufgeklärt.
Im Juli 2022 stellte die Bundesanwaltschaft fest, dass sie keine Belege dafür sehe, dass der „Nationalsozialistische Untergrund“ (NSU) bei seinen Morden und Anschlägen gezielte Hilfe vor Ort gehabt hätte. Abseits von Spekulationen habe man keine Anhaltspunkte dafür, dass neben dem NSU-Trio andere Personen in die Auswahl von Tatorten und Opfern eingebunden gewesen wären.
Am 26. Februar 2024 erhob der Generalbundesanwalt vor dem Staatsschutzsenat des Oberlandesgerichts Dresden Anklage gegen Susann Eminger, die Ehefrau von André Eminger, wegen Unterstützung des NSU. Sie hatte ab Herbst 2008 Beate Zschäpe mehrfach ihre Krankenkassenkarte für unerkannte Arzttermine überlassen. Als ihr Ehemann in der ersten Jahreshälfte 2009 für Beate Zschäpe und Uwe Böhnhardt zwei Bahncards beschaffte, stellte sie dafür ihre Personalien zur Verfügung. Susann E. fuhr Ende Oktober 2011 mit Beate Zschäpe und Uwe Böhnhardt zum Abholtermin für das Wohnmobil, das der „NSU“ beim letzten Raubüberfall in Eisenach am 4. November 2011 benutzte. Im Oktober 2024 ließ das OLG Dresden die Anklage nur wegen der Beihilfe zur besonders schweren räuberischen Erpressung zu. Die Eröffnung des Hauptverfahrens wegen der Unterstützung einer terroristischen Vereinigung wurde mangels hinreichenden Tatverdachts abgelehnt. Im April 2025 ließ der Bundesgerichtshof dann auch die Anklage wegen des Vorwurfs der mehrfachen Unterstützung einer terroristischen Vereinigung zu.

### Rechtsextreme Szene
Welche Kenntnis des NSU-Trios und seiner Taten die rechtsextreme Szene vor 2011 hatte, ist nicht vollständig geklärt. Uwe Mundlos soll nach dem Untertauchen Autor mehrerer Artikel des von Jan Werner herausgegebenen sächsischen Blood-and-Honour-Magazins White Supremacy gewesen sein, das zwischen 1998 und 2001 erschien und für das er auch das Layout gemacht haben soll. In Ausgabe 1/1998 schrieb er: „Wer nicht bereit ist sich aktiv am Kampf und der Bewegung zu beteiligen, der unterstützt passiv alles was sich gegen unser Volk und unser Land und unsere Bewegung richtet!!!“ Die Texte, die zu „Taten“ in diesem nicht näher ausgeführten „Kampf“ aufrufen, sind laut dem NSU-Nebenklageanwalt Alexander Hoffmann als eine Art vorgezogenes Bekennerschreiben des NSU zu verstehen.
Im Jahr 2002 bedankte sich das Szenemagazin Der Weiße Wolf, herausgegeben vom späteren NPD-Funktionär David Petereit, beim damals öffentlich unbekannten NSU für eine Spende mit der fett gedruckten Zeile: „Vielen Dank an den NSU, es hat Früchte getragen ;-) Der Kampf geht weiter …“. Eine Spende von mehreren hundert DM wurde später bei Petereit in einem Brief mit Logo des NSU gefunden. Der Brief beschrieb den NSU als „neue politische Kraft im Ringen um die Freiheit der deutschen Nation“, dessen Aufgaben „in der energischen Bekämpfung der Feinde des deutschen Volkes“ bestünden – „getreu dem Motto «Sieg oder Tod» wird es kein Zurück geben“. Eine Datei mit gleichlautendem Text vom März 2002 wurde auf einem Rechner in der Zwickauer Wohnung des Trios gefunden. Das rechtsextreme Blatt Fahnenträger erhielt samt einer Spende denselben Brief, in dem es unter anderem auch heißt: „Worte sind genug gewechselt, nur mit Taten kann ihnen Nachdruck verliehen werden“. Später fanden Ermittler eine Liste mit insgesamt zehn Adressen rechtsextremer Organisationen und Zeitschriften, darunter das Deutsche Rechtsbüro, die Hilfsorganisation für nationale politische Gefangene und deren Angehörige und die Publikationen Foiersturm, Nation und Europa, Nordische Zeitung und Der Landser, die offenbar ebenfalls das Schreiben erhalten sollten. Die rechtsextreme Band Eichenlaub besang das Untertauchen des Trios 1999 im Lied 5. Februar, Daniel Giese veröffentlichte 2010 das Lied Döner Killer, das die NSU-Mordserie höhnisch glorifiziert. Unter Blood-and-Honour-Anhängern war das Trio offenbar weithin bekannt; noch 2008 soll bei einem von ihnen organisierten Konzert für die Untergetauchten gesammelt worden sein.
Auch nach der Selbstenttarnung nehmen viele Akteure der rechtsextremen Szene auf den NSU Bezug, darunter in sozialen Netzwerken wie Facebook. Ein Thüringer Neonazi veröffentlichte dort Anfang Dezember 2012 ein Foto, auf dem zehn Personen mit NSU-Bezugnahme Waffen im Anschlag halten. Wegen ähnlicher Facebook-Aktivitäten wurde der Nürnberger Rainer Biller aus der NPD ausgeschlossen und wegen Volksverhetzung zu einer viermonatigen Bewährungsstrafe verurteilt. Im Mai 2013 entfernte Facebook eine Fanpage mit dem Namen „Paulchen Panther – NSU is watching you“, auf der die Taten des NSU verherrlicht wurden. Ein damaliger Neonazi und ein Fotograf aus der Anti-Antifa-Szene spielten am 21. Januar 2012 die Paulchen-Panther-Melodie während eines Neonazi-Aufmarschs ab, am 26. April 2012 stellten Weißenburger Neonazis elf etwa 1,50 m große Paulchen-Panther-Figuren mit der Aufschrift „Wir sind keine Terroristen“ auf.
Bis Mitte 2015 wurden dem BKA 259 Straftaten mit NSU-Bezug übermittelt, unter anderem kurz vor Beginn des NSU-Prozesses, bis Juli 2018 359, insbesondere Schändungen der Gedenkorte an die NSU-Opfer. Die Bundesregierung sah keine „größeren Auswirkungen auf das rechtsextremistische Spektrum“ durch den NSU, der Verfassungsschutz beobachtete jedoch, wie sich die Szene um die nach dem NSU-Prozess freigelassenen Helfer Wohlleben und Eminger versammelte, nachdem für sie schon während des Verfahrens Solidaritätskundgebungen, Prozessbesuche und Spendensammlungen stattgefunden hatten.
Im Dezember 2018 wurde eine rechtsextreme Chatgruppe bei der Frankfurter Polizei bekannt. Ein von der Gruppe versendetes Fax, das gegen die Tochter der NSU-Opferanwältin Seda Başay-Yıldız Drohungen aussprach, wurde in Anlehnung an den Nationalsozialistischen Untergrund mit „NSU 2.0“ unterschrieben.

## Verhalten der Sicherheitsbehörden
Die Rolle des Verfassungsschutzes bei der Überwachung der Gruppe, insbesondere des Thüringer Landesamtes für Verfassungsschutz und seines ehemaligen Präsidenten Helmut Roewer, ist Gegenstand einer breiten politischen und medialen Debatte.
Dabei geriet insbesondere der Umgang mit V-Personen in Kritik. Sieben Sicherheitsbehörden führten über 40 V-Personen im Umfeld des NSU, die z. T. erhebliche Straftaten begangen haben. Unter den Thüringer V-Leuten galt Tino Brandt als Topquelle, der den THS mitgründete und seit 1995 zu einer der größten rechtsextremen Organisationen Deutschlands ausbaute. Im Lauf seiner V-Mann-Tätigkeit flossen zwischen 1994 und 2001 staatliche Mittel in Höhe von 200.000 DM an ihn, die er weitgehend für seine „politische Arbeit“ verwendete. Brandt war ein enger Vertrauter des Trios, hielt auch nach dem Untertauchen sporadischen Kontakt und wird von Ralf Wohlleben beschuldigt, das Geld für einen Waffenkauf des NSU zur Verfügung gestellt zu haben.
Für besonderes Aufsehen sorgte die Operation Rennsteig. Die erst im Lauf der Arbeit des ersten Bundestags-Untersuchungsausschusses öffentlich bekannt gewordene Geheimaktion war eine Zusammenarbeit des Thüringer und des BfV mit dem MAD. Die von Herbst 1996 bis 2002 oder 2003 laufende Operation sollte die rechtsextreme Szene Thüringens unter die Kontrolle staatlicher Behörden bringen und sie damit steuern, strukturieren und beherrschbar halten. Insbesondere ging es um die Anwerbung möglicher V-Personen im Umkreis des Thüringer Heimatschutzes, um diesen behördlich überwachen zu können, weshalb – vom Lebensalter zu den Aktivisten der rechtsextremen Szene passend – insbesondere Wehrdienstleistende angesprochen wurden. Insgesamt sollen 40 der 140 Personen in dieser Organisation V-Leute gewesen sein. An dieser Zusammenarbeit wird kritisiert, dass die beträchtliche staatliche Finanzierung das Wachstum und den Organisationsgrad der rechtsextremen Strukturen – aus denen der NSU hervorgegangen ist – maßgeblich befördert hat, ohne eine Radikalisierung zu verhindern. Behördenvertreter haben betont, dass keiner der in der Operation Rennsteig angeworbenen V-Männer der Führungsebene des Thüringer Heimatschutzes angehörte oder zum NSU-Trio Auskunft gegeben habe.
Nach wie vor gibt es zahlreiche Ungereimtheiten, Fragen sowie Verdachtsmomente aufgrund der zahlreichen Fehler und Versäumnisse im Umfeld der NSU-Observierung. Insbesondere nach Aufdeckung des NSU kam es zu umfangreichen Vernichtungen von Akten mit NSU-Bezug, weshalb fünf Vorsitzende deutscher Verfassungsschutzbehörden zurücktraten, siehe Personelle Konsequenzen.

### Andreas Temme

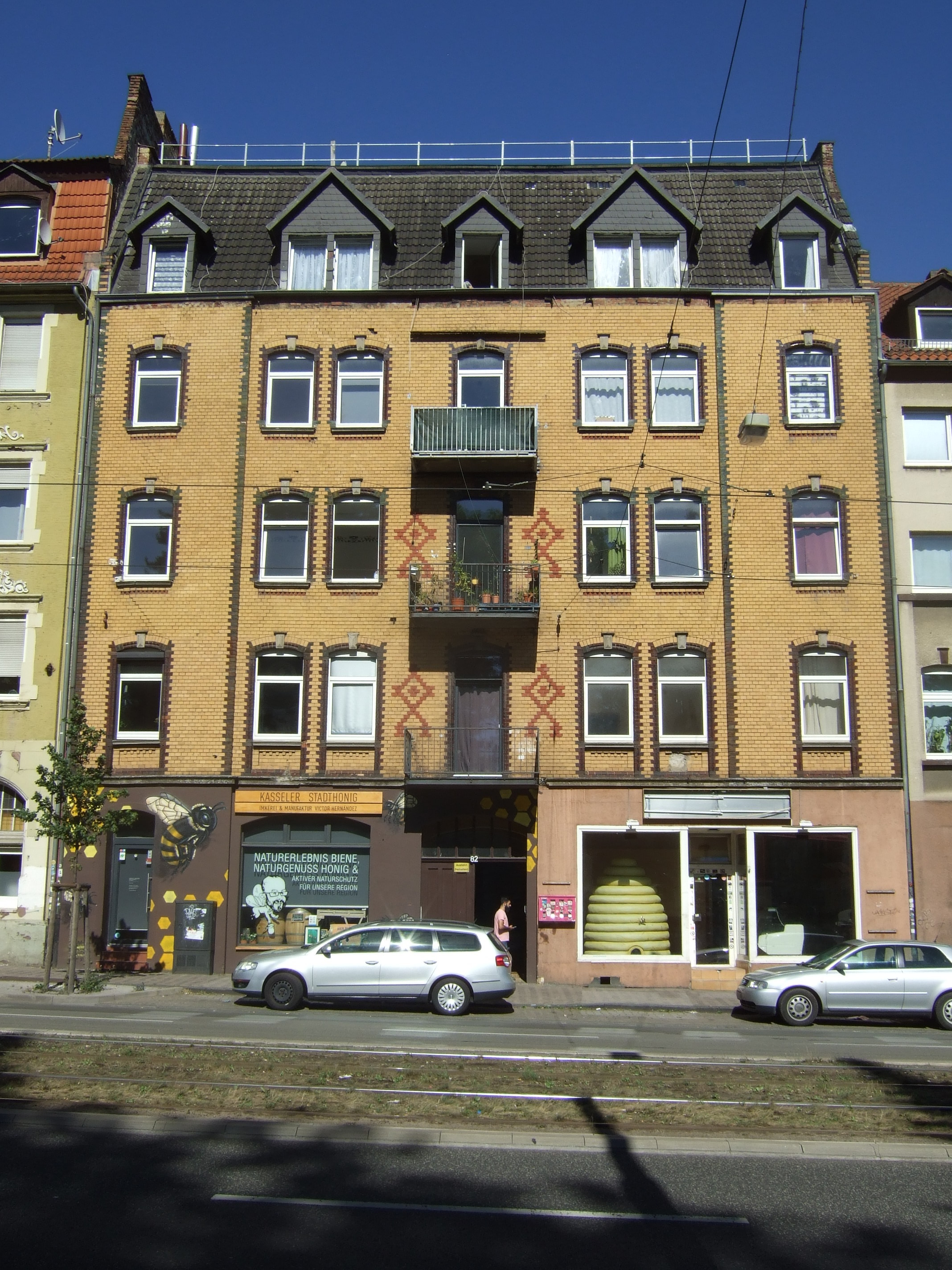
Haus Holländische Straße 82 in Kassel, Tatort der Ermordung Halit Yozgats

Nach dem Mord an Halit Yozgat am 6. April 2006 in seinem Kasseler Internetcafé wurde am 21. April 2006 kurzzeitig Andreas Temme, ein Mitarbeiter des hessischen Verfassungsschutzes, als Verdächtiger festgenommen. Er war während der Tat im Hinterraum des Internetcafés anwesend und hatte sich trotz mehrfachen Fahndungsaufrufs nicht bei der Polizei gemeldet. Die Ermittler konnten nach einer Hausdurchsuchung nur ein Buch über Serienmörder finden; die Ermittlungen wurden durch das Landesamt für Verfassungsschutz behindert und wegen mangelnder Beweise und fehlenden Tatverdachts Anfang 2007 eingestellt. Ab November 2011 untersuchte die Bundesanwaltschaft die Rolle des Verfassungsschützers neu, nachdem bekannt wurde, dass Temme mit einem V-Mann aus der rechtsextremen Szene am selben Nachmittag Telefonkontakt hatte. Zudem war Temme schon vor dem Mordfall ein häufiger Kunde in Yozgats Internetcafé, wo er sich die Zeit mit einer Online-Affäre unter Benutzung des Pseudonyms wildman70 vertrieb. Die Aussage eines ehemaligen Nachbarn, wonach Temme in seinem Heimatdorf als Jugendlicher den Spitznamen „Klein Adolf“ getragen haben soll, gab zu verschiedenen Vermutungen Anlass. Zudem wurde bekannt, dass bei einer Hausdurchsuchung bei Temme 2006 Abschriften rechtsextremer Texte und mehrere Waffen sichergestellt wurden. Der Fall beschäftigte die NSU-Untersuchungsausschüsse des Bundestags und hessischen Landtags, Temme musste mehrfach im NSU-Prozess aussagen. Auch nach seinen weiteren Aussagen sind Zweifel geblieben, das Oberlandesgericht München hat jedoch im Juli 2016 erklärt, Temmes Darstellung Glauben zu schenken. Im März 2017 stellte die hessische Landtagsfraktion der Linkspartei Strafanzeige wegen uneidlicher Falschaussage gegen ihn.
Im Dezember 2016 war eine schriftliche Dienstanweisung vom März 2006 aufgetaucht, die V-Mann-Führer aufforderte, ihre V-Leute zur Mordserie zu befragen, und die Temme offenbar unterschrieben hatte, während er im ersten Bundestags-Untersuchungsausschuss 2012 behauptet hatte, dienstlich keine vorherige Kenntnis der Mordserie gehabt zu haben. Eine interne Untersuchung des Landesverfassungsschutzes zu möglichen NSU-Bezügen bzw. über NSU-Kontakte der lokalen Neonaziszene zwischen 1992 und 2012 ergab keine Hinweise auf eine vorherige Kenntnis, aber darauf, dass Spuren nicht sorgfältig genug nachgegangen wurde. Der Bericht erhielt unter großer Kritik eine Sperrfrist von 120 Jahren. Nach dem mutmaßlich rechtsextrem motivierten Tötungsdelikt am Kasseler Regierungspräsidenten Walter Lübcke im Juni 2019 kamen Forderungen auf, die Sperrfrist zu verkürzen und die Erkenntnisse Ermittlungsbehörden zur Verfügung zu stellen. Auf Veranlassung des Verwaltungsgerichts Wiesbaden, das einer Klage von Journalisten stattgab, wurde im September 2019 bekannt, dass der mutmaßliche Mörder Lübckes im ersten Entwurf des Berichts von 2013 elfmal erwähnt wurde, keinmal aber in der endgültigen Fassung von 2014. Temme war nach Erkenntnissen im Innenausschuss des Hessischen Landtags auch beruflich mit dem mutmaßlichen Mörder Stephan E. befasst. Über Ermittlungen zum Mord an Lübcke ergaben sich auch weitere Querbezüge des Verfassungschützers Temme zu den Morden im Juni 2005 in München und Nürnberg und 2000 in Nürnberg.

### Behördenverhalten und V-Leute
Im Umfeld von Beate Zschäpe, Uwe Böhnhardt und Uwe Mundlos waren vor und nach deren Untertauchen diverse V-Leute platziert. So war bis 1998 mit Tino Brandt der damalige Führer des Thüringer Heimatschutzes Informant des Thüringer Verfassungsschutzes. Über Brandt versuchte die Behörde der Gruppe nach ihrem Untertauchen rund 2000 DM für Pässe zukommen zu lassen, um so Hinweise auf ihren Aufenthaltsort zu erhalten. Das Vorhaben scheiterte jedoch aus unbekannten Gründen. Der V-Mann Michael See (Deckname: „Tarif“) verfügte über Kontakte zum Thüringer Heimatschutz und will das BfV darüber informiert haben, dass ein Rechtsextremist ihn 1998 um Hilfe bei der Suche nach einer Unterkunft für das Trio gebeten habe. Die Behörde und sein V-Mann-Führer bestreiten dies. Die Originalakte über Michael See wurde vernichtet, so dass nur die Aussagen der Beteiligten vorliegen. Unklar ist auch, ob Uwe Mundlos 1997 einen Artikel in der rechtsextremen Zeitschrift Voice of Zwickau („Stimme Zwickaus“) veröffentlicht hat, die der V-Mann Ralf Marschner (Deckname: „Primus“) herausgab. Eine Textanalyse des BfV aus dem Jahr 2012 sieht ihn als möglichen Autor. Marschner wurde zudem beschuldigt das Trio beschäftigt zu haben, was er bestreitet; die Zeugenaussagen dazu sind uneindeutig. Versuche, den inzwischen im Ausland lebenden Marschner als Zeugen im NSU-Prozess oder im Bundestags-Untersuchungsausschuss zu laden, schlugen fehl.
Eine vom ehemaligen Bundesrichter Gerhard Schäfer geleitete Kommission zu den Umständen des Untertauchens am 26. Januar 1998 warf den Thüringer Behörden strukturelle Fehler und handwerkliche Defizite vor. Es habe an Abstimmungen, Informationsweitergaben und Auswertungen von Erkenntnissen gemangelt. Jedoch seien Spekulationen entkräftet worden, dass Böhnhardt, Mundlos und Zschäpe staatlich gedeckt worden seien oder als V-Personen gearbeitet hätten.
Im August 1998 wies der damalige V-Mann Carsten Szczepanski (Deckname: „Piatto“) den Verfassungsschutz Brandenburg darauf hin, dass sich ein gesuchtes Skinhead-Trio in Chemnitz aufhalte und Banküberfälle plane. Der zuständige Sachbearbeiter stufte dies als einen Hinweis auf Rechtsterrorismus ein und schlug eine Weiterleitung an die Polizei vor. Der damalige Referatsleiter lehnte dies jedoch offenbar aus Gründen des Quellenschutzes ab. Ebenfalls 1998 stellte sich heraus, dass eine unbekannte Person an einem Geldautomaten der Sparkasse in Jena 1.800 DM von Böhnhardts Konto abgehoben hatte. Ein Video der Überwachungskamera wurde später an den Verfassungsschutz ausgehändigt und von dort nicht an die Zielfahnder weitergeleitet. Der Militärische Abschirmdienst berichtete dem Thüringer Verfassungsschutz im Dezember 1999, bei der Befragung eines Szenekontakts sei herausgekommen, die Untergetauchten „hätten sich schon auf der Stufe von Rechtsterroristen bewegt, die mit einer gewissen Zielsetzung eine Veränderung dieses Staates herbeiführen“ wollten. Auch diese Information erreichte die Zielfahnder nicht.
Der MDR berichtete im November 2011, dass im Jahr 1998 oder 1999 ein Thüringer Spezialeinsatzkommando (SEK) bereit für einen Zugriff auf das aufgespürte Trio gewesen sei, das Zielfahnder zuvor in Chemnitz entdeckt hätten. Der Einsatz sei kurz vor der Abfahrt des SEK abgebrochen worden. Das LKA Thüringen bestritt den Bericht und erklärte zu keinem Zeitpunkt Kenntnis vom Aufenthaltsort der Gesuchten gehabt zu haben. Ein abgebrochener SEK-Einsatz sei daher gar nicht möglich gewesen. Laut dem Fernsehmagazin Fakt wurde das Mobiltelefon des untergetauchten Böhnhardt vier Wochen lang abgehört. Dabei fielen mehrere Stunden Gesprächsmaterial mit Fluchthelfern sowie den Eltern von Böhnhardt und Zschäpe an. Mangels Hinweisen auf den Aufenthaltsort des Trios wurde das Material damals gelöscht.
Der Polizist Marco G. sagte vor dem Thüringer NSU-Ausschuss aus, dass der spätere LKA-Präsident Werner Jakstat ihm im Jahr 2003 in einem einminütigen Telefongespräch angewiesen habe, die Fahndung gegen Böhnhardt nur zum Schein zu betreiben. Eine solche Anweisung wurde sowohl von Kollegen des Polizisten als auch von Jakstat selbst bestritten. Dieser bezeichnete die Aussage von G. als „irrsinnig“ und wies auf Auseinandersetzungen zwischen ihm und dem gewerkschaftlich organisierten Beamten hin. Laut „Süddeutscher Zeitung“ liegt der Schluss nahe, dass die Länder bemüht waren, die Bundesanwaltschaft systematisch aus dem Ermittlungsverfahren gegen das untergetauchte Trio herauszuhalten. Diese konnte nur anhand von Zeitungsartikeln prüfen, ob die Voraussetzungen für eine Übernahme vorlagen.
Auch bei Personen, die im NSU-Prozess als Helfer des NSU-Trios angeklagt sind, kam es zu Behördenversagen. Niedersächsische Behörden räumten schwere Fehler bei der Observierung Holger Gerlachs ein, der als Mitläufer eingestuft wurde. Im Juli 2013 wurden dutzende streng vertrauliche Dokumente zu Anwerbungsversuchen des Thüringer Verfassungsschutzes bekannt. Demnach hatte es bis zum Jahr 2007 in Thüringen hunderte Anwerbungsvorgänge gegeben, darunter auch einen Anwerbungsversuch des als NSU-Helfer verurteilten Carsten Schultze.
Der Rechtsextremist Thomas Starke lieferte 1995 oder 1996 rund 1,1 kg TNT an Uwe Mundlos, das zum Bau der später von der Polizei in angemieteten Garagen beschlagnahmten Rohrbomben verwendet wurde. Starke war von 2000 bis 2011 als V-Mann für das Berliner Landeskriminalamt tätig und soll dabei auch Hinweise auf das gesuchte Trio gegeben haben. Er gibt an nichts von dessen inzwischen terroristischen Aktivitäten gewusst zu haben. Ein entsprechendes Ermittlungsverfahren gegen ihn wurde eingestellt.

### Hinweise auf den NSU vor 2011
Es gab auch vor der Selbstenttarnung Hinweise auf Bestehen des NSU.
Ein Schreiben des italienischen Inlandsnachrichtendienstes AISI vom 14. Dezember 2011 an den BfV nahm Bezug auf eine vorherige Mitteilung vom 21. März 2003, in der von einem möglichen Netzwerk militanter europäischer Neonazis die Rede war. Das BfV war diesem Hinweis damals nicht nachgegangen. Hinweise auf das Zwickauer Trio bzw. den NSU und die von diesem mutmaßlich begangenen Taten enthält die Mitteilung des italienischen Dienstes allerdings nicht.
Der 2014 verstorbene V-Mann „Corelli“ übergab dem BfV 2005 eine CD, auf deren Cover das Kürzel NSU/NSDAP neben einer Pistole abgebildet war. Ende Februar 2014 erhielt das Hamburger Landesamt für Verfassungsschutz, nach eigenen Angaben von einer nicht identifizierten V-Person, eine DVD aus dem Jahr 2006, auf der von einem NSU die Rede ist. Die V-Person habe die DVD beim Aufräumen gefunden.
Ein Polizist sagte im Juni 2013 im bayerischen NSU-Untersuchungsausschuss aus, ihm sei der Begriff NSU im Zusammenhang mit rechtsextremen Gruppierungen bereits 2007 oder 2008 während einer Dienstbesprechung der BAO Bosporus zu Ohren gekommen. Der Hinweis darauf sei aus der Führungsebene des thüringischen oder sächsischen Verfassungsschutzes gekommen. Der Aussage widersprachen zwei Kollegen.

### Aktenvernichtungen

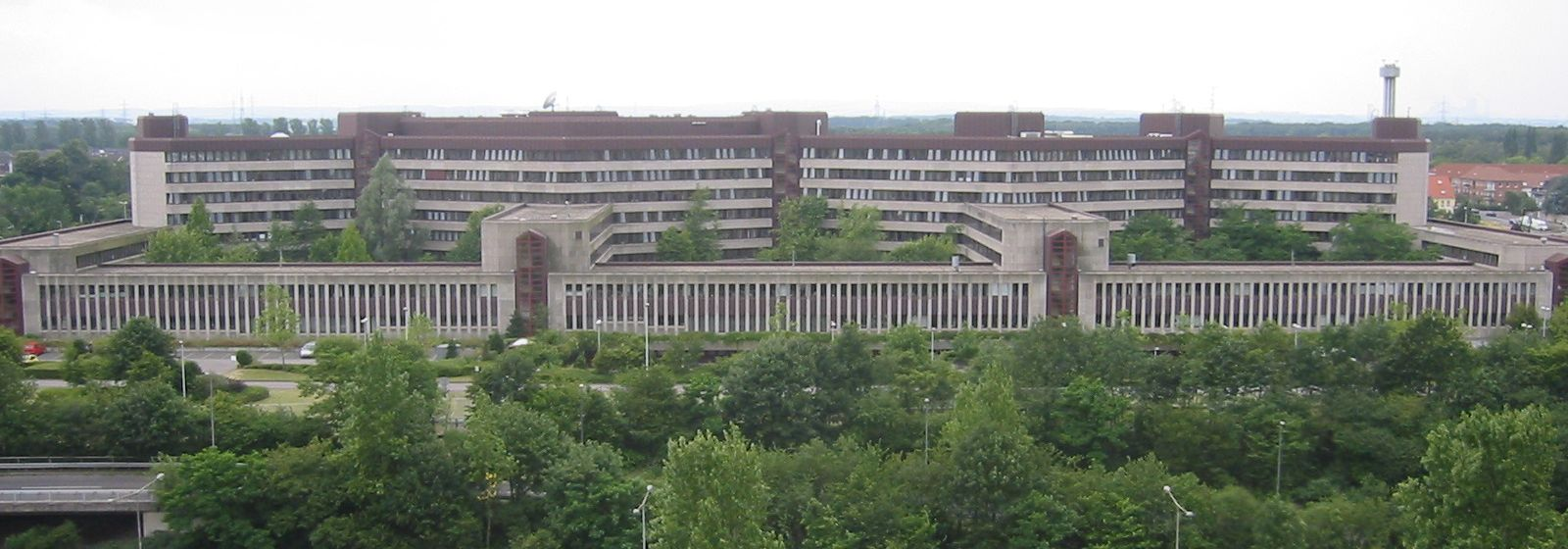
Zentrale des BfV in Köln, Ort der Aktenvernichtung vom 11. November 2011

In einer Sitzung des Untersuchungsausschusses im Bundestag im Juni 2012 wurde bekannt, dass am 11. November 2011 im Kölner Hauptsitz des BfV die zuvor vom Generalbundesanwalt angeforderten Akten zur Operation Rennsteig vernichtet wurden. Anschließend wurde die Aktenvernichtung vom Referatsleiter offenbar auf den Januar 2011 zurückdatiert. Familien der Opfer erstatteten deswegen im Juli 2012 Strafanzeigen gegen das BfV und den thüringischen Verfassungsschutz mit dem Vorwurf der Strafvereitelung im Amt. Im September 2016 wurde bekannt, dass dem für die Aktenvernichtung verantwortlichen Referatsleiter (Axel Minrath, Tarnname „Lothar Lingen“) laut eigener Aussage „bereits am 10./11. November 2011 völlig klar“ gewesen sei,
„dass sich die Öffentlichkeit sehr für die Quellenlage des BfV in Thüringen interessieren wird. Die bloße Bezifferung der seinerzeit in Thüringen vom BfV geführten Quellen mit acht, neun oder zehn Fällen hätte zu der … Frage geführt, aus welchem Grunde die Verfassungsschutzbehörden über die terroristischen Aktivitäten der drei eigentlich nicht informiert worden sind. Die nackten Zahlen sprachen ja dafür, dass wir wussten, was da läuft, was aber nicht der Fall war. Und da habe ich mir gedacht, wenn … die Anzahl unserer Quellen … in Thüringen nicht bekannt wird, dass dann die Frage, warum das BfV von nichts gewusst hat, vielleicht gar nicht auftaucht.“
Mehrere Nebenkläger stellten daraufhin erneut Strafanzeige wegen Strafvereitelung und Urkundenunterdrückung. Weitere Ermittlungen wurden vorerst sistiert, bis die Staatsanwaltschaft Köln am 11. November 2016 Ermittlungen gegen den Referatsleiter einleitete, da er eine – wenige Tage nach der ersten Aktenvernichtung aufgetauchte – Akte mit NSU-Bezug wiederum hatte vernichten lassen, obwohl der Präsident des BfV bereits eine Überprüfung angeordnet hatte. Im März 2018 stellte der zuständige Staatsanwalt hinreichenden Tatverdacht des Verwahrungsbruchs gegen Lingen fest, stellte das Verfahren jedoch gegen Zahlung von 3000 Euro vorläufig ein (§ 153a Absatz 1 StPO).
Bis zu einer Anordnung Anfang Juli 2012 wurden beim BfV weitere Rechtsextremismus-Akten vernichtet, insgesamt 310 zwischen dem 4. November 2011 und dem 4. Juli 2012; bei den meisten schließt das Bundesamt einen NSU-Bezug aus. Jedoch wurden im November und Dezember 2011 vier Abhörprotokolle und eine V-Mann-Meldung von Jan Werner, einem Beschuldigten der NSU-Ermittlungen, vernichtet, und noch im Februar 2012 wurde darüber diskutiert, ob die Unterlagen zu Thomas Starke vernichtet werden dürften. Die interne Untersuchung ergab keine Anhaltspunkte für eine Vertuschungsabsicht, insbesondere bei Berichten, die auf Überwachungsmaßnahmen beruhen, da diese gesetzlich nach einer bestimmten Frist zu löschen sind. Dabei geriet die uneinheitliche Löschpraxis in die Kritik. In der Abteilung für Verfassungsschutz des Landes Berlin kam es im Mai/Juni 2012 zur Vernichtung von Akten des Verfahrens zur rechtsextremen Band „Landser“, die eigentlich hätten archiviert werden sollen; es handelte sich nach den Erkenntnissen eines Sonderermittlers um das Versehen eines einzelnen Mitarbeiters. Zudem waren im Juli 2010 Akten zum Netzwerk Blood and Honour vernichtet worden. Die teilweise rekonstruierten Akten enthielten einige Hinweise auf Personen aus dem NSU-Umfeld (Thorsten Heise, Thomas Starke, Jan Werner); das Trio selbst wurde darin nicht erwähnt. Bei weiteren Behörden wurden Dokumente mit NSU-Bezug zerstört. Teile der Akten ließen sich rekonstruieren, viele Abschriften von Telefonaten und Treffberichte sind jedoch verloren.
Im Dezember 2013 geriet auch die Staatsanwaltschaft Chemnitz in den Verdacht der Urkundenunterdrückung und der versuchten Strafvereitelung im Amt, als bekannt wurde, dass dort die Akten zum ersten NSU-Raubüberfall vom 18. Dezember 1998 vorzeitig im Jahr 2006 vernichtet worden waren; die Staatsanwaltschaft Görlitz stellte 2014 die Ermittlungen ergebnislos ein. Die Bundesanwaltschaft ließ im Jahr 2014 das Notizbuch des mutmaßlichen NSU-Helfers Jan Werner vernichten, was zu einer Strafanzeige von Nebenklägern im NSU-Prozess führte, die zuständige Staatsanwaltschaft aber keine Ermittlungen aufnehmen ließ. Im Frühjahr 2015 wurden beim Brandenburger Verfassungsschutz Akten mit Bezug zum V-Mann Carsten Szczepanski (Deckname „Piatto“) vernichtet, die Aufschluss über die mangelnde Kommunikation mit sächsischen Behörden in der Frühphase des Abtauchens des NSU-Trios hätten geben können.

### Personelle Konsequenzen
Nach Bekanntwerden der Aktenvernichtungen zogen Verfassungsschutz-Leiter in der zweiten Jahreshälfte 2012 persönliche Konsequenzen. Am 2. Juli 2012 bat BfV-Präsident Heinz Fromm aufgrund der Ermittlungspannen um seine vorzeitige Entlassung, was Bundesinnenminister Hans-Peter Friedrich (CSU) annahm. Am 3. Juli 2012 wurde der Präsident des Thüringer Landesamtes für Verfassungsschutz Thomas Sippel in den einstweiligen Ruhestand versetzt. Am 11. Juli 2012 trat der Präsident des Landesamts für Verfassungsschutz Sachsen Reinhard Boos zurück, am 13. September 2012 derjenige Sachsen-Anhalts, Volker Limburg. Im November 2012 räumte die Leiterin der Berliner Landesbehörde für Verfassungsschutz Claudia Schmid weitere Fälle von rechtswidriger Aktenvernichtung in ihrer Behörde ein und trat unmittelbar darauf zurück. Nach einem Fund bisher nicht bekannter Akten mit Bezug zum Rechtsterrorismus wurde auch der bisherige Vizepräsident des sächsischen Verfassungsschutzes, Olaf Vahrenhold, abberufen. Er wurde zum 1. Juli 2013 Abteilungsleiter beim Sächsischen Staatsarchiv.

### Untersuchungsausschüsse

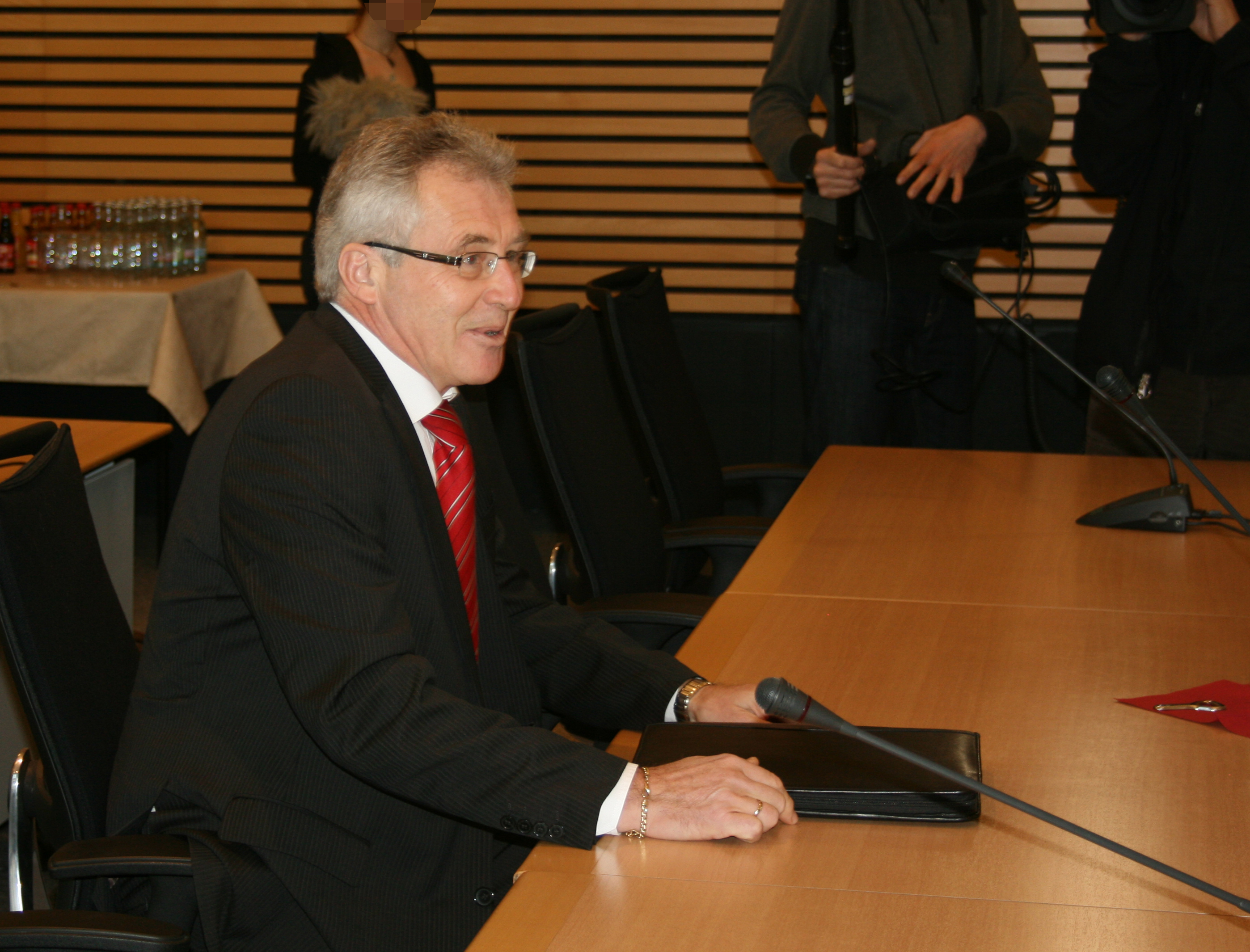
Werner Jakstat bei seiner Anhörung durch den Thüringer NSU-Ausschuss im Dezember 2013

Im Januar 2012 setzte der 17. Deutsche Bundestag einen Untersuchungsausschuss ein, um die rechtsextremen Verbrechen des NSU und das Versagen der deutschen Sicherheitsbehörden und der beteiligten Landesbehörden für Verfassungsschutz bei der Verhinderung der Verbrechen zu untersuchen. Der Ausschuss wurde vom SPD-Abgeordneten Sebastian Edathy geleitet. Der ehemalige Bundesinnenminister Otto Schily (SPD) übernahm politische Verantwortung für Ermittlungsfehler und die langsame Aufklärung der Anschlagsserie, sah aber bei sich keine persönliche Fehleinschätzung. Der frühere bayerische Innenminister Günther Beckstein (CSU) nahm die Dienststellen seines Landes in Schutz und gab an, keine Versäumnisse zu erkennen. Der langjährige BfV-Vizepräsident und spätere Geheimdienstkoordinator Klaus-Dieter Fritsche beklagte, der Ausschuss beteilige sich an einem „Skandalisierungswettbewerb“; die durch Behörden gebremste Aufklärung begründete er damit, dass ein Bekanntwerden von Staatsgeheimnissen „Regierungshandeln unterminieren“ könne.
In etwa anderthalb Jahren wurden etwa hundert Zeugen und Sachverständige befragt und über 12.000 Bände Akten eingesehen. Im Abschlussbericht vom August 2013 werden schwere Fehler und Versäumnisse der Strafverfolgungsbehörden und Inlandsgeheimdienste bei der Suche nach den Untergetauchten und der Ermittlung ihrer Straftaten festgehalten. Keine Einigkeit erzielten die beteiligten Abgeordneten darüber, ob institutioneller oder struktureller Rassismus in der Behördenarbeit eine Rolle spielte. Ungeklärt blieben die Motive für die umfangreichen Aktenvernichtungen bei Behörden im NSU-Umfeld; insbesondere die Umstände der Selbstenttarnung am 4. November 2011 wurden zurückgestellt. Es wurden eine Reihe von Empfehlungen ausgesprochen, insbesondere, um rassistisch motivierte Gewalttaten besser erkennen und aufklären zu können und den Einsatz von V-Personen transparenter zu gestalten.
Am 14. Oktober 2015 beantragten die Fraktionen des 18. Deutschen Bundestages die Einsetzung eines weiteren NSU-Untersuchungsausschusses, um offene Fragen – auch hinsichtlich der Arbeit der Behörden – zu klären. Dieser Ausschuss beschäftigte sich intensiv mit der Ermittlungsarbeit, mit V-Personen, örtlichen Unterstützernetzwerken und entstandenen Verschwörungstheorien, von denen er einige widerlegte. Die vertretenen Fraktionen waren sich über die zu ziehenden Konsequenzen nicht einig, sahen aber alle weiteren Aufklärungsbedarf; die Linksfraktion forderte einen anschließenden Ausschuss zu Rechtsterrorismus und der Rolle von Geheimdiensten.
Acht Landtage richteten Untersuchungsausschüsse zur Aufklärung einzelner Tatkomplexe, möglicher regionaler Unterstützernetzwerke und der jeweiligen Arbeit der Landesbehörden ein. In Berlin und Hamburg kamen trotz eklatanter Behördenfehler im NSU-Komplex keine Untersuchungsausschüsse zustande, in Brandenburg 2016 und in Mecklenburg-Vorpommern 2018. Die Arbeit wird unterschiedlich bewertet. Während dem Bundestag und dem Thüringer Landtag allgemein gründliche und mutige Arbeit bescheinigt wurde, wurden die Landtage Hessens und Brandenburgs wegen parteipolitischer Blockaden häufig kritisiert. Die langsame Aufklärung in Sachsen wurde durch die Teilnahme eines NPD-Abgeordneten und Desinteresse am Thema behindert; in Bayern – wo die meisten Morde stattgefunden hatten und wo die Ermittlungsarbeit bis 2011 koordiniert worden war – arbeitete der Ausschuss sein Pflichtprogramm in einem Jahr ab. Insgesamt wurden die schwierigen Arbeitsbedingungen kritisiert, da viele Behörden die Kooperation blockieren; Akteneinsicht wurde verweigert und die Aktenübermittlung über Monate hingezogen, die Aussagegenehmigungen von V-Leuten stark beschränkt und diesen teilweise Rechtsbeistände für die Aussagen organisiert und bezahlt.
Am 13. Oktober 2020 entschied das Bundesverwaltungsgericht in letzter Instanz, dass das Bundesamt für Verfassungsschutz (BfV) bestimmte Antworten über geschredderte NSU-Akten nicht länger verweigern darf.

## Gerichtsverfahren

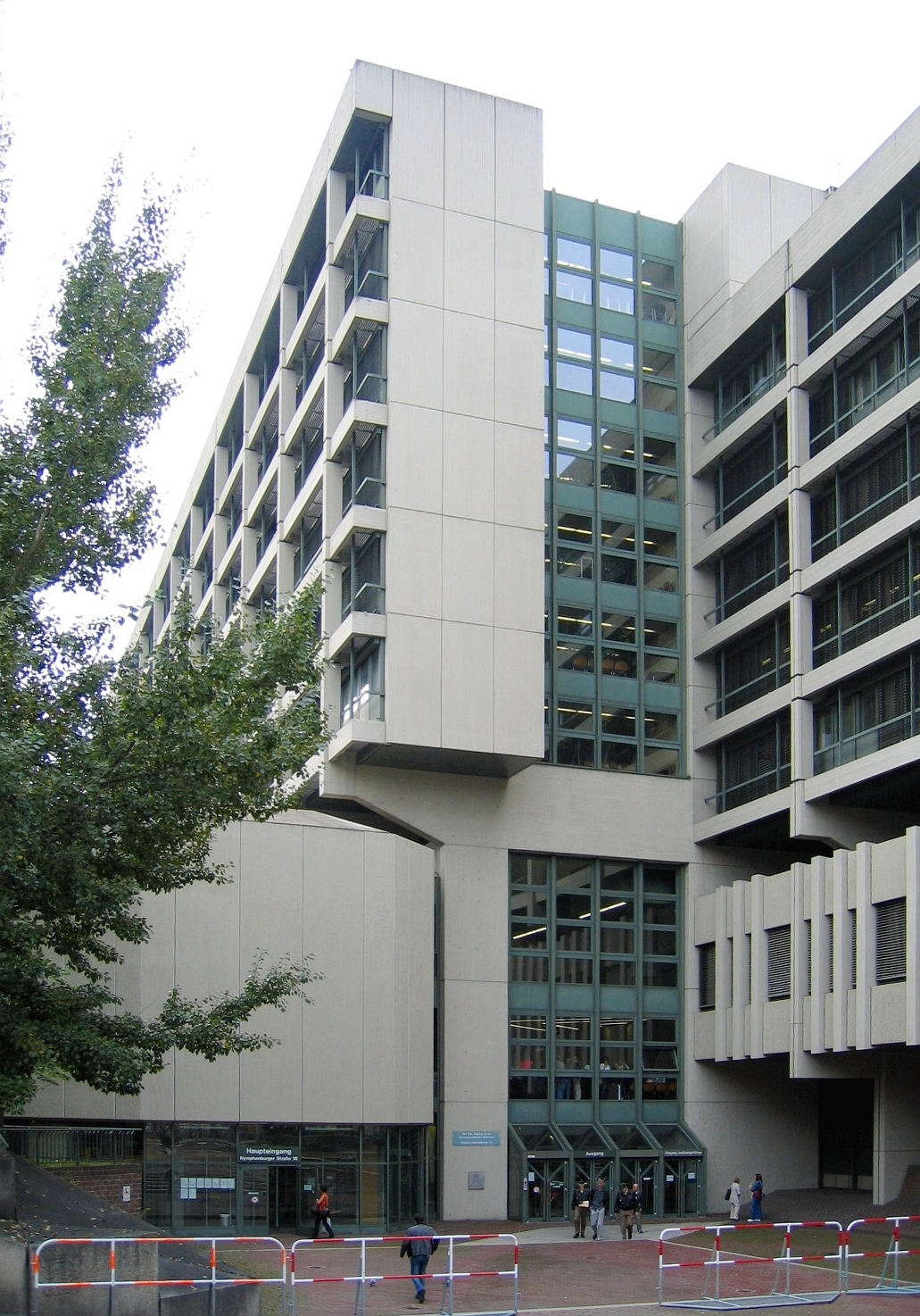
Der Ort des NSU-Prozesses: Das Strafjustizzentrum in der Nymphenburger Straße 16 in München

Der Strafprozess gegen die als Mittäterin angeklagte Beate Zschäpe und vier weitere als Gehilfen Angeklagte – Ralf Wohlleben, André Eminger, Holger Gerlach und Carsten Schultze – begann am 6. Mai 2013 vor dem Oberlandesgericht München. Vor Beginn kam es zu einer Kontroverse um die Akkreditierung von Journalisten und um einen festen Zuschauerplatz für den türkischen Botschafter.
An diesem größten Strafverfahren seit der Wiedervereinigung waren über hundert Personen beteiligt, neben dem Vorsitzenden Richter Manfred Götzl und vier Beisitzern 14 Verteidiger, 95 Nebenkläger und deren 60 Rechtsanwälte. Die Anklageschrift umfasst 488 Seiten, die Ermittlungsakten umfassten zum Prozessende 1200 Ordner. Viele Nebenklageanwälte konzentrierten ihre Arbeit vollständig auf diesen Prozess und setzten sich für eine umfassende Aufklärung des NSU-Komplexes vor Gericht ein, um einen vereinfachten „Schlussstrich“ zu verhindern.
Eine Reihe von Beweisanträgen zu lokalen Helfern und zu V-Leuten im Umfeld des Trios lehnte der Senat mit dem Hinweis ab, dass sich das Gericht auf die Bewertung strafrechtlich relevanten Verhaltens der Angeklagten in dem Rahmen beschränken muss, den die Anklageschrift absteckt. Die Hinweise darauf, dass einige Sicherheitsbehörden das Untertauchen des Trios möglicherweise duldeten, reichen demnach nicht aus, um nachzuweisen, dass staatliche Stellen die Taten geschehen ließen – ein „staatlich betreutes Morden“, von dem die Vorsitzende des Thüringer NSU-Untersuchungsausschusses Dorothea Marx sprach, sei nach dem bisherigen Stand der Aufklärung nicht anzunehmen. Forderungen nach weitergehenden Ermittlungen kam die Bundesanwaltschaft nicht nach.
Im Dezember 2015 sagten Zschäpe und Wohlleben aus, nachdem sie vorher ihr Aussageverweigerungsrecht wahrgenommen hatten. Zschäpe ließ ihren Anwalt Mathias Grasel eine mehrstündige Aussage vorlesen, in der sie die Mundlos und Böhnhardt vorgeworfenen Taten einräumte, jede eigene vorherige Kenntnis davon aber abstritt (mit Ausnahme der Raubüberfälle). Die Aussage zeichnete das Bild einer schwachen, abhängigen Person; Zschäpe entschuldigte sich auch bei den Opfern. Allgemein wurde ihre Aussage als taktisch motiviert und nicht glaubhaft aufgenommen. Auch Wohlleben räumte in seiner Aussage, die er als vorbereiteten Text vortrug, keine eigene Verantwortung für die NSU-Taten ein. Beide ließen sich im Anschluss dazu befragen, Zschäpe antwortete nur schriftlich über ihre Anwälte. Der Psychiater Henning Saß stellte im Januar 2017 Zschäpes volle Schuldfähigkeit und weiter bestehende Gefährlichkeit fest. Am 18. Juli 2017 ging die Beweisaufnahme nach 373 Verhandlungstagen zu Ende. Insgesamt wurden nach 774 Ladungen 540 Zeugen und 56 Sachverständige gehört sowie 248 Beweisanträge gestellt. Es wurden 13 Verfassungsschützer und 8 V-Leute vernommen.
Am 11. Juli 2018 wurde das Urteil verkündet. Zschäpe wurde gemäß der Forderung der Anklage zu lebenslanger Haft verurteilt und die besondere Schwere ihrer Schuld festgestellt. Wohlleben wurde zu zehnjähriger, Gerlach und Carsten Schultze zu je dreijähriger, Eminger zu zweieinhalbjähriger Haft verurteilt. Die Verteidiger legten Revision gegen die jeweiligen Urteile ein, die Bundesanwaltschaft gegen das Urteil zu Eminger, die vor dem Bundesgerichtshof verhandelt werden. Mit schriftlichem Beschluss vom 12. August 2021 wurden die Revisionen von Zschäpe, Wohlleben und Gerlach verworfen, wodurch diese Urteile rechtskräftig wurden. Mehrere Nebenklagevertreter haben Folgeverfahren vor dem Bundesverfassungsgericht und dem Europäischen Gerichtshof für Menschenrechte angekündigt.
Die Angehörigen zweier Mordopfer, Enver Şimşek und İsmail Yaşar, reichten im Juni 2017 durch ihren Rechtsanwalt Mehmet Daimagüler jeweils Schadensersatzklagen wegen fehlerhafter Ermittlungsarbeit gegen den Bund, Bayern und Thüringen beim Landgericht Nürnberg-Fürth ein. Weitere Zivilprozesse Betroffener sind in Vorbereitung. Die Schadensersatzklage der Angehörigen Mehmet Kubaşıks gegen den Freistaat Thüringen wurde im August 2017 vom Landgericht Erfurt ausgesetzt, weil die Thüringer Landesregierung die NSU-Opferangehörigen außergerichtlich entschädigte.
Der Publizist Andreas Förster kritisiert noch im Oktober 2021, dass im Prozess zentrale Fragen ungeklärt blieben, und äußert die Überzeugung, dass es weitere, nicht bekannte Mittäter des NSU gebe. Auch Clemens Binninger (CDU), Vorsitzender des 2. NSU-Untersuchungsausschusses des deutschen Bundestages, glaubt nicht, dass der NSU nur ein Trio war, da es zahlreiche Hinweise auf weitere Täter gibt, denen jedoch nicht nachgegangen wurde.

## Rezeption

### Politik
Die Entdeckung des NSU sorgte für eine Erschütterung der deutschen Politik und Gesellschaft, die laut dem Spiegel in einen „Schockzustand“ gerieten. Die Morde an Migranten waren in den Medien trotz Erörterung möglicher rechtsextremer Hintergründe meist auf eine angebliche Verstrickung der Opfer in kriminelle Aktivitäten innerhalb der deutschtürkischen Gemeinschaft zurückgeführt worden. So hatte Bundesinnenminister Hans-Peter Friedrich nach den Anschlägen in Norwegen noch im Juli 2011 erklärt, er sehe keine unmittelbare Gefahr für rechtsextremistische Terroranschläge in Deutschland. Generalbundesanwalt Rainer Griesbaum zeigte sich überrascht, „weil wir bei unseren Ermittlungen in den letzten Jahren nicht feststellen konnten, dass es in der rechtsextremen Szene rechtsterroristische – also festgefügte – Strukturen gab.“ Der Politologe Kien Nghi Ha stellte fest, die gesellschaftlichen Eliten, Wissenschaftler, Medien und antifaschistische Aktivisten hätten in ihrer „kritischen Wächterfunktion“ versagt, was sich nach der Aufdeckung des NSU mit der traumatisierenden, verschleppten Aufarbeitung, fortlaufenden Enthüllungen und Spekulationen sowie scheinheiligen Inszenierungen fortsetze. Das Ausmaß der behördlichen Verstrickungen in den NSU-Komplex sei spektakulär und einzigartig, lasse sich aber dem Grunde nach auf Kontinuitäten insbesondere der Nachrichtendienste zu den NS-Eliten zurückführen, sodass dort nach wie vor eine nationalkonservative Kultur mit Verbindungen in die rechte Szene vorherrsche.
Die politische Wirkung zeigt sich an den parlamentarischen Untersuchungsausschüssen und Rücktritten in Sicherheitsbehörden, am Medieninteresse zum NSU-Prozess und einer verstärkten Diskussion über Rassismus und Integration. Das Bewusstsein für die Gefahr des Rechtsterrorismus stieg. Insbesondere die deutsche Sicherheitsarchitektur wurde in Frage gestellt, eine Herausforderung, die auch Jahre nach der NSU-Entdeckung anhält. Expertenkommissionen forderten Reformen der Sicherheitsbehörden, in Thüringen unter Leitung Gerhard Schäfers, in Berlin unter Dirk Feuerberg und in Sachsen unter Monika Harms. Eine von Karl Peter Bruch und Heino Vahldieck geleitete Bund-Länder-Kommission zum Rechtsterrorismus hielt der Politik unzureichende Kontrolle der Sicherheitsbehörden und Defizite im Umgang mit der rechtsextremen Szene vor.
Die Justiz- und Innenminister von Bund und Ländern einigten sich Mitte November 2011 darauf, eine zentrale Datei zur Erfassung von Neonazi-Strukturen und -Personen anzulegen sowie Bundespolizei und Verfassungsschutz besser zu verzahnen. Bundesinnenminister Friedrich gründete Mitte Dezember 2011 nach dem Vorbild des gegen islamistischen Terrorismus 2004 gegründeten GTAZ ein Gemeinsames Abwehrzentrum gegen Rechtsextremismus (GAR), das im November 2012 zum GETZ (Gemeinsames Extremismus- und Terrorismusabwehrzentrum) ausgebaut wurde und in dem sich Experten von Bund und Ländern aus mehr als 40 Behörden austauschen. Am 20. August 2012 wurde das Rechtsextremismus-Datei-Gesetz verabschiedet. Die Kriterien für die Erfassung von Todesopfern rechtsextremer Gewalt wurden revidiert und deren Zahl nach oben korrigiert. Ein erneutes NPD-Verbotsverfahren wurde ab 2013 vor dem Bundesverfassungsgericht verhandelt; während das erste Verfahren ab 2001 noch an der starken Einflussnahme staatlicher Stellen in die Partei – unter anderem durch V-Leute wie den NSU-Unterstützer Tino Brandt – gescheitert war, lehnte das Gericht das Verbot im Januar 2017 wegen der gesunkenen Bedeutung der NPD ab.
Das öffentliche Ansehen der Ämter für Verfassungsschutz nannte Thomas Grumke 2016 „nahezu irreparabel“ beschädigt. Gewichtige Stimmen fordern eine Abschaffung dieser Institutionen oder zumindest des V-Person-Wesens, andere eine Reform, die auf eine „Brechung des Juristenmonopols“ unter den Mitarbeitern sowie verbesserte Fachkenntnisse und Analysekompetenz zielt. Mit dem Gesetz zur Verbesserung der Zusammenarbeit im Bereich des Verfassungsschutzes wurde 2015 das BfV an Mitteln und Zuständigkeiten gestärkt und erstmals ein bundesweiter Rechtsrahmen für den Einsatz von V-Personen geschaffen. Einige Publizisten haben das fehlende Lernen aus dem NSU-Skandal scharf kritisiert; so sahen Hajo Funke und Micha Brumlik die Bundesrepublik 2013 auf dem Weg in den von Geheimdiensten unterwanderten tiefen Staat. Die Zeitschrift Der Journalist attestierte den deutschen Medien 2017 blinde Flecken in der Berichterstattung über rechtsextreme Strukturen und Taten; die öffentliche Kontrolle der Behörden in diesem Feld versage weiterhin.
Insbesondere hatte der NSU Auswirkungen auf die migrantische Bevölkerung: Viele verloren ihr Vertrauen in den Staat und wurden zunehmend von der Mehrheitsgesellschaft entfremdet. Stephan J. Kramer, bis Januar 2014 Generalsekretär des Zentralrats der Juden, resümierte im Oktober 2016 als neuer Präsident des Thüringer Verfassungsschutzes, durch die schwache Aufklärungsarbeit seien nicht weniger, sondern eher mehr Fragen zum NSU offen; die Arbeit der parlamentarischen Untersuchungsausschüsse nahm er von der Kritik aus. Er führte die langjährige Unterschätzung des Rechtsextremismus auch auf „Sympathisanten rechten Gedankengutes in den Sicherheitsbehörden“ zurück. Der Publizist Tanjev Schultz konstatierte Ende 2016, weite Teile der Gesellschaft interessierten sich nicht für das Problem des Rechtsextremismus, das gegenüber dem islamistischen Terrorismus in den Hintergrund getreten sei.

### Zivilgesellschaft und Publizistik

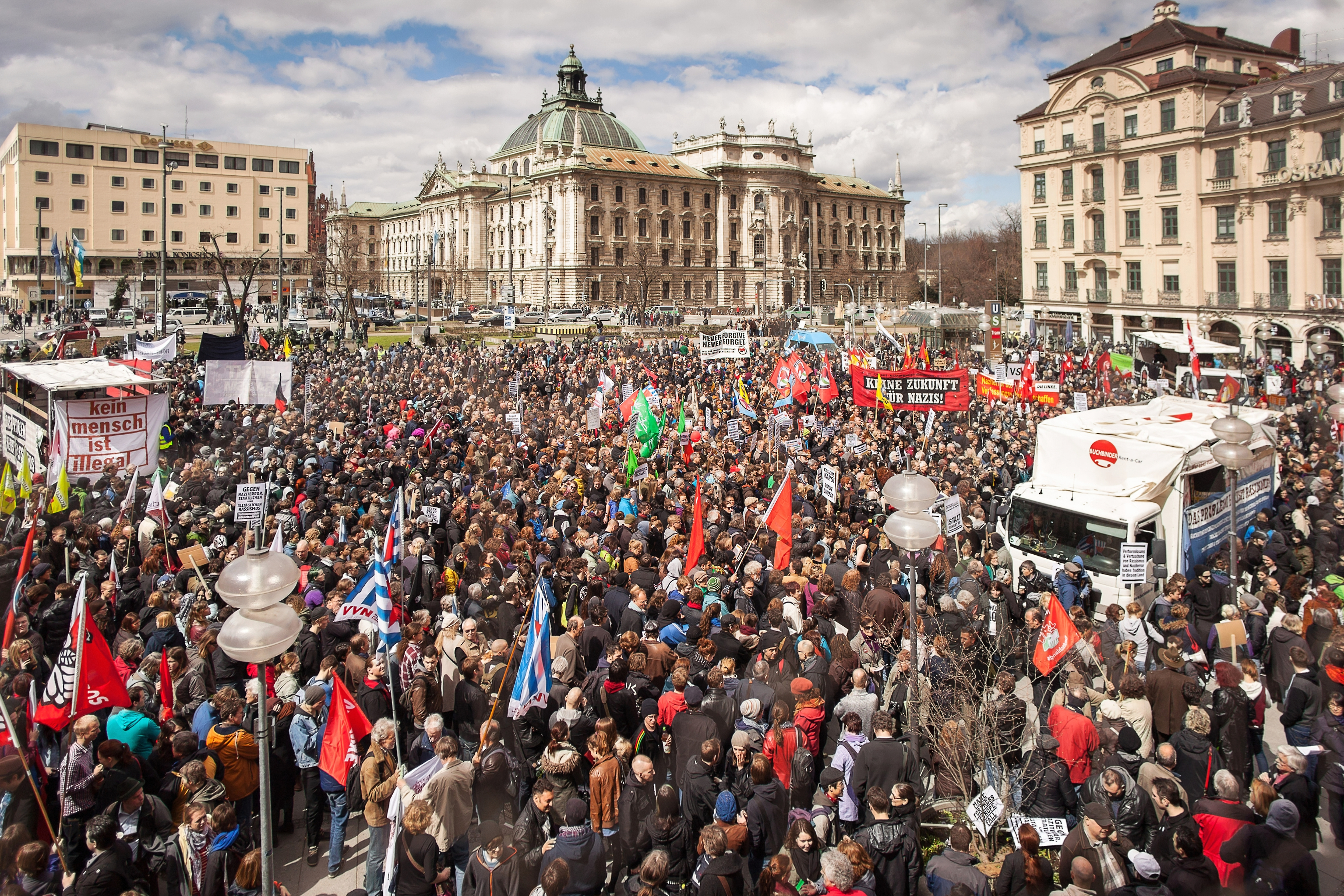
Demonstration gegen Rechtsextremismus und als Zeichen der Solidarität mit den Angehörigen der NSU-Opfer vor Beginn des NSU-Prozesses im April 2013 am Stachus in München

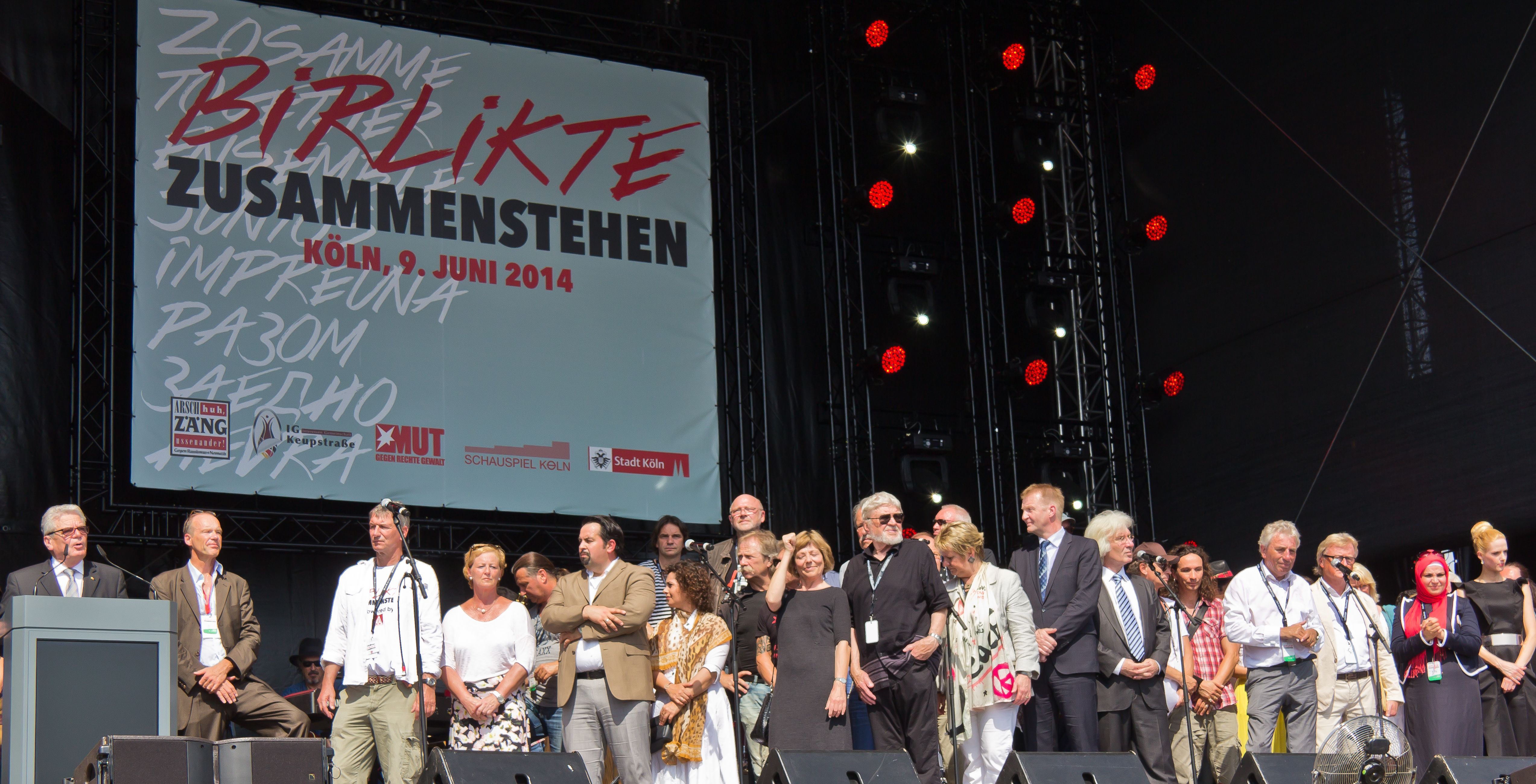
Rede des Bundespräsidenten Joachim Gauck bei der Kölner Kundgebung Birlikte im Juni 2014 zum zehnten Jahrestag des Nagelbombenanschlags

Es entstanden zivilgesellschaftliche Initiativen wie das Watchblog NSU-Watch, das die Aufklärungsarbeit kritisch begleitet, und lokale Initiativen wie Keupstraße ist überall, Initiative 6. April Kassel und NSU-Tatort Hamburg, die das Gedenken an die Opfer zu stärken und gesellschaftliche Einstellungen zu verändern versuchen. Die Zeitung Jungle World urteilte Ende 2016, mit der Gründung von NSU-Watch habe eine intensive und überregional vernetzte Beschäftigung linker Initiativen mit dem NSU-Komplex begonnen, die „inzwischen so groß und heterogen geworden“ sei, dass sie „Bewegungscharakter“ erreicht habe. Hundert Personen in sieben Städten organisierten im Mai 2017 unter dem Titel NSU-Komplex auflösen ein „NSU-Tribunal“ in Köln, bei dem vor 3000 Besuchern die Betroffenen ihre Stimmen und eine über das Juristische hinausgehende Anklage erhoben. Nach weiteren Interventionen wie Kundgebungen, temporäre Straßenumbenennungen und der Verlesung ihrer Anklageschrift im NSU-Prozess erhielt die Aktion den Amadeu-Antonio-Preis 2017. Das Kulturbüro Sachsen unterstützt Projekte wie Geschichtswerkstätten zum NSU mit Jugendlichen in Chemnitz und Zwickau, wo ein Informations- und Bildungszentrum im Gespräch ist. Jana Hensel resümierte im Juli 2018, das Geschehene sei in Ostdeutschland weitgehend verdrängt worden; eine ostdeutsche Perspektive fehle, zumal der NSU-Prozess in München aus dem Blickfeld des Ostens ausgeschieden sei. Ostdeutsche Publizisten versuchen laut Hensel, das NSU-Trio durch Parallelisierung mit anderen Lebensläufen der breiten Bevölkerung verständlich zu machen. 2020 wies der Jurist Ronen Steinke darauf hin, dass die Ermittler – insbesondere die mit den Nürnberger Morden befassten – bereits aus den Fehlern der Behörden im Umgang mit dem Doppelmord an dem jüdischen Verleger Shlomo Lewin und seiner Lebensgefährtin Frida Poeschke 1980 in Erlangen hätten lernen können. Auch dort hätten die Ermittler Hinweise auf einen rechtsextremen Hintergrund lange vernachlässigt und sich vor allem auf das persönliche Umfeld des Opfers und die Nürnberger jüdische Gemeinde konzentriert, so dass ein Cousin Lewins bei dessen Trauerfeier sagte, dass „nach dem schrecklichen Tod auch seine geistige Ermordung“ betrieben werde.
Eine Reihe von Sachbüchern und Sammelbänden zum NSU-Komplex ist erschienen, darunter 2014 Heimatschutz. Der Staat und die Mordserie des NSU der Journalisten Stefan Aust und Dirk Laabs. Der Soziologe Samuel Salzborn nannte es „einen der bisher wichtigsten Beiträge“ zum NSU, der eine Erklärung für das Behördenversagen liefere, der Terrorismusexperte Holger Schmidt eine „Fleißarbeit“, die „zu suggestiv“ und fehlerbehaftet sei, aber zu einem Standardwerk zu werden verspreche. Der erste Gesamtüberblick nach dem Ende des NSU-Prozesses, NSU: Der Terror von rechts von Tanjev Schultz, ist laut Schmidt nüchtern, differenziert und realistisch, laut Friedrich Burschel „kundig, detailgenau, umfassend“, er verliere sich aber „in endlosen Rekonstruktionen“ – und wirke durch allzu gedämpfte Kritik am staatlichen Handeln systemstabilisierend. Aufgrund der großen Komplexität der Materie und vieler ungeklärter Fragen besonders zur Rolle von Behörden zweifeln viele am Narrativ der Bundesanwaltschaft zum NSU, insbesondere der Annahme, es habe sich um eine isolierte Zelle gehandelt, die sämtliche Taten ohne Unterstützer vorbereitete und ausführte. Parlamentarier, Opferanwälte, investigative Journalisten, Publizisten und Wissenschaftler haben darum eigene Recherchen, Analysen und Hypothesen angestellt.
Zugleich sind, insbesondere in rechtspopulistischen bis rechtsextremen Kreisen, Verschwörungstheorien verbreitet, die – analog der These des RAF-Phantoms – eine Verantwortung der mutmaßlichen Terroristen und der rechtsextremen Szene insgesamt in Zweifel ziehen oder sie als Opfer staatlicher Machenschaften darstellen („NSU-Phantom“). Diesen breitenwirksamen Strang der NSU-Rezeption sehen die Leitmedien allgemein als gefährliche Desinformation, die einer Aufklärung abträglich sei. Der NSU-Skandal habe Verschwörungstheorien, so Tanjev Schultz, zusammen mit dem etwa zeitgleichen NSA-Skandal einen generellen Popularitätsschub gegeben.
Zu diesen Verschwörungstheorien zählt Tanjev Schultz auch die Spekulationen über den Tod von Uwe Mundlos und Uwe Böhnhardt am 4. November 2011, die Wolfgang Schorlau in seinem Kriminalroman Die schützende Hand zum fiktionalisierten Ausgangspunkt einer Kritik an den NSU-Ermittlungen macht – und dabei die von den Behörden vertretene Version des Doppelsuizids verwirft. Schorlaus im November 2015 erschienener Roman gelangte auf Platz 1 der Spiegel-Bestsellerliste – laut dem Verleger Helge Malchow, weil der Fall „uns so nahe“ sei, „dass er in seinem Glutkern noch strahlt.“ Nach dem Erscheinen einer erweiterten Taschenbuchausgabe im April sendete das ZDF im November 2017 eine Verfilmung als Politthriller. Zwei weitere, 2016 erschienene Kriminalromane kreisen um den Tod der NSU-Terroristen, die Thriller Dunkelmacht von Harald Lüders und Wolfsspinne von Horst Eckert. Eisenach am 4. November 2011 sei auf dem besten Weg, ein „deutsches Dallas“ zu werden, merkte Die Welt im September 2016 an. Deutschlandfunk Kultur registrierte im deutschsprachigen Politthriller-Genre einen Aufschwung, da die Grenzen zur Fiktion im NSU-Komplex fließend seien und sich damit ein „Möglichkeitsraum für Geschichten“ eröffne, der vor der Selbstenttarnung der Terrorzelle nicht vorhanden war.
Zehn Jahre nach Aufdeckung der Taten des NSU wurde in Jena und Eisenach unter dem Titel Kein Schlussstrich!, in vielen unterschiedlichen kulturellen Veranstaltungen und Podien an die Opfer gedacht und Hintergründe aufgearbeitet.

### Film
Im Fernsehen liefen unter anderem folgende Dokumentarfilme zum NSU:
- Matthias Deiß, Eva Müller, Anne Kathrin Thüringer: Acht Türken, ein Grieche, eine Polizistin. ARD 2011.
- Ulrich Stoll: NSU – Terror von rechts. ZDF 2012.
- Matthias Deiß, Jochen Graebert, Robin Lautenbach: Staatsversagen – Der NSU-Ausschuss und die schwierige Aufarbeitung. ARD 2013.[276] Der Film erhielt den Medienpreis des Bundestages 2014.[277]
- Anke Hunold, Anna Orth, Christian Fuchs, John Goetz: Die Nazi-Morde. NDR 2013.
- Rainer Fromm: Der Nationalsozialistische Untergrund. Was wusste der Staat vom braunen Terror? ZDF 2014.
- Sibel Karakurt: The Ceska murders. Al Jazeera 2014.
- Katja und Clemens Riha (Produktion): Kampf um die Wahrheit. Der NSU und zu viele Fragen. 3sat 2015.
- Rainer Fromm: NSU privat: Innenansichten einer Terrorzelle. ZDF 2015.[278]
- Stefan Aust, Dirk Laabs: Der NSU-Komplex. BR 2016.[279]
- Rainer Fromm: Tod im Wohnmobil: Wie starben die NSU-Terroristen wirklich? ZDFinfo 2016.
- Stefan Aust, Dirk Laabs: Der NSU-Komplex. N24 2017.[280]
- NSU – Das Umfeld der Rechtsterroristen. ARD-alpha 2017.
- Rainer Fromm, Ron Boese: Die Todesliste des NSU. ZDF 2018.[281]
- Aysun Bademsoy: Spuren – 'Die Opfer des NSU. Salzgeber 2020.[282]

Das ZDF zeigte 2016 das Dokudrama Letzte Ausfahrt Gera – Acht Stunden mit Beate Zschäpe von Raymond Ley, die ARD die Spielfilmtrilogie Mitten in Deutschland: NSU (Die Täter – Heute ist nicht alle Tage, Die Opfer – Vergesst mich nicht, Die Ermittler – Nur für den Dienstgebrauch).
Der 2016 in die Kinos gekommene Dokumentarfilm Der Kuaför aus der Keupstraße über den Nagelbombenanschlag in Köln stellt den quälend langsamen Gang der Ermittlungen anhand von Befragungen der Bewohner dar. Fatih Akins Spielfilm Aus dem Nichts behandelt fiktionalisiert einen Gerichtsprozess nach einem Mordanschlag durch Rechtsextreme und basiert auf Beobachtungen Akins beim NSU-Prozess zum Umgang mit den dortigen Opfern und Angehörigen. Der Dokumentarfilm 6 Jahre, 7 Monate und 16 Tage – Die Morde des NSU von Sobo Swobodnik zeigt die Tatorte in ihrer scheinbaren Normalität. Jan Bonnys Film Wintermärchen behandelt auf der Grundlage des NSU die fiktionalisierte Geschichte einer dreiköpfigen Terrorzelle, die im Raum Köln rechtsextreme Anschläge durchführt.

### Theater und Oper
Eine umfassende Beschäftigung hat der NSU durch das Theater erfahren. Die Theaterkritikerin Silvia Stammen betrachtet das komplexe Thema als „in vielfacher Hinsicht von Inszenierungen durchdrungen“, weshalb es sich so für die Bühne eigne. Es handle sich, so der Mannheimer Morgen, um eine Mode, zeige aber auch, dass das Thema weiterhin virulent sei. Theater leiste Erklärungsangebote zum NSU, die andere gesellschaftliche Akteure nicht zu geben vermögen, so Der Spiegel.
Die erste Auseinandersetzung mit dem NSU fand in Elfriede Jelineks Bühnenessay Rein Gold statt, das 2012 urgelesen wurde und die Aufdeckung des NSU mit deutschen Heldentraditionen, insbesondere Der Ring des Nibelungen, konfrontiert. Jelineks Das schweigende Mädchen über Beate Zschäpe wurde im September 2014 an den Münchner Kammerspielen uraufgeführt.
In Berlin und Potsdam wurden 2013 einzelne Projekte zum NSU gezeigt, ab 2014 folgten Produktionen an wichtigen Häusern wie dem Schauspiel Frankfurt, dem Residenztheater München, dem Schauspiel Köln, dem Deutschen Theater Berlin und dem Staatstheater Karlsruhe. Einige Stücke konzentrieren sich auf die Täter, darunter Lothar Kittsteins Der weiße Wolf, ein Sex-and-Crime-Stück über das Zusammenleben des Trios (Frankfurt). Die Regisseure Benjamin und Dominik Reding zeigten ihr Stück NSU for you / Ein Abend mit Beate im Deutschen Theater Berlin. Ihr Projekt geht von einem Überfall durch ein rechtsextremes Trio aus, den sie am Silvesterabend 1996/97 in Erfurt erlebten und in dem sie nach dessen Enttarnung den NSU zu erkennen glaubten. Mit den Opfern setzen sich das von Nuran David Calis inszenierte Stück Die Lücke (Köln) und Christine Umpfenbachs Urteile (München) auseinander. Auch Deutsche unter den Opfern wurde an verschiedenen Bühnen aufgeführt; mit ihm gewann das Zimmertheater Tübingen 2016 den Monica-Bleibtreu-Preis.
Auszüge aus Untersuchungsausschuss-Protokollen hat die Journalistin Mely Kiyak zu Mit Tötungsdelikten ist zu rechnen montiert, und die Münchner Kammerspiele und das Theater Freiburg haben die Protokolle des NSU-Prozesses szenisch lesen lassen. 2015 inszenierte auf der Basis der Protokolle Ersan Mondtag die Performance Party #4 – NSU. Im Oktober 2016 wurde Alles wird gut – Traum und Albtraum eines unverbesserlichen Deutschen in Celle uraufgeführt, ein Stück des Nebenklagevertreters Mehmet Daimagüler über den NSU-Prozess. Zum fünften Jahrestag der Selbstenttarnung des NSU im November 2016 fand in Chemnitz und Zwickau, den langjährigen Wohnorten der Untergetauchten, das Theatertreffen Unentdeckte Nachbarn statt, währenddessen es zu einem möglicherweise rechtsextrem motivierten Sprengstoffanschlag kam. Im November 2016 wurden auch die auf Angehörigenaussagen der Opfer basierenden NSU-Monologe im Heimathafen Neukölln uraufgeführt.
2020 komponierte und inszenierte der Musiker Ben Frost als Auftragswerk für die Staatsoper Hannover die Oper Der Mordfall Halit Yozgat, die auf Gegenrecherchen von Forensic Architecture zum Mord an Yozgat basierte.
2021 erfolgte auf dem Kunstfest Weimar ein Reenactment des Münchner NSU-Prozesses unter dem Titel „LIVESTREAM FOR AT HOME AND ELSEWHERE: 438 Tage NSU-Prozess – Eine theatrale Spurensuche“ statt (Regie Nuran David Çalış, Text Tunçay Kulaoǧlu).
2021 fand zwischen dem 21. Oktober und dem 7. November das bundesweite Theaterprojekt „Kein Schlussstrich!“ statt. Insgesamt beteiligten sich 18 Träger in 15 Städten, die im Zusammenhang mit den NSU-Verbrechen stehen. An 14 Theatern erfolgten unterschiedliche Inszenierungen, Teil des Projektes war das polytopische Oratorium „Manifest(o)“ von Marc Sinan, dass an verschiedenen Orten u. a. in Jena und Eisenach uraufgeführt wurde.

### Kunst
Der Künstler Sebastian Jung veröffentlichte 2015 einen Bildband und eine gleichnamige Ausstellung über den Jenaer Stadtteil Winzerla („Winzerla. Kunst als Spurensuche im Schatten des NSU“) und spürt darin den Jugendorten des NSU-Trios nach. Malte Kübel fotografierte für seine Abschlussarbeit die Tatorte der NSU-Morde und nannte das Projekt Erinnerungsorte. Regina Schmeken fertigte unter dem Titel „Blutiger Boden“ seit 2013 Fotografien der Tatorte an und zeigte deren scheinbare Rückkehr zur Normalität. Die Bilder wurden ab November 2016 ausgestellt, zuerst im Militärhistorischen Museum Dresden. Der Journalist David Schraven veröffentlichte seine Recherchen zu den NSU-Bezügen der Dortmunder Neonazi-Szene in der fiktionalisierten Form des Comics „Weiße Wölfe“, den Jan Feindt gezeichnet hat. Sie erhielten dafür den Deutschen Reporterpreis 2015.
In Zwickau hält die kunstaktivistische Gruppe Grass Lifter mit Interventionen im öffentlichen Raum die Erinnerung an den NSU wach. Die Künstlergruppe Sternendekorateure stellte zum fünften Jahrestag der NSU-Enttarnung ebenfalls in Zwickau elf Bänke als Mahnmal für die Opfer auf, die am 7. November 2016 vandaliert wurden.
Auch mehrere Hörspiele beschäftigen sich mit dem NSU, darunter Esther Dischereits Blumen für Otello, Christiane Mudras Off the record, Tuğsal Moğuls Auch Deutsche unter den Opfern und Clemens Meyers Radio-Essay Im Netz der Spinnenfrau. Der Bayerische Rundfunk produzierte federführend ein zwölfstündiges Dokumentarstück zum NSU-Prozess, das im Februar 2021 erstmals gesendet wurde.
Unter dem Titel Manifest(o): Der Altar der Rache wurde am 7. November 2021 in Eisenach eine öffentliche Darbietung verschiedener Künstler gezeigt.
Der nächste Botho-Graef-Kunstpreis der Stadt Jena im 2022 befasst sich inhaltlich mit dem Prozess der Aufarbeitung des nationalsozialistischen Untergrunds. Im Rahmen einer beschränkten Auslobung soll ein Kunstwerk im öffentlichen Raum im aktiven Gedenken an die NSU-Opfer geschaffen werden.

### Wissenschaft
Bei einer Tagung zur Aufarbeitung des NSU-Komplexes in der Fachhochschule Frankfurt am Main im Oktober 2016 schilderte der Soziologe Samuel Salzborn, dass der NSU bislang wenig Aufmerksamkeit aus dem akademischen Wissenschaftsbetrieb erhalten habe, und führte das neben Geldmangel auch auf fehlendes gesellschaftliches Interesse an diesem Thema zurück. Neben der Soziologie könnten die Rechtswissenschaft, Sozialpsychologie und Geschlechterforschung Beiträge leisten; es fehlten wie auch generell in der Forschung die Perspektiven derjenigen, die von rechter Gewalt betroffen seien. Bisher sei kein gesellschaftlicher Lernprozess, etwa ein Hinterfragen rassistischer Stereotype, erkennbar. Klaus Theweleits Untersuchung Das Lachen der Täter von 2015 über die Freude am Morden bei einem bestimmten Typus von Männern behandelt auch den NSU. Der Soziologe Matthias Quent, der eine „bisher eher zögerlich[e]“ Reaktion der Sozialwissenschaften feststellte, fasste den NSU 2016 analytisch unter dem auf Erhaltung der bisherigen Ordnung durch Selbstjustiz ausgerichteten vigilantistischen Terrorismus. Sein Rezensent Wolfgang Frindte konstatierte im Oktober 2016 eine bessere Forschungslage und wies auf etwa 7000 Treffer zum NSU bei Google Scholar hin.

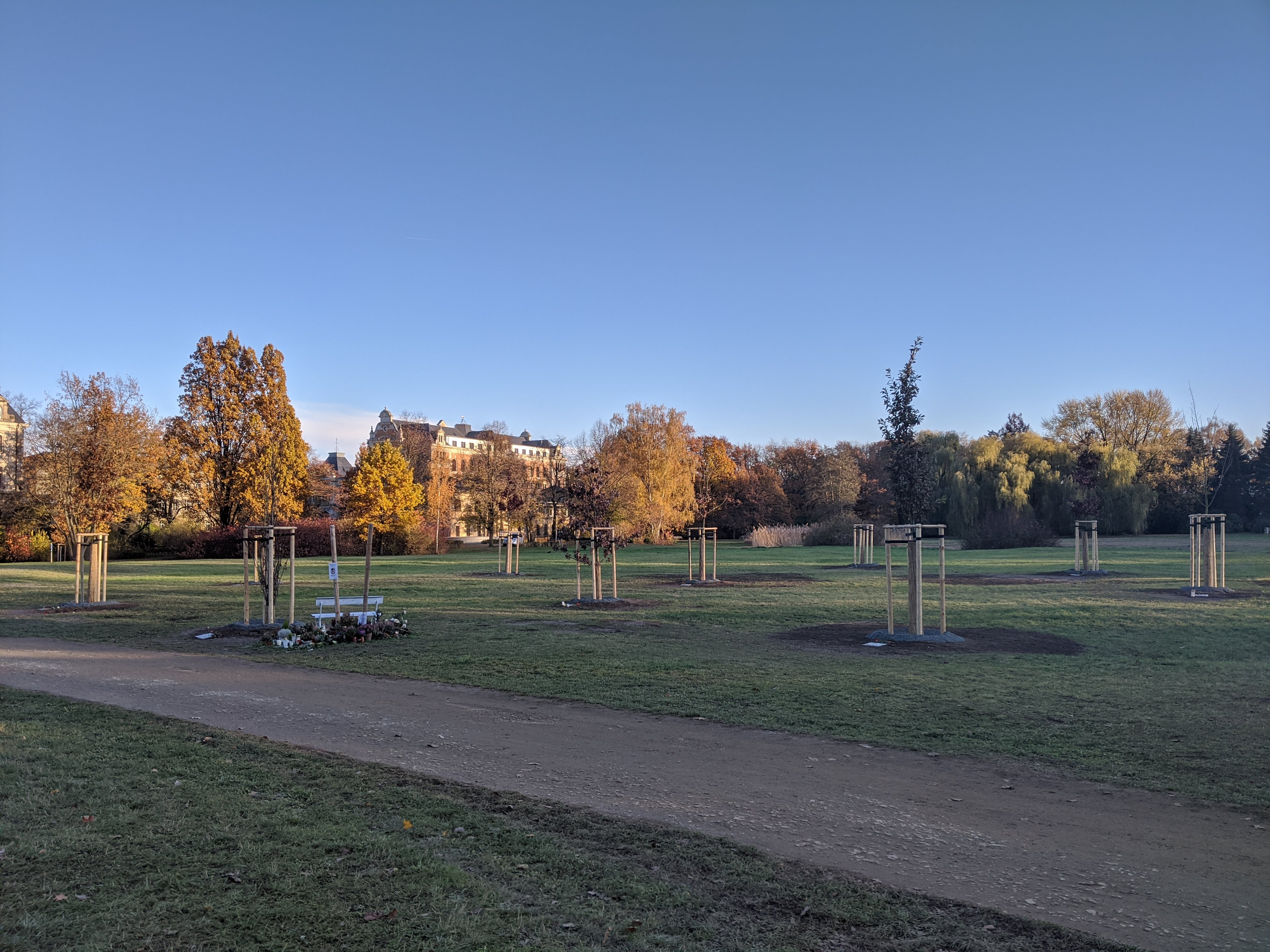
NSU-Gedenkstätte in Zwickau, Schwanenteichpark. Zehn Bäume sollen an die zehn Ermordeten erinnern. Unter jedem Baum gibt es eine Gedenktafel aus Stein.

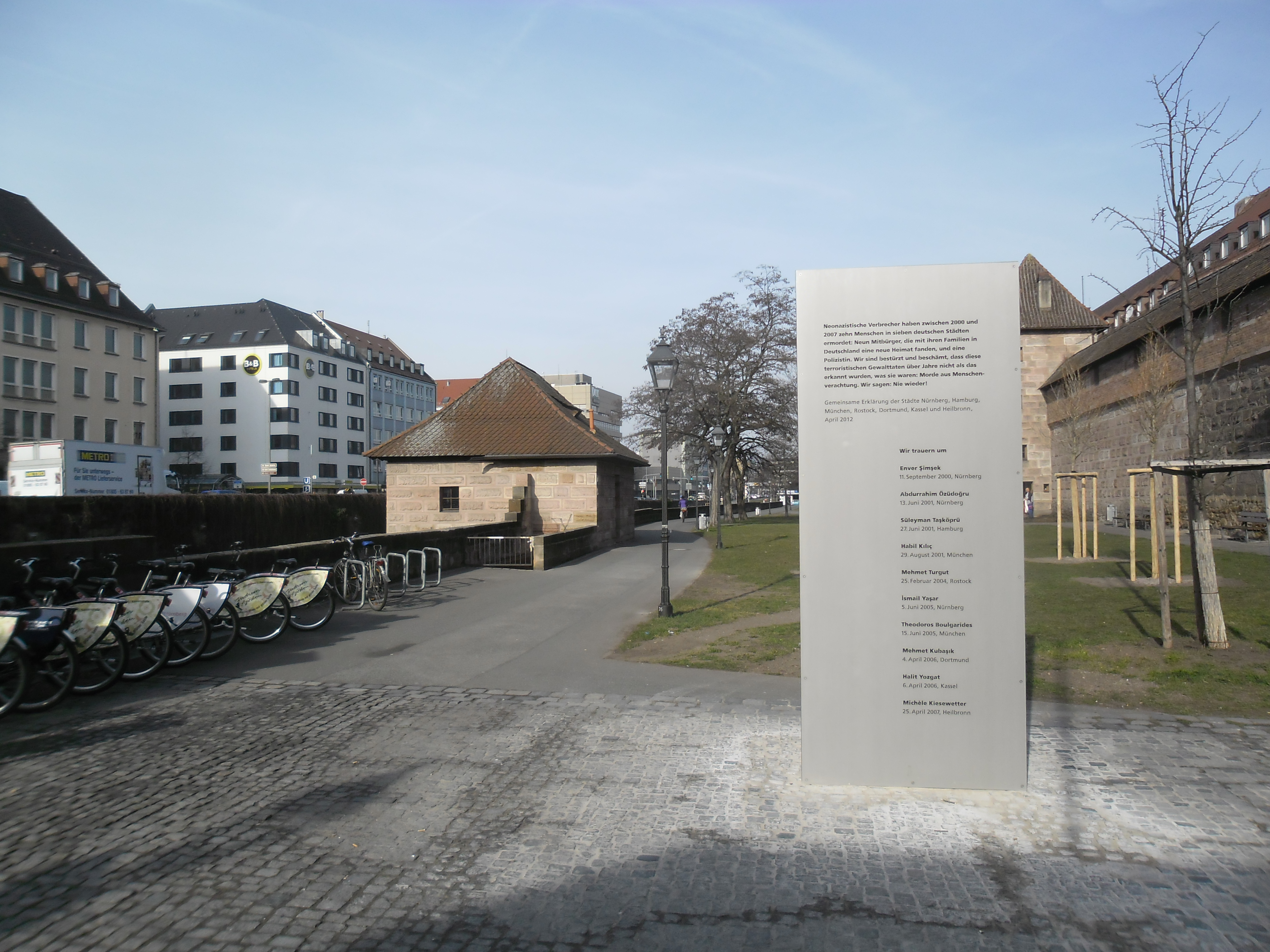
Mahnmal für die NSU-Opfer am Kartäusertor gegenüber dem Opernhaus in Nürnberg

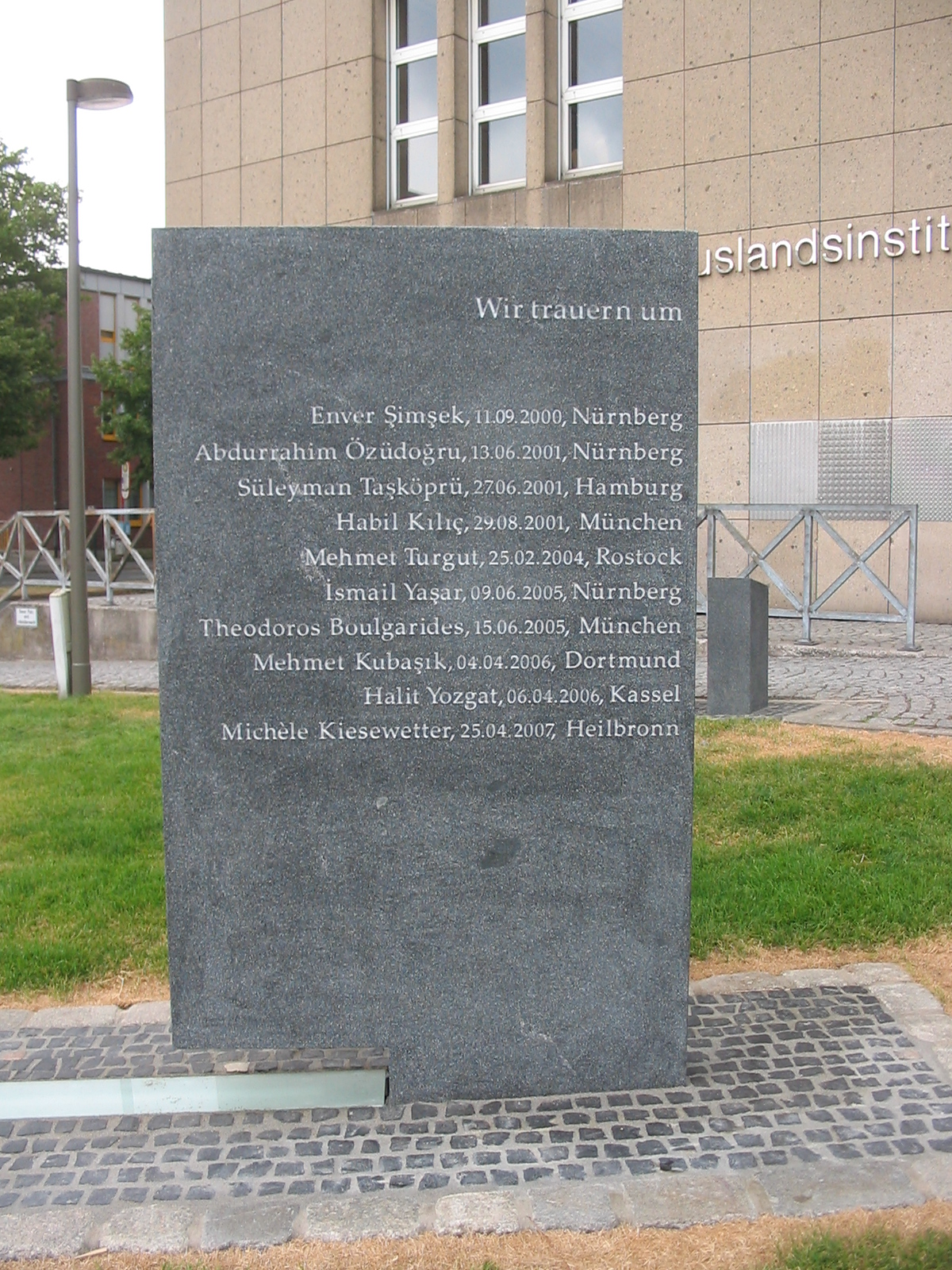
Mahnmal für die NSU-Opfer in der Nähe des Dortmunder Hauptbahnhofs

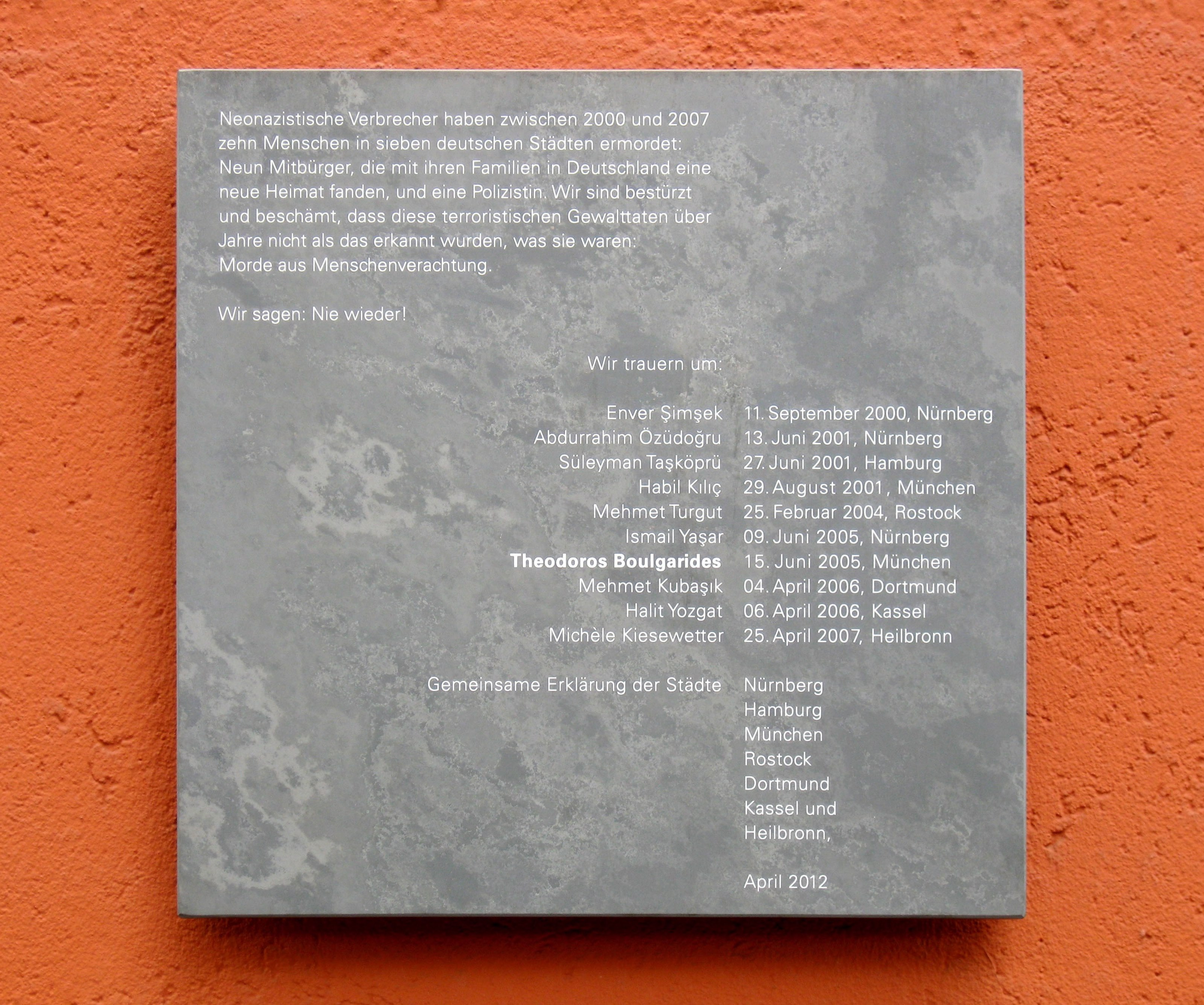
Gedenktafel für die NSU-Opfer am Ort der Erschießung Theodoros Boulgarides’

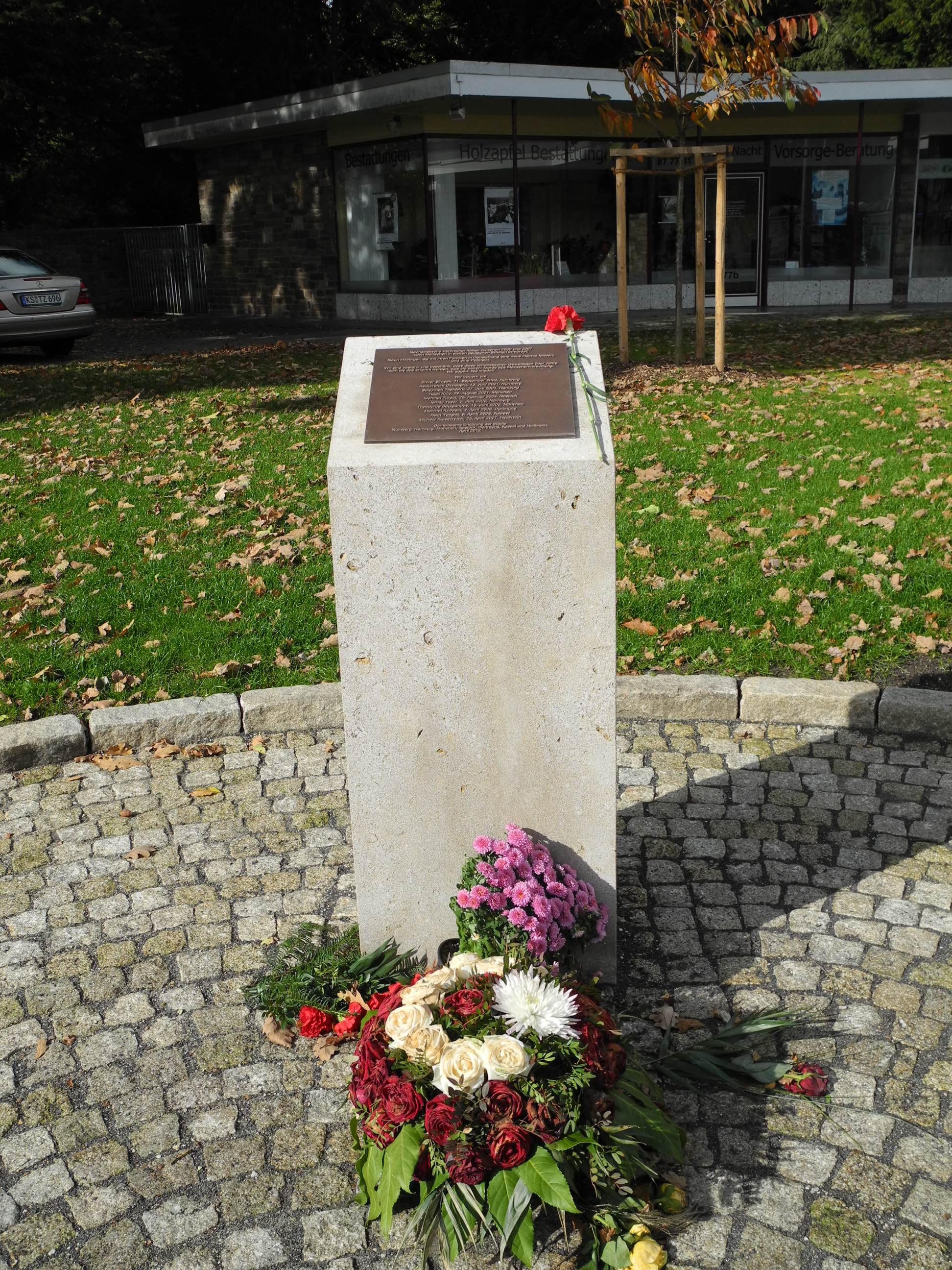
Stele für die NSU-Opfer am Kasseler Halitplatz

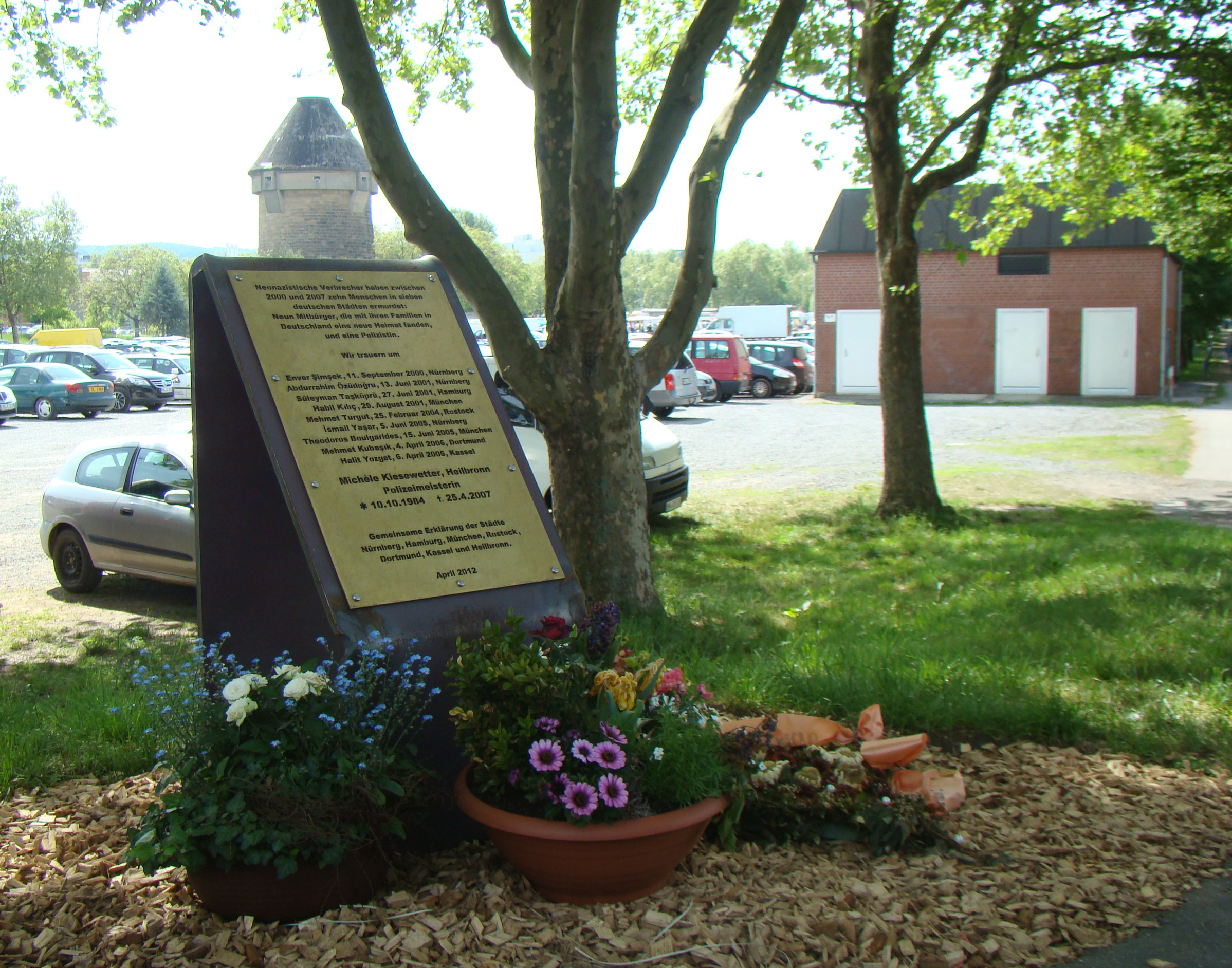
Gedenktafel für die NSU-Opfer an der Theresienwiese, dem Tatort des Polizistenmords von Heilbronn

## Gedenken an die Opfer und Umgang mit den Angehörigen
Am 13. November 2011 organisierte die Türkische Gemeinde in Deutschland eine Mahnwache vor dem Berliner Brandenburger Tor und rief zu Solidarität gegen Rassismus und rechtsextreme Gewalt auf. Die Teilnehmer, darunter Kenan Kolat und Stephan J. Kramer, trugen Schilder mit den Namen der NSU-Mordopfer. Der Bundestag gedachte am 21. November 2011 in einer Schweigeminute der Opfer; Präsident Norbert Lammert bat im Namen der Abgeordneten um Entschuldigung für „Verdächtigungen und Anfeindungen“ und sagte, er schäme sich für die Arbeit der Sicherheitsbehörden. Bundespräsident Christian Wulff lud die Angehörigen der NSU-Opfer am 23. November 2011 zu persönlichen Gesprächen ins Schloss Bellevue, was viele als wichtige Geste bezeichneten. Am 20. Dezember 2011 wurde die frühere Berliner Ausländerbeauftragte Barbara John zur „Ombudsfrau der Bundesregierung für die Opfer und Opferangehörigen der Zwickauer Zelle“ ernannt, die aus über siebzig Personen in 33 Familien (23 der Kölner Bombenanschläge und 10 der Mordopfer) bestehen. John stellte fest, dass ihnen bis November 2011 fast keine Unterstützung durch staatliche Stellen zuteilgeworden war und sie nur durch Rechtsanwälte, den Weißen Ring und teilweise durch das Opferentschädigungsgesetz notdürftige Hilfe erhalten hatten. Bis April 2013 erhielten die Opferfamilien insgesamt knapp eine Million Euro Härteleistungen.
Am 23. Februar 2012 fand im Berliner Schauspielhaus am Gendarmenmarkt ein Staatsakt zum Gedenken an die Opfer des NSU statt. Für die Angehörigen sprachen der Vater Halit Yozgats und die Töchter Enver Şimşeks und Mehmet Kubaşıks, für die Bundesrepublik – anstelle des inzwischen zurückgetretenen Wulff – Angela Merkel. Semiya Şimşek sagte: „Elf Jahre durften wir nicht einmal reinen Gewissens Opfer sein“, Merkel bat im Namen der Bundesrepublik um Verzeihung und versprach: „Wir tun alles, um die Morde aufzuklären und die Helfershelfer und Hintermänner aufzudecken und alle Täter ihrer gerechten Strafe zuzuführen“ und zugleich „alles in den Möglichkeiten unseres Rechtsstaates Stehende zu tun, damit sich so etwas nie wiederholen kann.“ Dieses Versprechen wurde im Lauf der schleppenden und teilweise behinderten Aufklärung in den nächsten Jahren immer wieder kritisch aufgegriffen.
Im April 2012 veröffentlichten die sieben Städte, in denen Menschen vom NSU ermordet wurden, eine gemeinsame Erklärung, in der die Taten der „neonazistischen Verbrecher“ verurteilt wurden:
„Neun Mitbürger, die mit ihren Familien in Deutschland eine neue Heimat fanden, und eine Polizistin. Wir sind bestürzt und beschämt, dass diese terroristischen Gewalttaten über Jahre nicht als das erkannt wurden, was sie waren: Morde aus Menschenverachtung. Wir sagen: Nie wieder!“
Diese Städte – Nürnberg, Hamburg, München, Rostock, Dortmund, Kassel, Heilbronn – ließen zwischen Ende 2012 und Anfang 2014 Mahnmale für die zehn Todesopfer mit dem Text der Erklärung aufstellen. Die 2013 eingeweihten Mahnmale in Nürnberg und Dortmund hatten zunächst einen falschen Todestag eingraviert. An einzelnen Tatorten sind individuelle Gedenkorte geschaffen worden, so in Dortmund, in Kassel mit dem Halitplatz, in Rostock sowie in Nürnberg an den drei Mord-Tatorten. In Köln wurde im November 2016 der Denkmalsentwurf Ulf Amindes für die NSU-Anschläge von 2001 und 2004 ausgewählt, ein der Begegnung dienendes „virtuelles Haus“ nahe der Keupstraße. Am 19. Januar 2023 wurde an der Hausfassade der Kölner Probsteigasse 44 eine stählerne Gedenktafel enthüllt.
Nach einer Umfrage der Welt am Sonntag kam es in vier dieser sieben Städte zu Vandalismus an den Gedenkstätten: In Kassel war der Gedenkstein für Halit Yozgat 2014 mit einer Bitumenmasse übergossen worden, in Rostock wurde der Gedenkort für Mehmet Turgut seit 2014 dreimal beschädigt. In Nürnberg entfernten Unbekannte 2015 eine Gedenktafel, eine Stele war im November 2017 mit einem Hakenkreuz beschmiert worden. In Heilbronn gruben Unbekannte 2008 eine Gedenkstele für Michèle Kiesewetter aus und warfen sie in den Neckar. 2014 wurde eine Gedenktafel besprüht.
Nachdem Bundespräsident Joachim Gauck zunächst eine Gedenkveranstaltung und ein Treffen abgelehnt hatte, lud er für den 18. Februar 2013 NSU-Opfer und Angehörige zu Gesprächen ein. Mehrere Angehörige schlugen die Einladung aus, da nicht auch ihre Nebenklagevertreter eingeladen wurden; sie forderten Aufklärung statt Betroffenheit. Im Juni 2014 besuchte Gauck zum 10. Jahrestag des Nagelbombenanschlags die Keupstraße und hielt eine Ansprache vor 70.000 Besuchern der Kundgebung Birlikte, die seitdem jährlich zum Engagement gegen rechtsextreme Gewalt aufruft.
Die Zwickauer Oberbürgermeisterin Pia Findeiß lehnte 2013 ein Mahnmal speziell für die NSU-Opfer ab: Sie befürchte, die Wohnorte des NSU könnten Anlaufstellen für Rechtsextreme werden. Am 8. September 2019 wurde auf der Ziegelwiese im nördlichen Teil des Zwickauer Schwanenteichparks zum Gedenken an Enver Şimşek eine Deutsche Eiche gepflanzt. Wochen später wurde der Baum von Unbekannten abgesägt, für Findeiß ein Zeugnis „von Intoleranz, mangelndem Demokratieverständnis und von Verachtung gegenüber Terroropfern und deren Angehörigen“. Auch eine an gleicher Stelle aufgestellte Holzbank mit Inschrift war nach kurzer Zeit beschädigt worden. Bei einer Gedenkfeier bei zehn neu angepflanzten Gedenkbäumen und Gedenktafeln am 3. November 2019 kam es wegen fehlerhafter Schreibweise der Namen der Mordopfer sowie Nicht-Einladung von Überlebenden und Angehörigen zu Kritik.
Im September 2017 beschloss die rot-rot-grüne Mehrheit im Thüringer Landtag, einen Entschädigungsfonds für die NSU-Opfer und eine Gedenkstätte für die NSU-Taten einzurichten. Die AfD lehnte beides aus ideologischen Gründen ab, die CDU, weil sie eine gerichtliche Klärung abwarten und keine „Pilgerstätte für Neonazis“ schaffen wolle. Bis zum Ablauf der Einreichungsfrist im Oktober 2018 wurden 68 Anträge gestellt und die zur Verfügung gestellten 1,5 Millionen Euro bis Ende des Jahres fast vollständig aufgeteilt. Die Politikerin Katharina König-Preuss forderte im März 2019 die Einrichtung eines Archivs zum NSU für die weitergehende Aufklärung. Der Jenaer Oberbürgermeister Thomas Nitzsche lehnte im April 2019 die vom Ortsteilrat initiierte und in einer Bürgerbefragung unterstützte Benennung eines Enver-Şimşek-Platzes in Winzerla ab.
Die bis zur NSU-Selbstenttarnung vorherrschende dehumanisierende Umschreibung der Mordopfer mit dem Begriff „Döner“ und ihr Nicht-Betrauern in der allgemeinen Öffentlichkeit hat die Soziologin Jasmin Siri als „extremste Form der Exklusion“ bezeichnet. Viele Hinterbliebene waren enttäuscht über den schleppenden NSU-Prozess; sie kritisierten, dass die Angeklagten sowie Behördenvertreter kaum zur Aufklärung beitrugen. Ihre Skepsis gegenüber der Justiz ist geblieben. Es gibt laut Esther Dischereit kein größeres Forum, in dem die NSU-Opfer jenseits ihres Status als Opfer oder Migrant als Personen mit ihren ganzen Biographien gewürdigt würden. Dadurch, dass sie weiter als „Zufallsopfer“ bezeichnet werden, dominiert laut dem Kulturanthropologen Lee Hielscher die Tätersicht weiterhin die öffentliche Wahrnehmung; die Opfer würden „geschichts- und ortlos gemacht“. Die Wanderausstellung „Die Opfer des NSU und die Aufarbeitung der Verbrechen“ ist seit November 2013 an über hundert Orten in Deutschland gezeigt worden. Die ARD sendete am 11. Dezember 2011 die Dokumentation Acht Türken, ein Grieche, eine Polizistin, die den Opfern erstmals „ein Gesicht geben“ sollte. Semiya Şimşek veröffentlichte 2013 das Buch Schmerzliche Heimat, das den Tod ihres Vaters und den folgenden Umgang der Ermittler mit den Angehörigen aufarbeitet und dem ARD-Fernsehfilm Die Opfer – Vergesst mich nicht 2016 als Grundlage diente und laut Stuttgarter Zeitung „vielleicht genau die Lücke in der Rezeption“ schloss, indem er „einen emotionalen Zugang“ zu den „gesichtslose[n] Nebenkläger[n] im NSU-Prozess“ verschaffe.
In Nürnberg wurden 2021 und 2022 zudem, nahe der Tatorte, Plätze nach den Mordopfern Enver Şimşek und İsmail Yaşar benannt und vor Ort Erinnerungsstelen eingerichtet sowie Gedenkbäume gepflanzt. Bei den Enthüllungen waren auch die Angehörigen der Opfer geladen. Für den Sohn Şimşeks habe die Benennung des Platzes eine besondere Bedeutung, denn es sei genau da, wo sein Vater erschossen wurde. Yaşars mittlerweile erwachsene Kinder enthüllten das Straßenschild und die Gedenkstele. Am 26. April 2023 hat die Stadt Nürnberg in Gedenken an das dritte Nürnberger Opfer Abdurrahim Özüdoğru einen kleinen Park an der Sperberstraße zwischen Burgunden- und Huldstraße nach diesem benannt.

## Dokumentationszentren
Der Freistaat Sachsen hat im November 2021 eine Machbarkeitsstudie für ein Dokumentationszentrum in Sachsen gefördert. Diese wurde am 5. Mai 2023 veröffentlicht. Darauf aufbauend wurden Träger gefördert, diese Machbarkeitsstudie umzusetzen. Anschließend gab die Bundesregierung (BMI) eine Studie in Auftrag. Die Bundesregierung plant, bis 2030 ein Dokumentationszentrum zum NSU-Terror einzurichten – als Ort des würdigen Gedenkens und der politischen Bildung. Das Konzept erstellte die Bundeszentrale für politische Bildung. Im Koalitionsvertrag der 21. Wahlperiode des Bundestages vom 9. April 2025 wurde Nürnberg als Standort vereinbart; als weitere Städte waren München, Köln und Berlin im Gespräch gewesen.
Im Rahmen der europäischen Kulturhauptstadt 2025 wurde in Chemnitz am 25. Mai 2025 das erste Dokumentationszentrum "Offener Prozess – Ein Dokumentationszentrum zum NSU-Komplex" auf einer Fläche von 1.300 m² eingerichtet. Träger sind drei Vereine, die vom Bund und vom Land Sachsen gefördert werden. Teile der Ausstellung Offener Prozess, die die Verbrechen aus Sicht der Betroffenen zeigt, wurden von ihnen selbst gestaltet. Zudem will das Zentrum Raum für Bildung, Diskussion und Forschung zur Terrorgruppe bieten.